# 纽约
紐約，通稱纽约市（英語： 或 ，缩写为 ），位於美國紐約州南端（非纽约州首府），為美國人口最多的城市、紐約都會區的核心、以及世界最大的城市之一，是对全球的经济、商业、金融、媒体、政治、教育和娱乐具有极大影响力的国际大都会。纽约还是聯合國總部所在地，因此也被认为是世界外交的中心。紐約也被稱為世界上最重要的城市和「世界首都」。
纽约位於美國東北部，濱臨大西洋海岸，坐拥世界上最大天然港口之一的纽约和紐澤西港。纽约市共有曼哈頓区、皇后区、布魯克林区、布朗克斯區、斯塔滕岛区等5个行政區，每一个行政区也各自是纽约州的一个县。1898年，五个行政区合并为现在的纽约市。紐約也是全美國人口最密集的主要城市，2012年有8,336,697人居住于302.64平方英里（783.8平方）的土地上。纽约都市区在全美的都會區中也高居第一，人口达到1980万，同时也是全美最大的联合统计区的一部分，在大区中人口达到2340万。纽约也是美國语言和人口族群最为多元化的城市，在此使用的语言达到800种，而在2005年，全市有36%的人口是非美国出生的。
纽约的历史可以追溯至1624年，荷兰殖民者在这时候在此地建立贸易站，名为新阿姆斯特丹。1664年，纽约及其周边地区为英国所占。美國建國後，紐約在1785年—1790年為首都，1790年，纽约取代费城成为美国第一大城市；連同其周圍市鎮組成的紐約都會區，則在20世紀前半葉成為世界第一大都市，至1960年代被日本的東京首都圈超越為止。纽约市的标志自由女神像在19世纪末20世纪初迎接了数百万移民的到来，它同时也是美国及其民主制度的象征。
每年来到纽约的游客达到5500万，许多区域和地标为人们所熟知。不同媒体還將紐約选为世界上被拍照最多的城市。時報廣場位于百老汇剧院区枢纽，有“美國十字路口”之譽，是世界上行人来往最密集的步行地段之一和世界娱乐产业的中心之一。城中的许多桥梁、高楼和公园世界闻名。纽约的金融区以曼哈顿下城的华尔街为龙头，有世界金融中心之稱，世界上最大的证券交易所（按上市公司市值）纽约证券交易所也位于此地。曼哈顿的房地产是世界上最为昂贵的之一，其唐人街是西半球最为密集的华人聚居地。纽约地铁是世界上最为发达的城市交通系统之一，提供24小時不間斷的服务。纽约同时还是许多高等学府的所在地，其中包括常春藤聯盟的哥伦比亚大学以及纽约大学這兩所世界排名前30的学校。

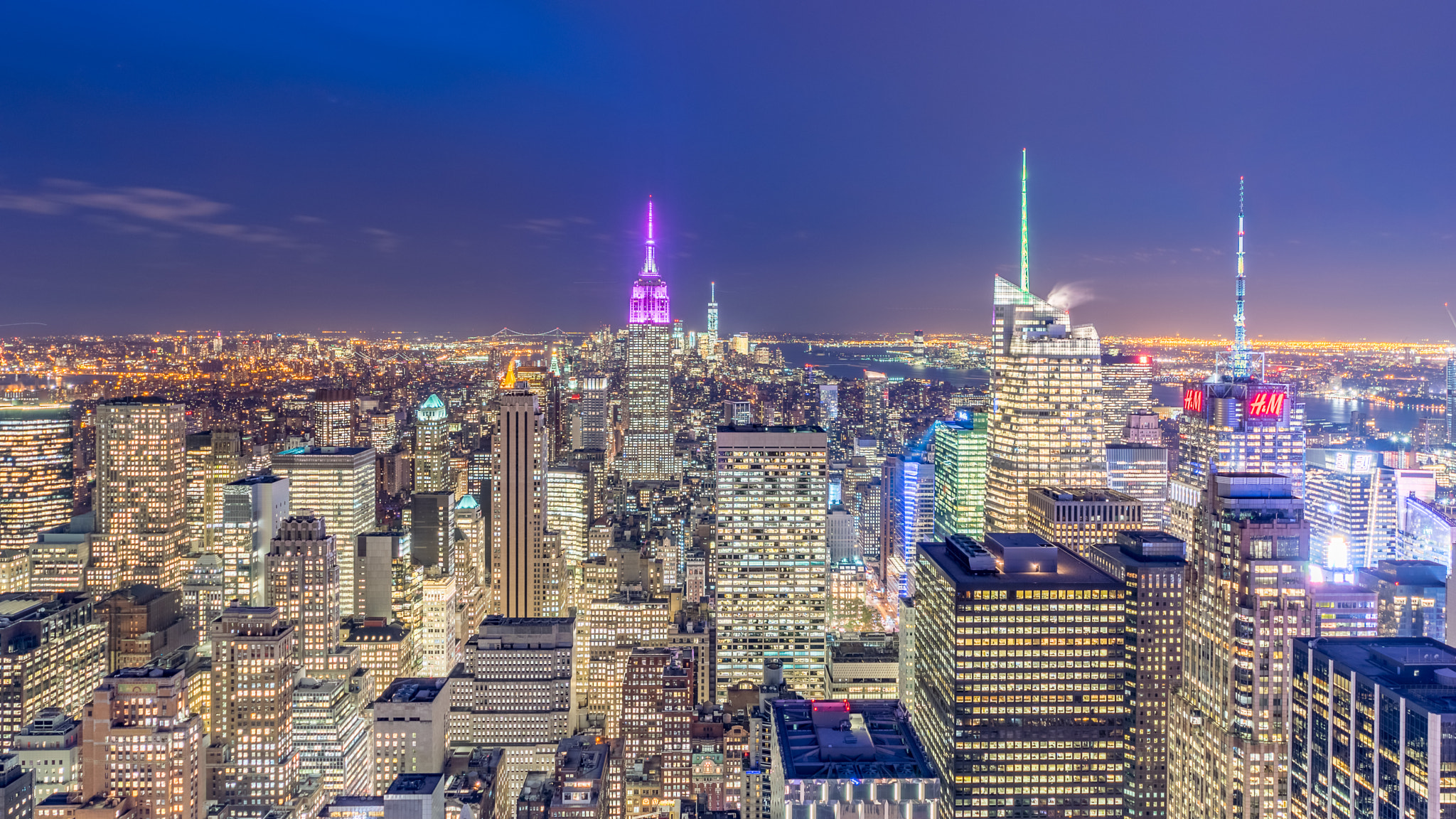
纽约夜景天际线

## 市名
雖然一般寫作，的簡稱也在市區隨處可見，但才是纽约的官方名稱。紐約意為「新約克」——約克則是英國一處地名。來自英國約克郡的新移民們為了紀念当时的約克公爵，也就是日后的英國國王詹姆士二世，故得此名。紐約市的市徽，則有紐約的拉丁語名稱，直譯為「新埃伯拉肯」，「埃伯拉肯」就是約克在羅馬帝國時期的拉丁語舊名。
汉语“纽约”译名首先由清末派遣出国的蒲安臣使团记名海关道志刚在其1872年出版的《初始泰西记》中使用；早期还有“纽约克”“新约克”等翻译。

### 暱稱
纽约市的昵称“大苹果”（The Big Apple）源自1920年代。当时《纽约晨递报》的记者约翰·J·菲茨杰拉德在撰写赛马专栏时将纽约称作“大苹果”，以喻示该城在赛马业中的显赫地位，人人都愿追逐之。这一名称逐渐变得不再流行，但在1970年代时，纽约旅游局的宣传攻势重新将“大苹果”带回流行文化中。这一昵称便流行至今。
纽约市的另一个昵称是“哥谭”（Gotham），最初由华盛顿·欧文在他的作品中提出，后来这一名称在蝙蝠侠漫画中作为其背景而发扬光大。
纽约还被称作“不夜城”（The City That Never Sleeps），这一称号最早来自韦恩堡的一篇新闻报道，后来为马丁·斯科塞斯1977年电影《纽约，纽约》的同名主题曲所发扬光大。
纽约也是流行音乐中最常被提及的城市之一，当下知名歌曲例如：美國饒舌歌手杰斯與美國歌手艾莉西亚·凯斯合作的歌曲《帝國之心》，以及美國創作歌手泰勒絲的歌曲《歡迎光臨紐約》等。

## 历史

### 早期历史
在前殖民时期，纽约现今所在的地区为阿尔冈昆部落所居。勒納佩人是其中的一支，他们居住在斯塔滕岛、长岛西部（包括现今的布鲁克林区和皇后区）、曼哈顿及下哈德逊河河谷（包括布朗克斯区）。
1524年，喬瓦尼·達韋拉扎諾成为第一个历史记载的造访纽约的欧洲人。達韋拉扎諾是一名来自佛罗伦萨的探险者，效忠于法国。他乘着太子妃号进入今日的纽约港区，宣布此地为法国所有，并将之命名为新昂古莱姆（Nouvelle Angoulême）。
西班牙探索者在葡萄牙人埃斯特万·戈麦斯（效忠神圣罗马帝国皇帝查理五世）的带领下于1525年到达纽约港，并探索哈德逊河河口。他将之命名为“圣安东尼奥河”（Rio de San Antonio）。河流封冻使他无法继续向上游探索，于是他于8月返回西班牙。在他的探索指引下，1527年的西班牙皇家地图成为第一张科学描绘北美东海岸的世界地图。为了纪念他的贡献，这张地图将今美国东北部称作“埃斯特万·戈麦斯地”。
1609年，英国探险者亨利·哈德逊在帮助荷兰东印度公司探索西北水道寻找通往东洋航路的过程中将半月号驶入纽约港，从而重新发现这一地区。他将通往内陆的水路称为“北河”，即今日的哈德逊河。他认为这是一条通往海洋的支流，于是一直航行到今日的纽约州州府奥尔巴尼，但发现河道逐渐变窄且盐水逐渐消失，证明这条河流并不通往海洋，于是转航回到下游。他在这一地区探索了十日，并宣布此地为他的雇主所有。1614年，荷兰将鳕鱼角和特拉华湾之间的区域归为己有，称之为“新尼德兰”（Nieuw-Nederland）。

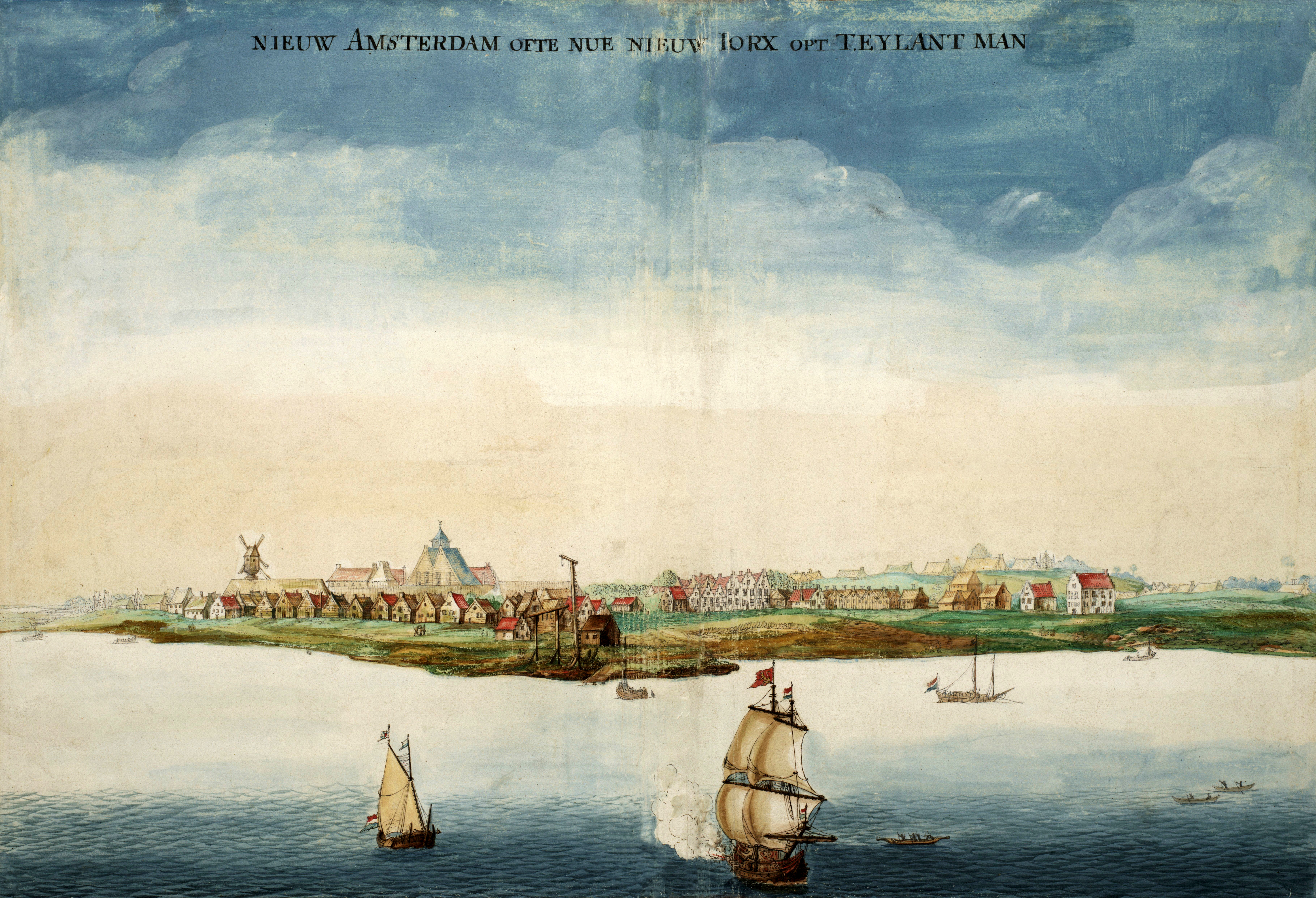
新阿姆斯特丹位于今曼哈顿下城，1664年英格兰夺取此地，更名为“纽约”

1624年，荷兰人在總督島建立皮草贸易点，由此欧洲人在新尼德兰开始正式的永久居留。1625年在曼哈顿岛上开始兴建“阿姆斯特丹堡”，后称作“新阿姆斯特丹”（Nieuw Amsterdam）。荷兰殖民总督彼得·米纽特于1626年从勒納佩人处以60荷兰盾（2006年约为1000美元）购得曼哈顿岛，因此以价值24美元的玻璃珠购得曼哈顿的传闻并不符实。
1664年，新尼德兰总督彼得·斯特伊维桑特投降，将新阿姆斯特丹拱手让给英国人。英国人随即将此地更名为“纽约”，以海军大臣约克公爵（即日后的詹姆士二世）命名。第二次英荷战争结束后，英国正式获取新阿姆斯特丹（纽约），以与荷兰交换印度尼西亚的伦岛。原住民之间的内战和欧洲殖民者带来的疾病使得勒納佩人的数量在1660年至1670年间大幅减少。至1770年，勒納佩人的数量已经下降至200人。。
1702年，由于黄热病，纽约失去10%的人口。在1702至1800年间，纽约总共遭遇七次黄热病的侵袭。
18世纪初，作为贸易港的纽约在英国统治下逐渐兴旺。同时，纽约还成为了奴隶制的中心，1730年有42%的家庭拥有奴隶，在殖民地中仅次于南卡罗来纳州查尔斯顿。。大部分奴隶主拥有家奴，另一部分则将他们送出做工。奴隶制成为纽约经济的重要组成部分，大量奴隶在港口、银行和船运业工作。20世纪90年代，在建造新联邦政府大楼时发现非洲人埋葬地，其中埋葬着成千上万殖民时代的非裔人。
1735年的在曼哈顿审判的曾格案件使出版自由在北美得到奠定。1754年，哥伦比亚大学根据乔治二世的宪章在曼哈顿下城建立起来，当时名为国王学院。印花税法国会于1765年10月在纽约集结。自由之子在同一时期组织起来，在接下来的十年中与英国驻军频繁发生冲突。

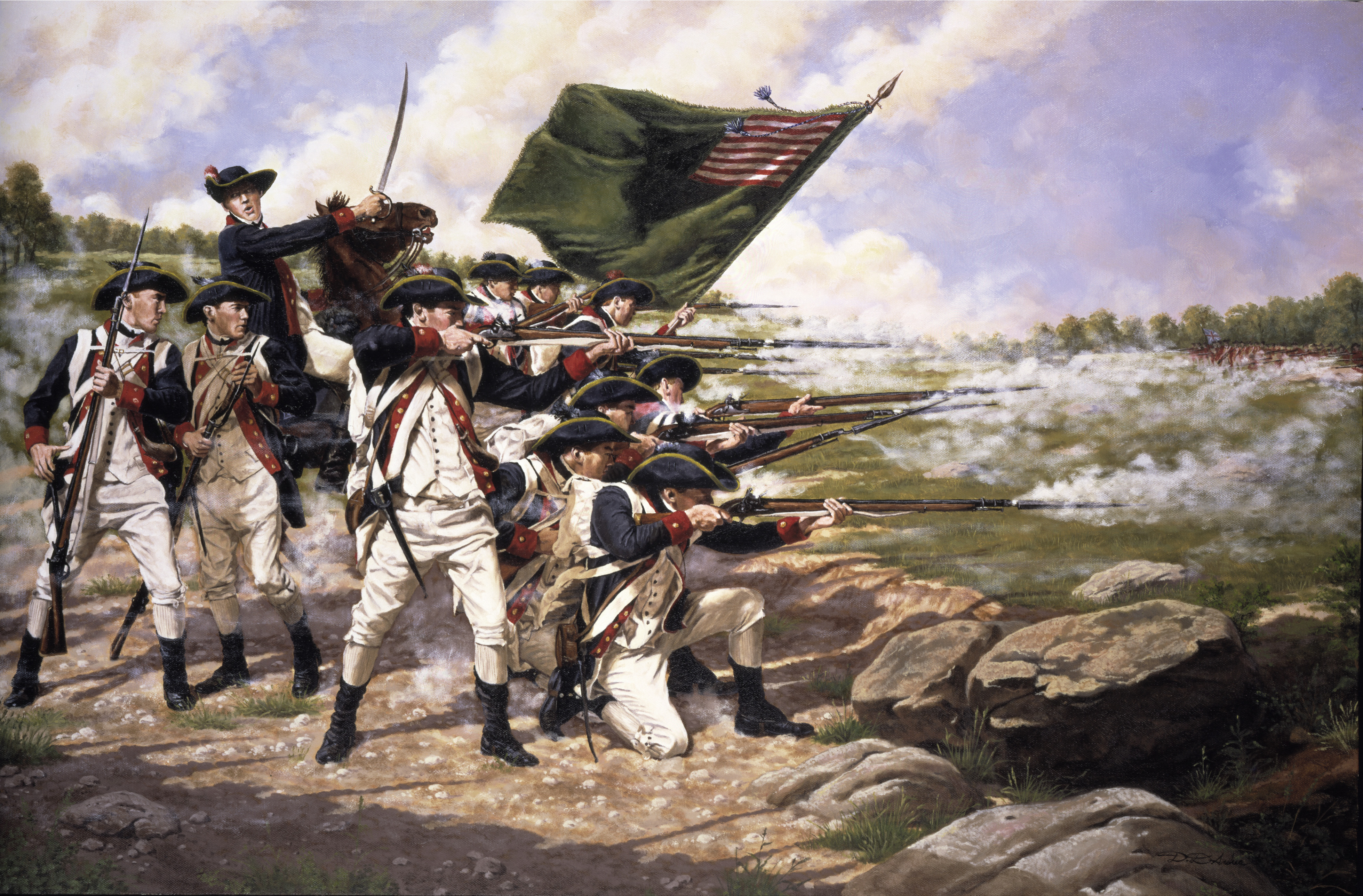
长岛会战于1776年在布鲁克林展开，是美国独立战争中规模最大的战役

美国独立战争中规模最大的战役长岛会战于1776年8月在今日的布鲁克林区内进行。美国在此战中失败，由此在纽约的军事冲突减少，该城也成为英国在北美的军事和政治中心。纽约此时成为保皇派和脱逃奴隶（英国承诺给予加入本方的脱逃奴隶自由）的庇护所，至少10,000名脱逃奴隶在英国占领纽约时涌入城内。1783年撤离日英国从纽约撤出（纽约也是英国最后一个撤离的港口），并将3,000名获得自由的奴隶安置到新斯科舍。其他自由奴隶则去了英格兰和加勒比地区。
1776年9月11日，英美代表在斯塔滕岛会面，这也是战时唯一一次双方试图和平解决冲突。美方代表包括本杰明·富兰克林，英方代表包括豪勋爵。在英国占领纽约后不久，纽约爆发大火，近四分之一的市区建筑被毁，其中包括纽约三一教堂。
1785年，邦聯議會将纽约定为美国首都。纽约是《邦联条例》下的最后一个美国首都，也是美国宪法下的第一个美国首都。1789年，美国第一任总统乔治·华盛顿在华尔街联邦厅宣誓就职。在同一地点还召集了美国第一届国会和最高法院，起草《美国权利法案》。1790年，纽约超越费城成为美国第一大城市。

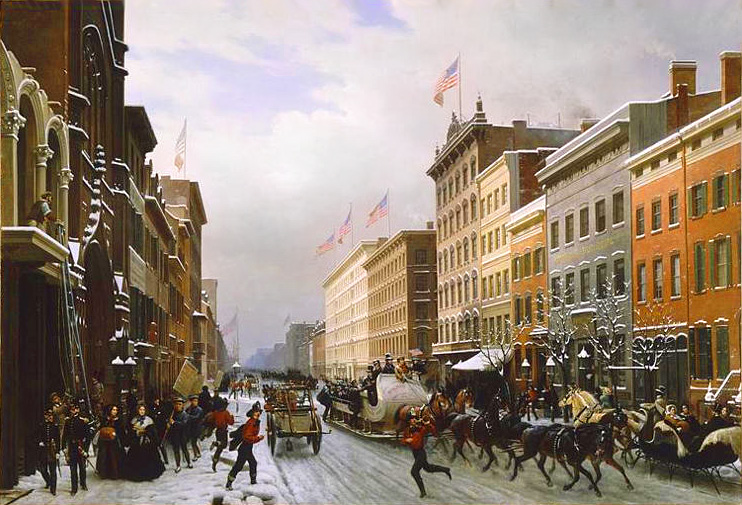
1840年的百老汇

在纽约州1799年的《渐进废奴法案》之下，奴隶母亲的孩子生来将为契约劳工，直至二十五岁之后方可获得自由。在独立战争之后获得解放的和脱逃的奴隶共同组成曼哈顿为数众多的自由黑人人口。在几位开国元勋如亚历山大·汉密尔顿和约翰·杰伊的支持之下，纽约奴隶解放会致力于推动奴隶制的彻底废除，并建立非裔人自由学校以教育黑人儿童。直至1827年，奴隶制才在纽约州彻底被废除，而此后黑人也仍然面临着歧视的问题。纽约的废奴运动持续下去，其中许多运动领袖都是自由学校的毕业生。1840年，纽约市的黑人人口超过16,000。
19世纪，在贸易的持续发展和欧洲移民的推动下，纽约发生巨大的变化。在《1811年委员会计划》下，城市的街道覆盖至整个曼哈顿。1825年伊利运河开通，将纽约港与北美内陆市场（农作物及其他商品）通过哈德逊河和五大湖连接起来。同时，纽约的政治也开始受到坦慕尼协会（爱尔兰和德国移民支持的政治机构）的主导。
在19世纪30年代和40年代有许多知名的美国文坛人物居住在纽约，其中包括威廉·卡伦·布莱恩特、华盛顿·欧文、赫尔曼·梅尔维尔、鲁弗斯·维尔莫特·格里斯沃尔德、约翰·基斯、纳撒尼尔·帕克·威利斯以及埃德加·爱伦·坡。在旧商界精英的游说推动下，1857年中央公园建立起来，成为全美国第一个景观公园。

### 现代历史

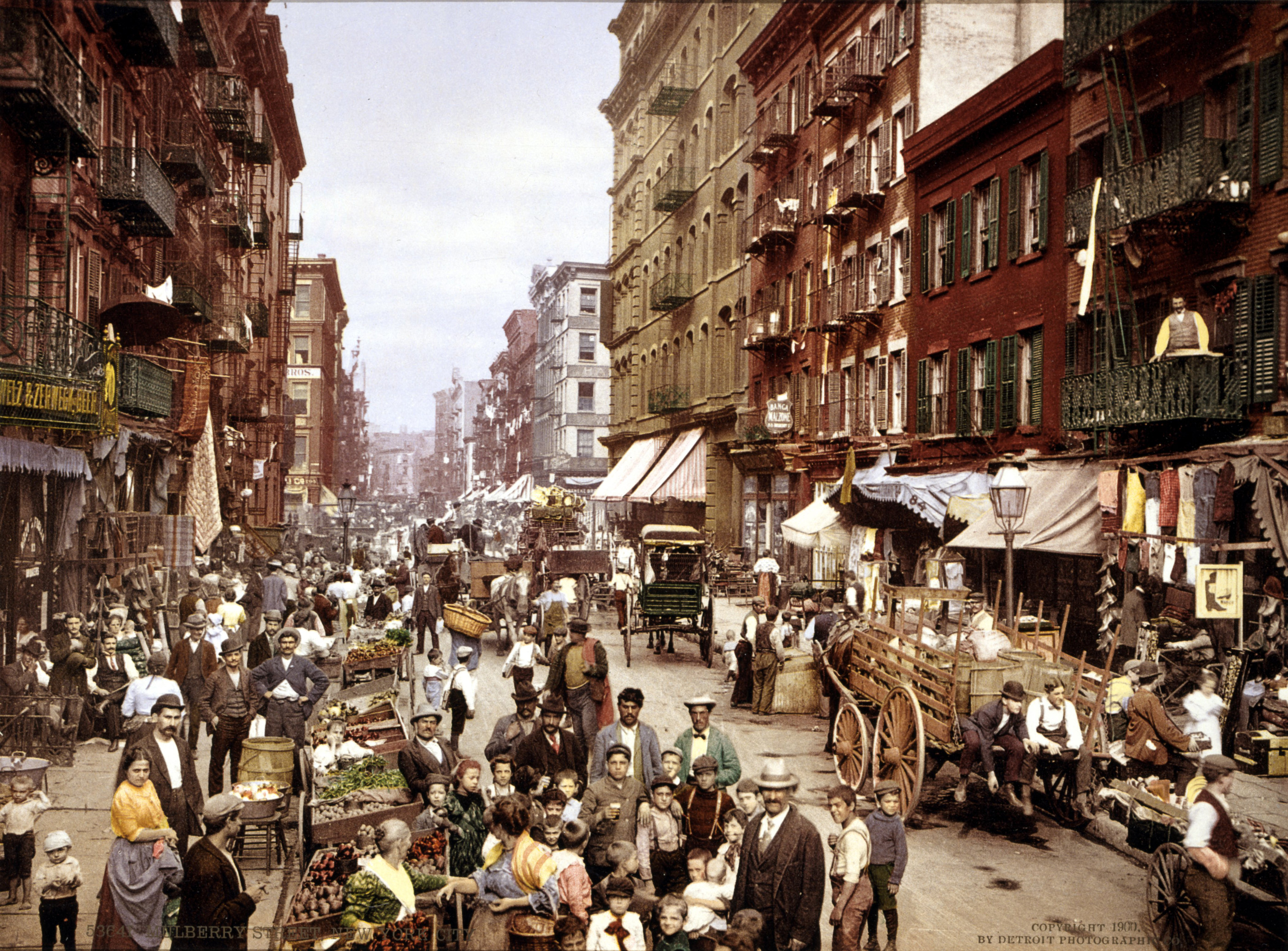
1900年的曼哈顿小意大利

爱尔兰大饥荒使大批爱尔兰移民涌入纽约，到1860年，四个纽约人中就有一个出生于爱尔兰（总共超过200,000人）。同时，德意志革命也使德国移民大量迁入，1860年另外四分之一的城市人口来自德国。
民主党候选人在选举中屡屡获胜，纽约与美国南方也产生紧密的联系。1861年市长费尔南多·伍德号召纽约跟随南方退出联邦，但他的这一号召最终没有成行。在南北战争期间，对于征兵法律的不满导致1863年由爱尔兰裔工人阶级领导的纽约征兵暴动。

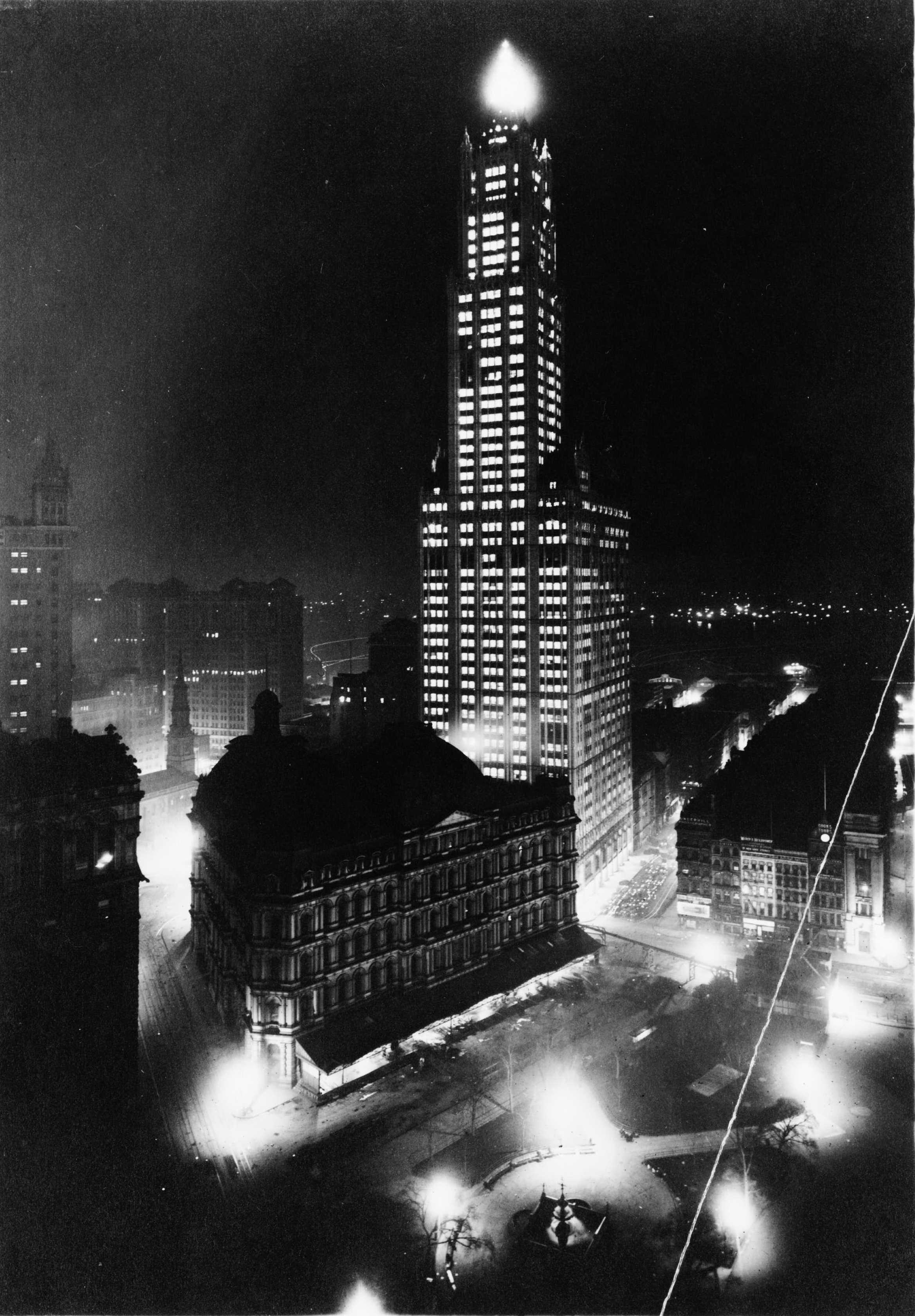
1913年的纽约夜景，中间的建筑物是伍尔沃斯大楼

移民与黑人长期存在竞争，由此暴动演化为对纽约黑人和其财产的攻击。暴动者将有色人种孤儿院烧毁，其中200名儿童幸得逃生。此外他们还杀死近100名黑人，攻击了更多，尤其是在港口区域。这是美国历史上最为惨重的骚乱之一。暴力活动导致许多黑人离开纽约前往威廉斯堡、布鲁克林和新泽西，至1865年，曼哈顿的黑人人口跌破10,000（1820年水平）。白人工人阶级由此取得统治地位。

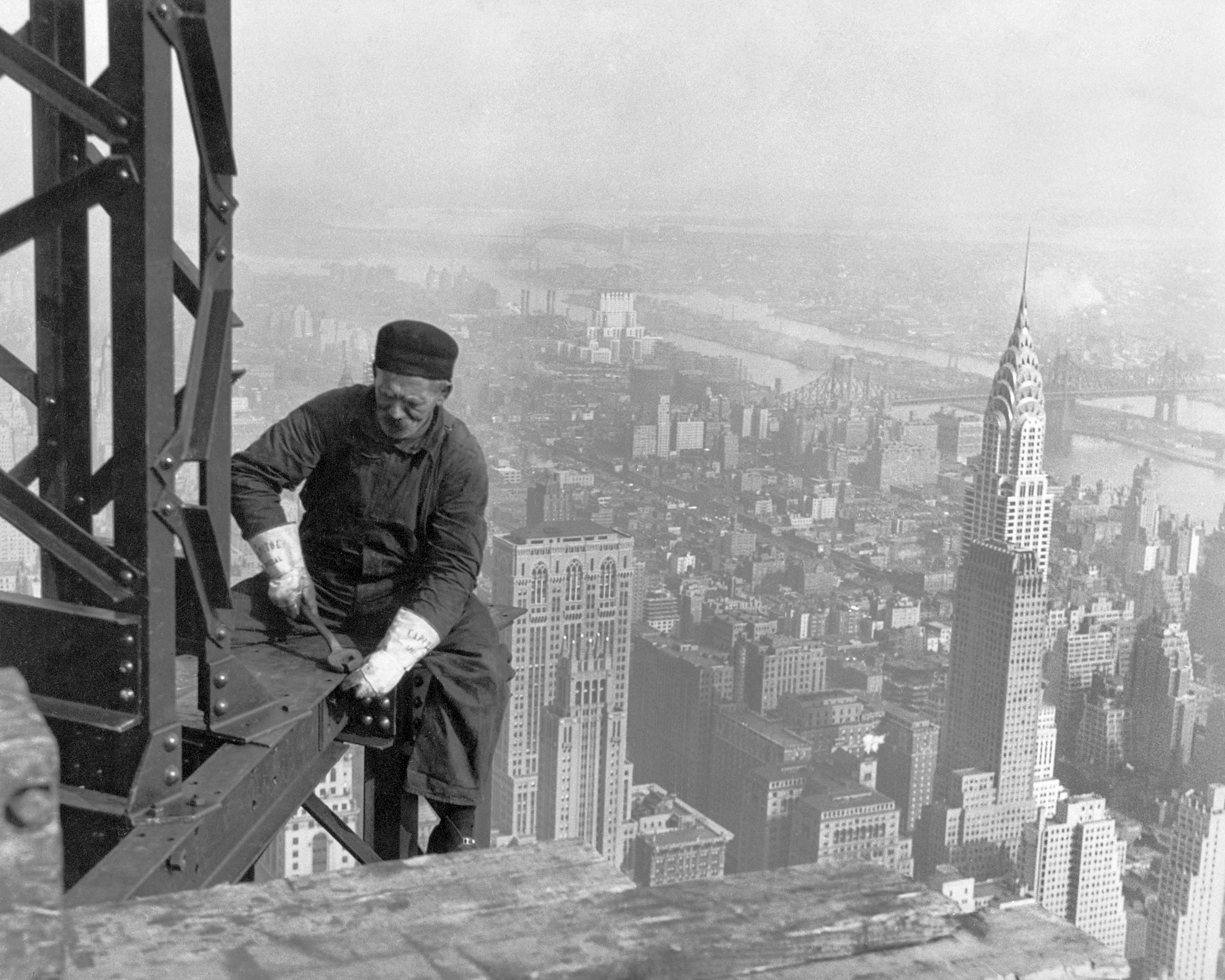
1930年建筑工人在帝国大厦上工作

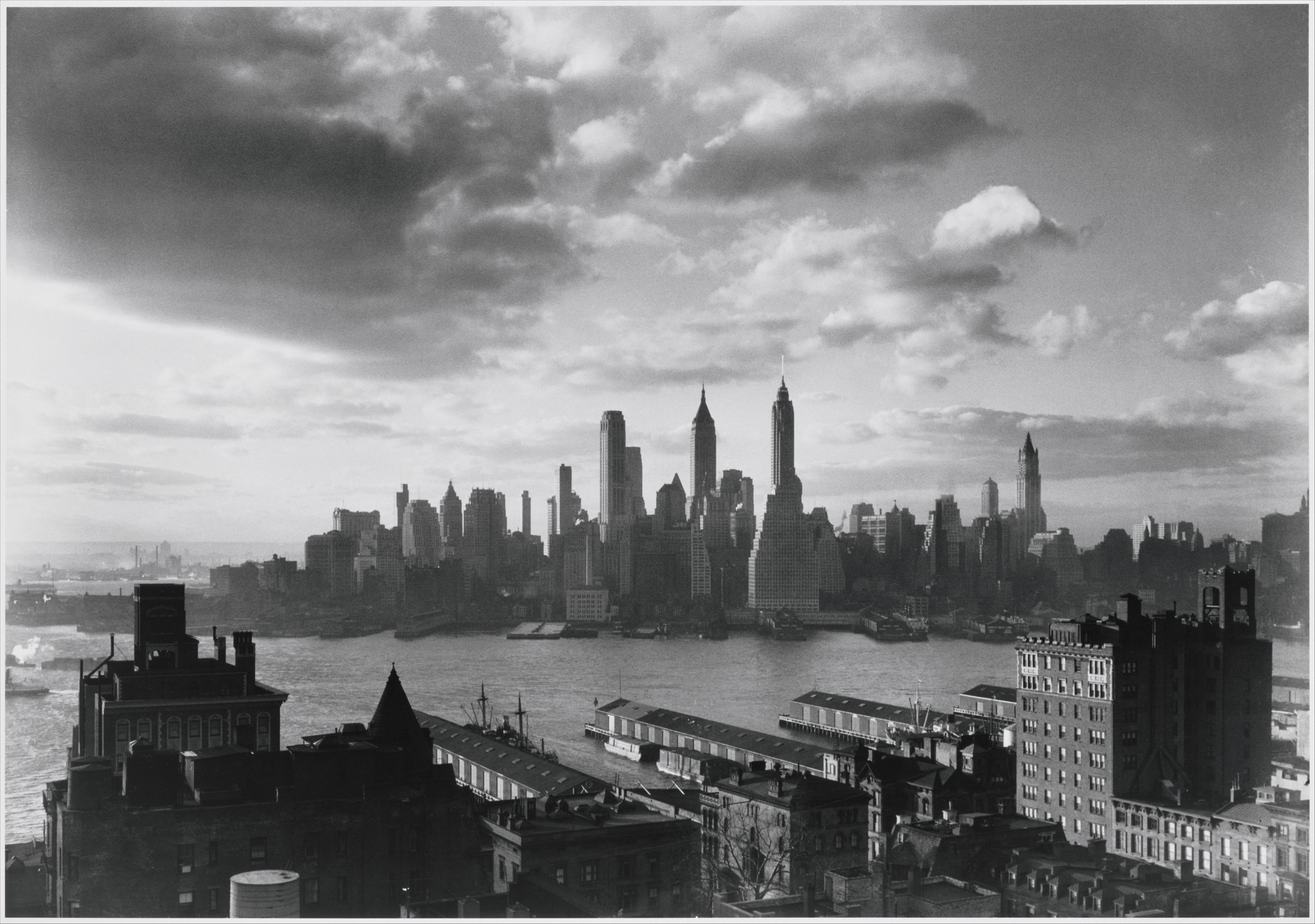
1933年的纽约曼哈顿金融区

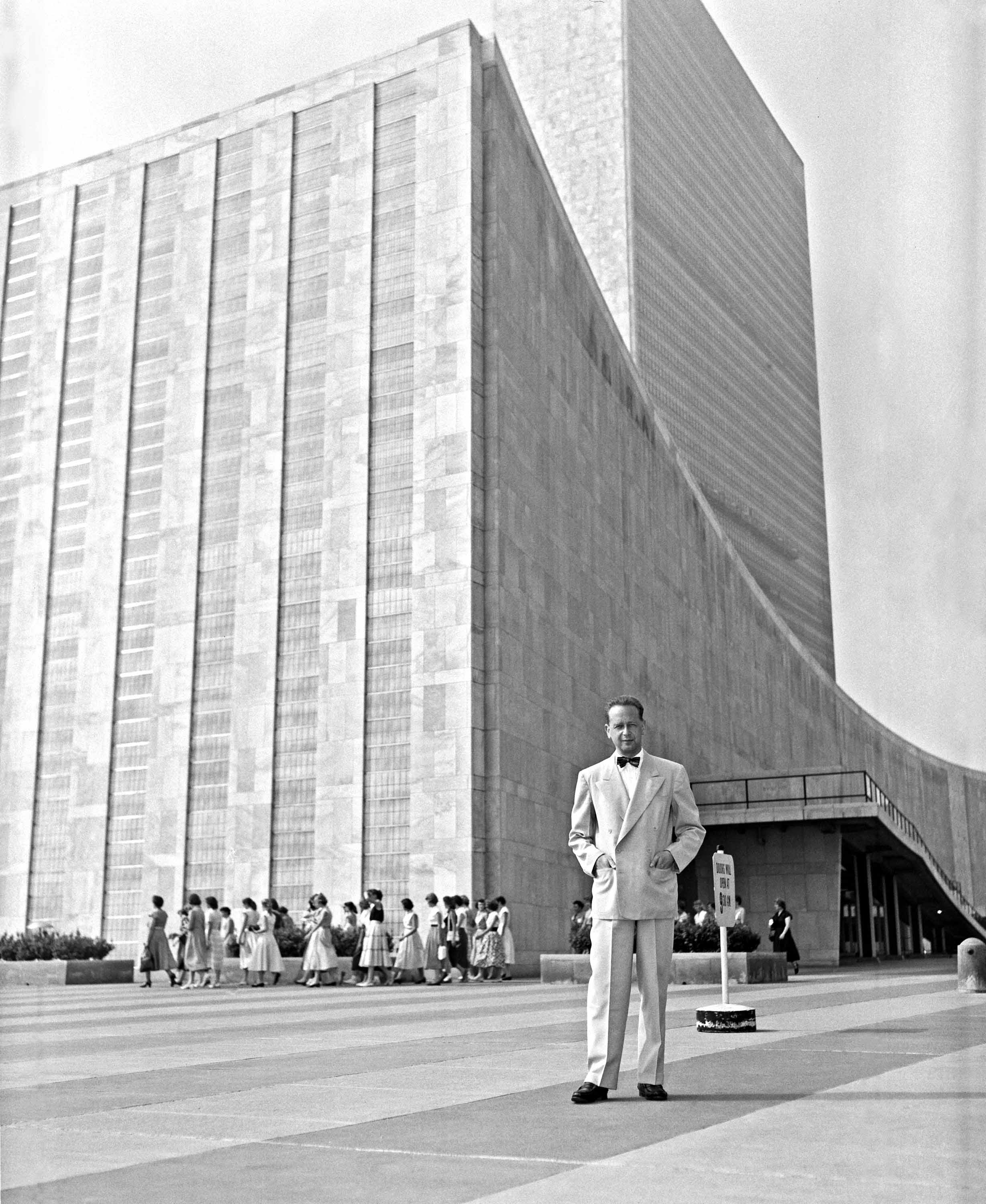
哈马舍尔德（第二任联合国秘书长）于纽约联合国总部大楼外留影

1898年，布鲁克林（当时为一个独立城市）、纽约县（包括布朗克斯的一部分）、里士满县和皇后县的西部合并，正式成为现代的纽约市。1904年，纽约的地铁系统开始合并运作，帮助巩固了这座全新的城市。20世纪上半叶，纽约成为世界工业、商业和通讯业的中心。
同在1904年，“斯洛昆将军号”蒸汽船在东河起火，船上1,021人身亡。1911年，纽约三角内衣工厂发生火灾，146名工人身亡，这是纽约历史上最大的工业灾难，它也促进国际妇女服装工人联合会的发展，推动了工厂安全标准的进步。
1890年，纽约的非白人人口为36,620。20世纪20年代，纽约成为非裔美国人从南部移民的重要目的地，到1916年，该城已成为北美最大的非裔城市聚居地。在禁酒时期，哈莱姆文艺复兴运动展开，黑人文学和文化生活得到兴旺。经济的繁荣推动大量摩天大楼的建设，塑造了纽约的20世纪天际线。

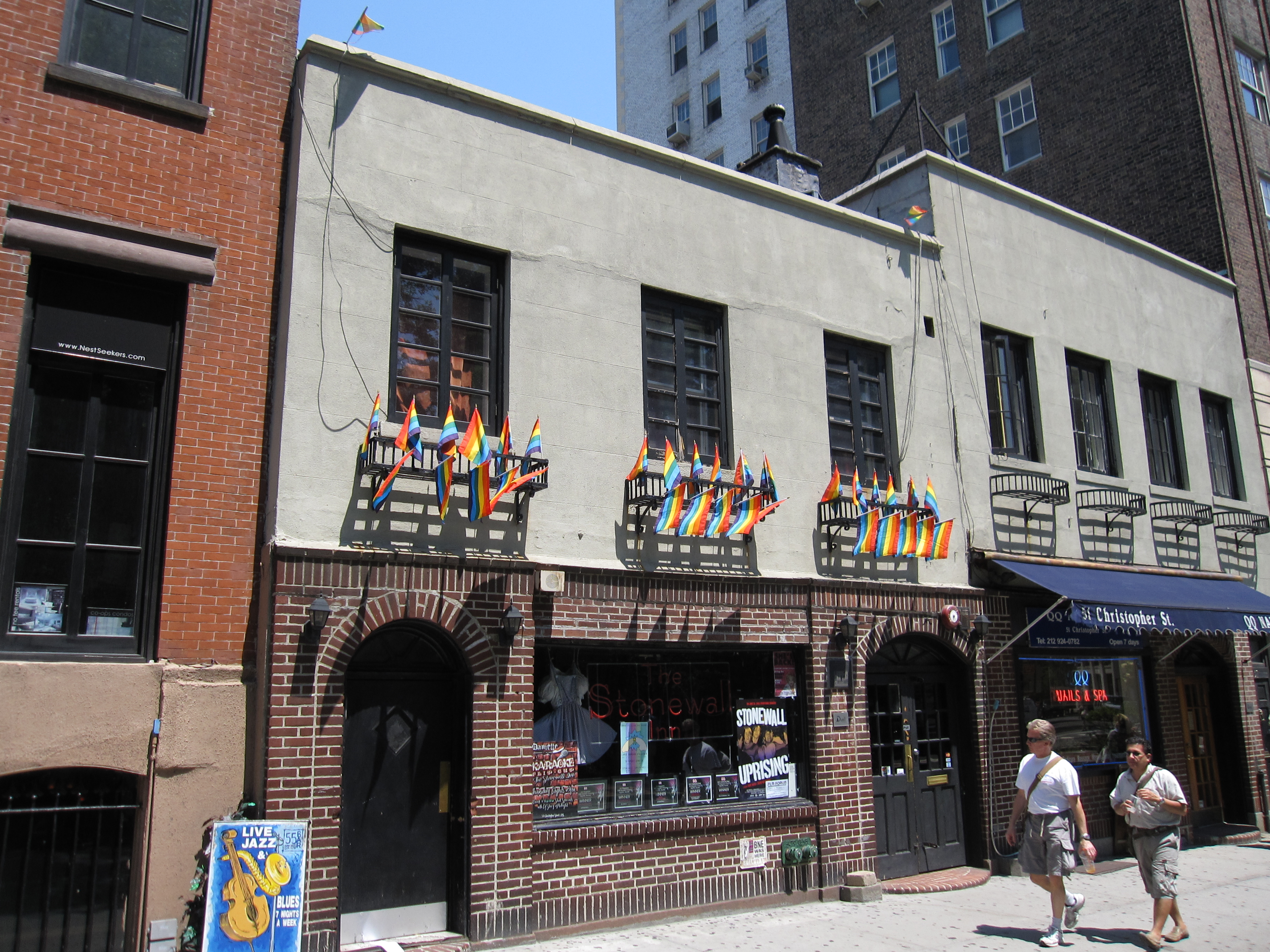
格林尼治村的石墙酒吧，1969年石墙暴动的发生地，美国国家历史名胜

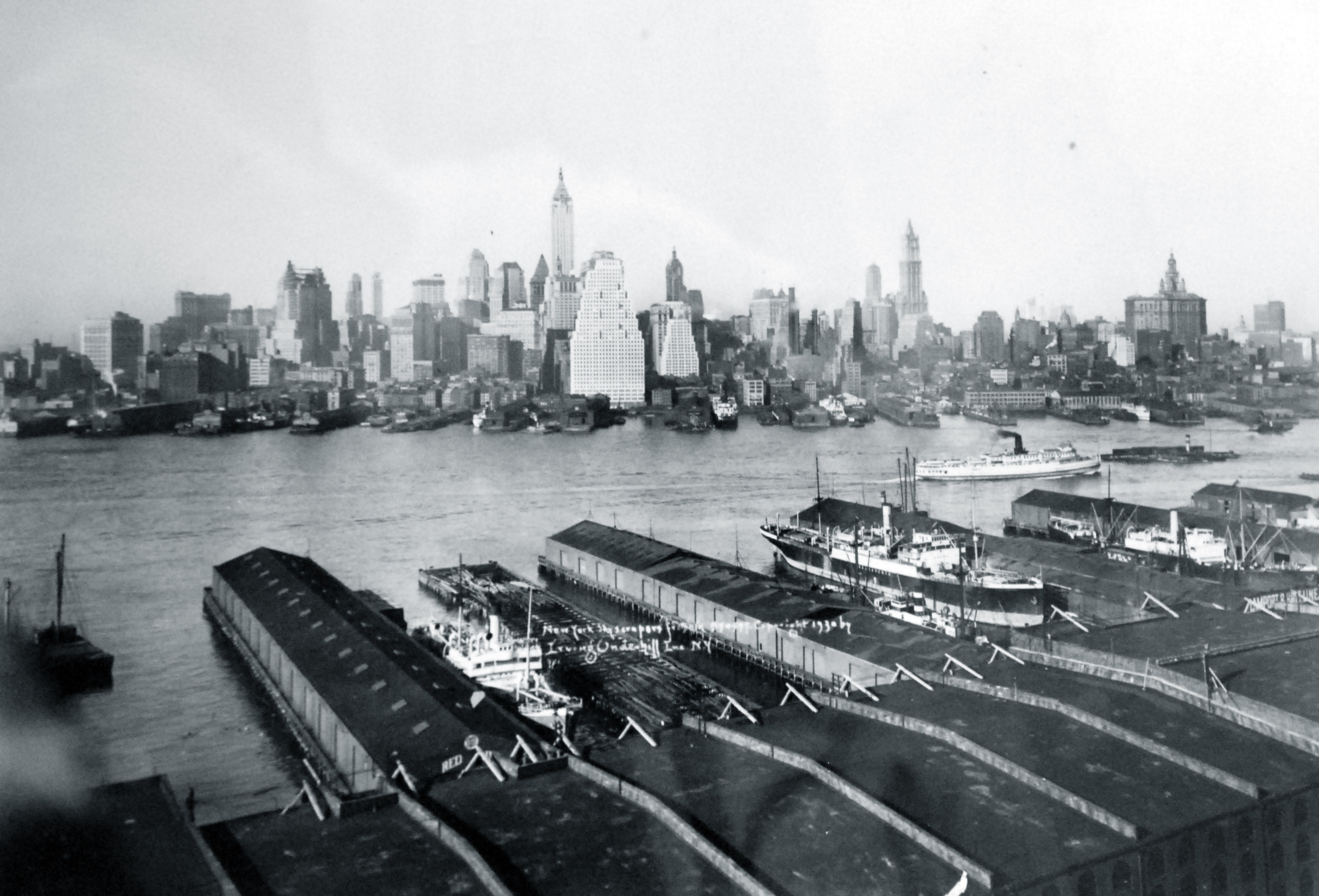
1930年的纽约

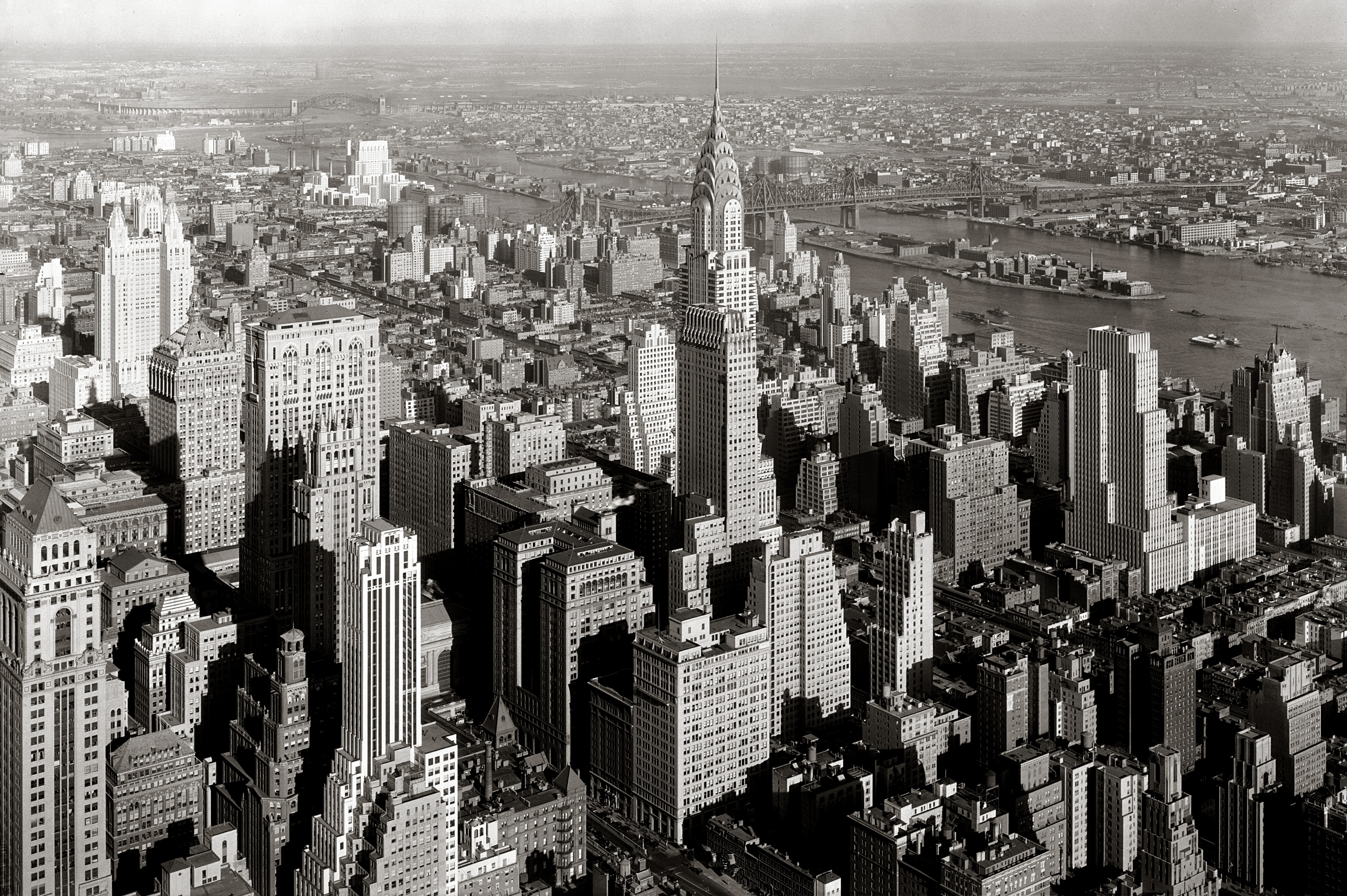
约1932年的纽约

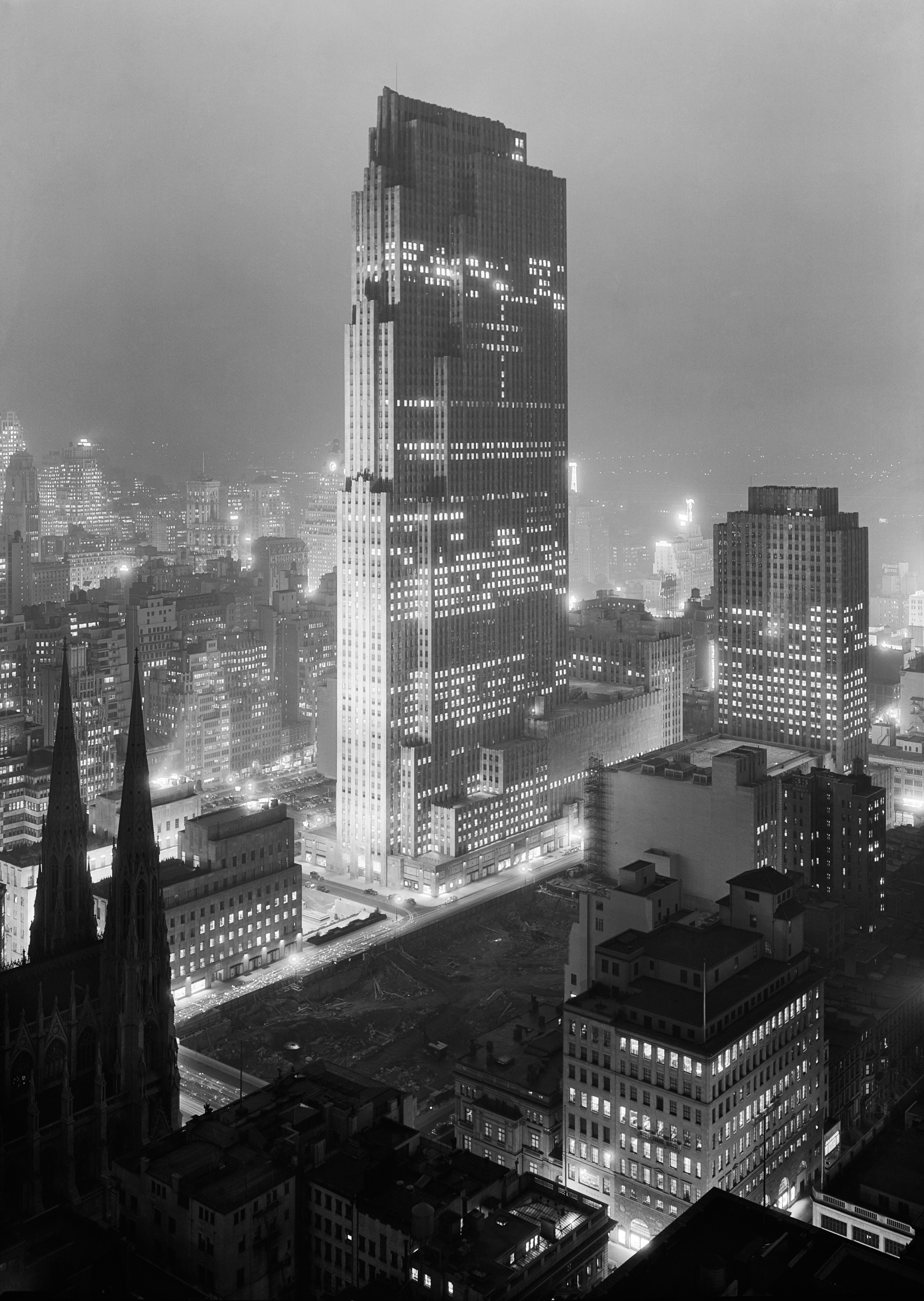
正在建设中的洛克菲勒中心，摄于1933年12月

20年代初，纽约超越伦敦，成为世界上人口最多的城市区。纽约城市圈的人口在30年代超过1000万，成为世界上第一座特大城市。大萧条时期，改革家菲奥雷洛·拉瓜迪亚当选市长，带领纽约复苏，同时坦慕尼协会垮台，结束其八十年的政治霸权。
第二次世界大战后，纽约经济再次繁荣。在战时该城毫发未伤，由此也成为世界的领头城市，华尔街也成为美国经济霸权的龙头。联合国总部大楼（1950年）的建设奠定纽约的政治影响，抽象表现主义艺术的崛起使纽约超越巴黎成为世界艺术的中心。

1977年的纽约

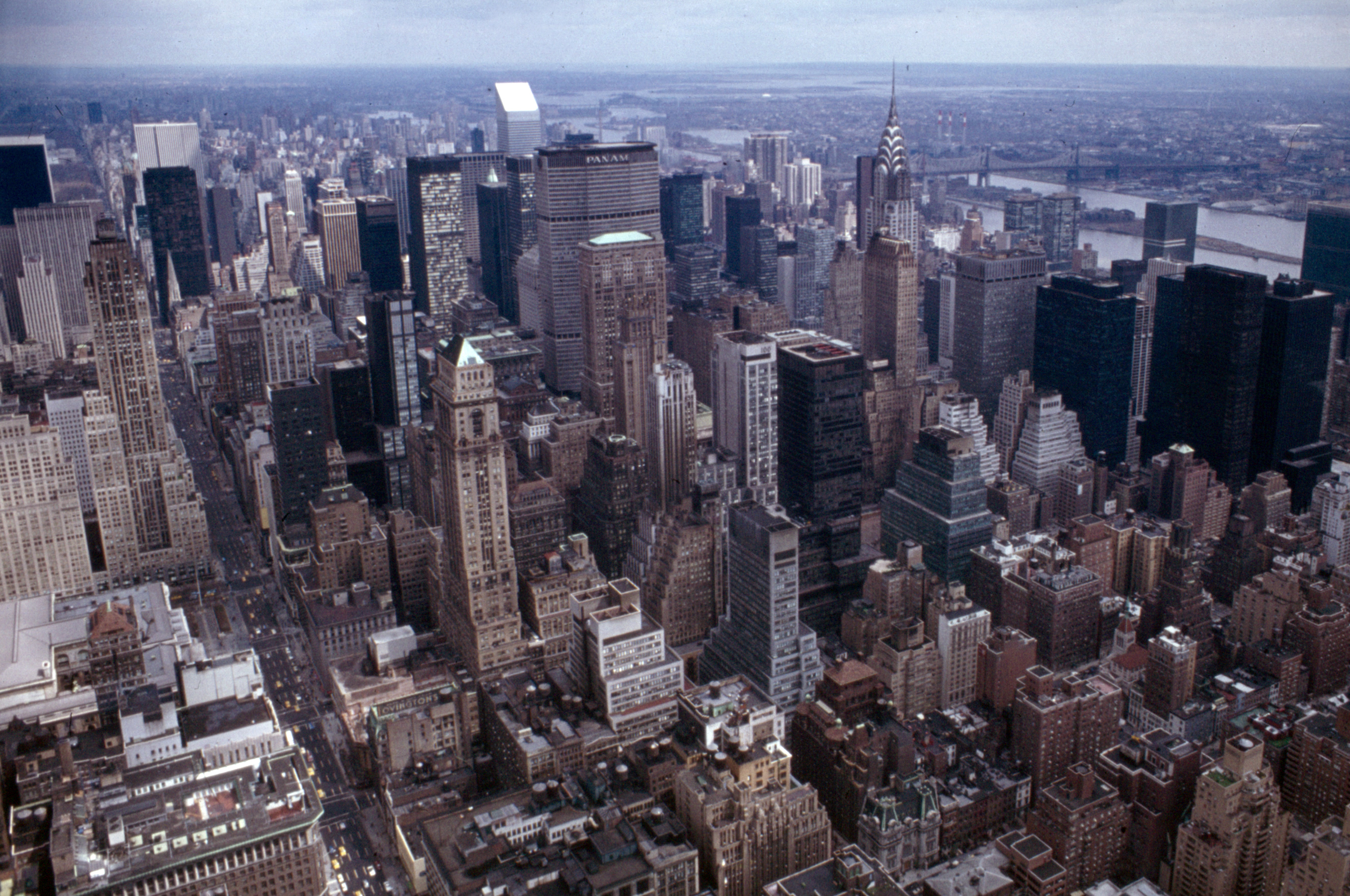
1980年的纽约

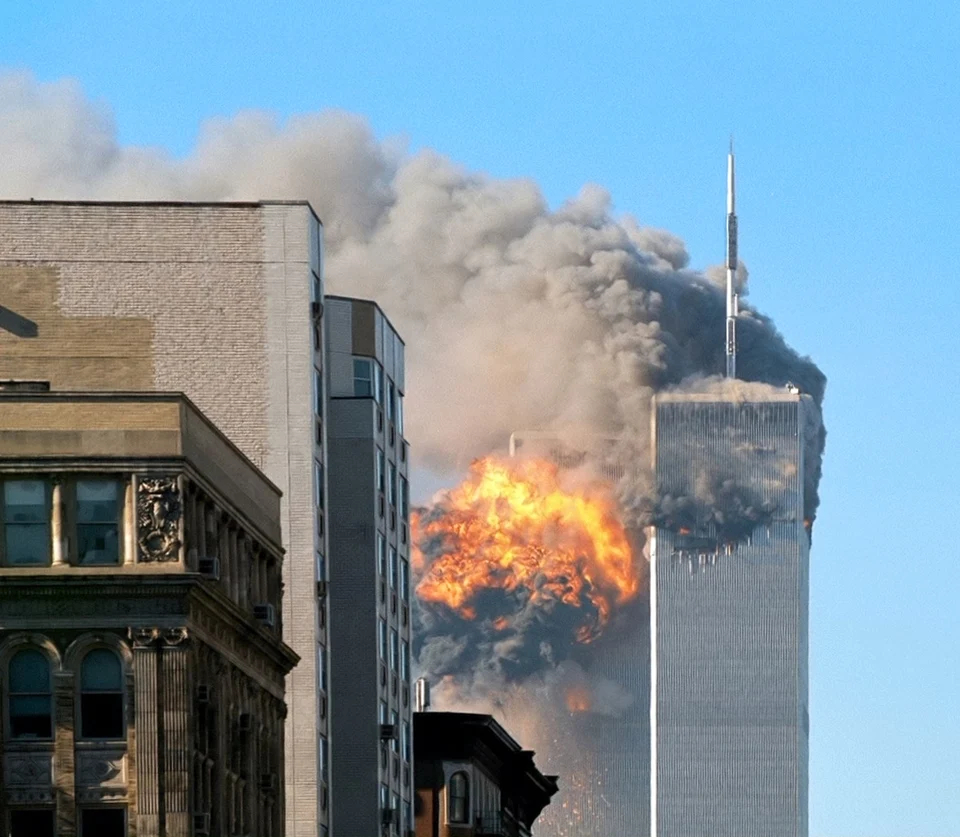
2001年9月11日，联合航空175号班机撞上世界贸易中心南塔

60年代，产业升级导致失业率上升，纽约遭遇严重的经济问题，犯罪率持续上升，这一困局一直延续到70年代。80年代，金融业的复兴使纽约的经济状况得到好转，但犯罪率仍然居高不下，并继续上升直至90年代初。在治安策略的改革、经济状况的改善、绅士化的进程和新移民的联合作用下，犯罪率开始大幅下降。互联网和新媒体的中心“硅巷”开始崛起。2000年人口普查中，纽约的人口达到历史新高，而在2010年的人口普查中再次达到新高。
纽约是九一一袭击事件中损失最为惨重的城市。世界贸易中心1号、2号和7号楼被摧毁，近3,000人死亡。新的世贸中心（包括世界贸易中心一号大楼、九一一国家纪念中心和博物馆及其他三幢办公楼）還在原址重建當中。前兩幢建築已經完工，分別在2014年11月3日與2014年5月21日落成啟用。于1909年7月19日开放的纽新捷运世界贸易中心站也在袭击中被毁。2003年11月23日，臨時車站啟用。2016年3月4日，重建後的車站以新名稱世界貿易中心交通樞紐（World Trade Center Transportation Hub）正式啟用。。世界贸易中心一号大楼落成后将成为西半球最高楼及世界第6高楼，它的塔尖达到1,776英尺（541），表示美国独立的年份。2012年4月30日起，这一建筑已经成为纽约第一高楼。
2020年3月，曼哈頓確診紐約市首例COVID-19病例。疫情在全美大流行前已在紐約感染造成大流行，截至2021年3月，紐約市已記錄超過30000人死亡，此次疫情造成大量企業倒閉。

## 地理

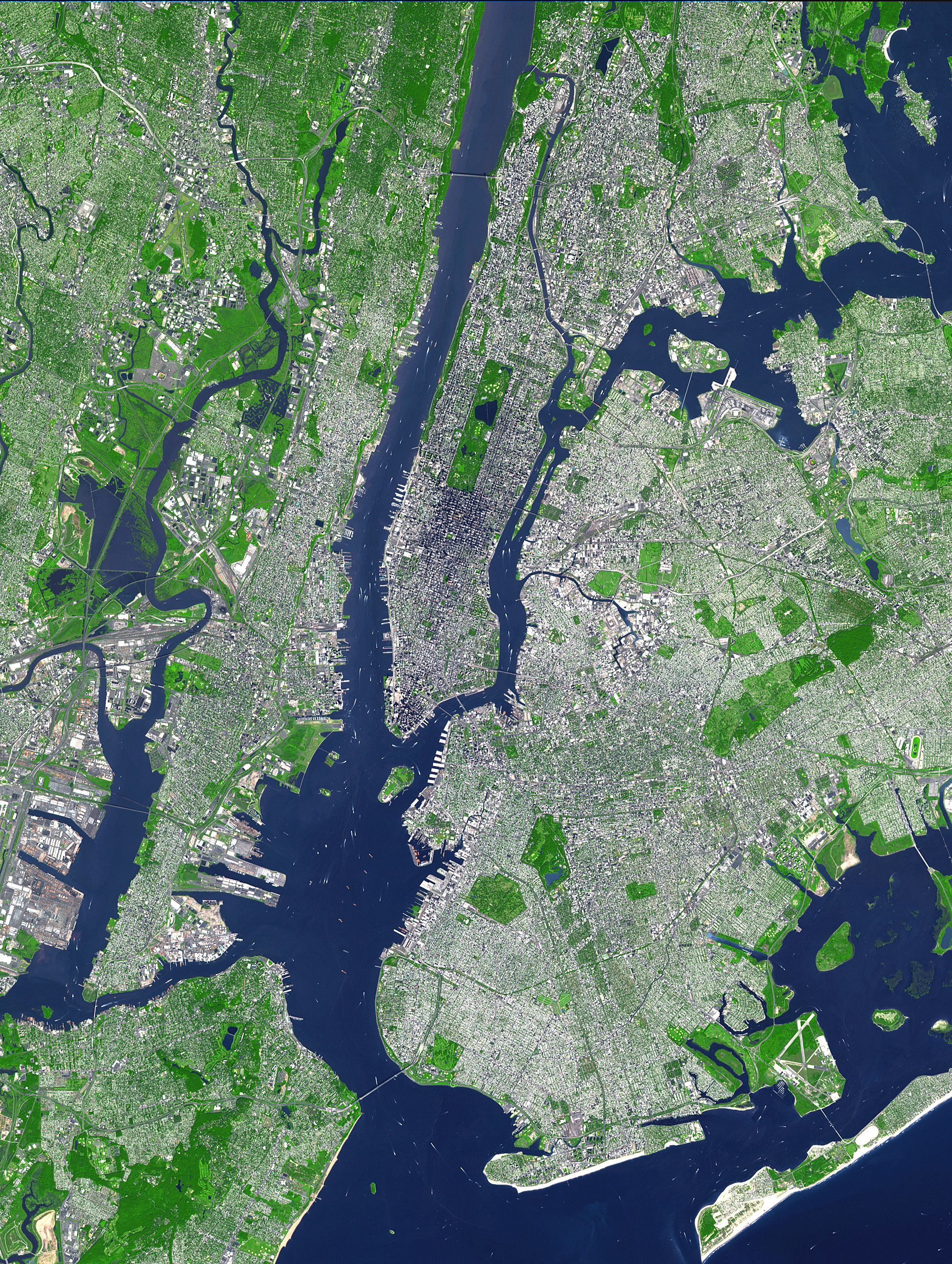
紐約都會區衛星地圖

紐約位于紐約州東南部，大致位置在華盛頓特區和波士頓之间，纽约市緊鄰哈德遜河，海上运输极其便利，这使其得以快速發展成為一個貿易重鎮。紐約的大部分城區位于狹小的曼哈頓、史泰登島和長島，因此人口密度很高。
哈德遜河经过哈德遜河谷流入紐約灣，是紐約市和紐澤西州的分界線。一樣位在紐約市的東河流經長島海灣，將布朗克斯和曼哈頓與長島隔開。哈莱姆河位于東河與哈德遜河之間，分隔曼哈頓和布朗克斯兩行政區。布朗克斯河流經布朗克斯和威斯特徹斯特郡，是紐約市唯一皆為淡水的河流。
紐約市的大部分地区都被人为的修整过，自荷蘭統治時期開始就有大量的填海造地工程在曼哈頓下城等地进行，如1970至1980年代的砲台公園城市計畫。
紐約市的总面積約468.9平方英里（1,214平方），其中164.1平方英里（425平方）為水域，304.8平方英里（789平方）為陸地。城內最高海拔位在史泰登島的托德山，約409.8英尺（124.9），是緬因州南部的東部沿岸的最高地。

### 氣候

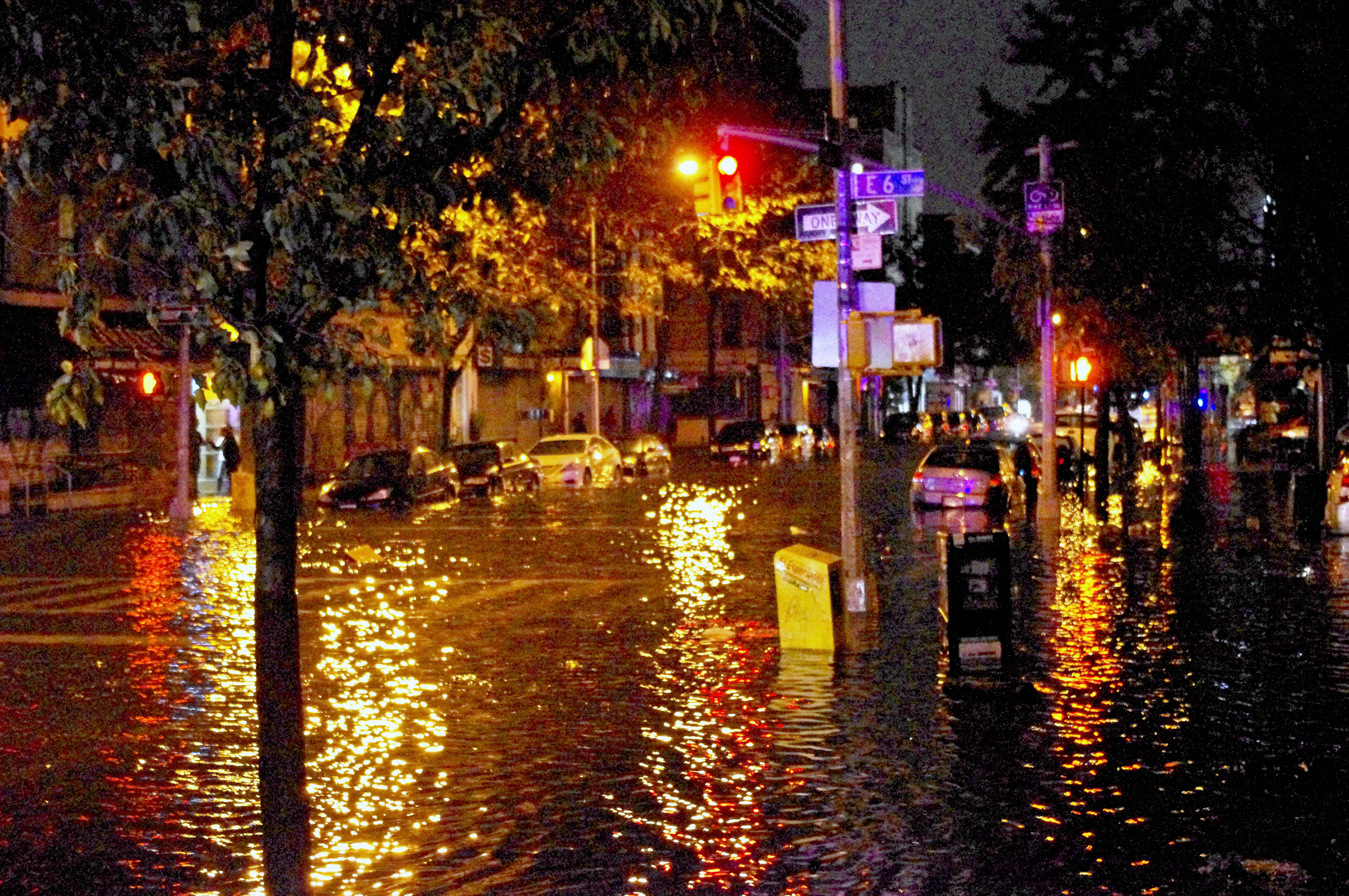
2012年10月29日，曼哈顿C大道被飓风桑迪带来的风暴潮淹没

根据柯本气候分类法，纽约属于副热带湿润气候，它也是北美大陆最北端的属于此气候类型的主要城市。西北的城郊地带位于副热带湿润气候和温带大陆性湿润气候的过渡区。纽约地区年均见晴日达到234天，年日照率57%，年平均日照时间2,535小时。
纽约冬季寒冷潮湿，盛行离岸风使大西洋的中和作用降低，然而大西洋和阿帕拉契山脉的共同作用使该城在冬季暖于同纬度甚至更低纬度的内陆城市，例如匹兹堡、辛辛那提和印第安纳波利斯。冬季较冷，微潮，时而偏向寒冷，日最高气温低于0 °C（32 °F）的平均日数为16天，日最低气温低于−10 °C（14 °F）的平均日数为6.1天；夏季相对炎热潮湿，日最高气温超过30 °C（86 °F）的日数年均有39天，超过35 °C（95 °F）的有3.8天。最冷月（1月）均温0.9 °C（33.7 °F），极端最低气温−26 °C（−15 °F）（1934年2月9日）。最热月（7月）均温25.3 °C（77.5 °F），极端最高气温41 °C（106 °F）（1936年7月9日）。年均降水量约1,260（49.5英寸），分布较为平均；年极端最少降水量为663（26.09英寸）（1965年），最多为2,046（80.56英寸）（1983年）。年均降雪量为76（29.8英寸），但降雪年际变化较大；1972–73年的降雪量最少，积累降雪量只有7.1（2.8英寸），1995–96年的降雪量最多，积累降雪量为192（75.6英寸）。无霜期平均为235天（3月30日至11月19日）；可测量降雪平均期为12月14日至3月16日。
飓风和热带风暴相对较少，但偶有发生。2012年10月29日，飓风桑迪带来毁灭性风暴潮，淹没了曼哈顿下城和其他地区的诸多街道、隧道和地铁线路，并导致了市区和城郊许多地区的电力中断。飓风带来的冲击使人们开始考虑建造海岸防御工事（如海塘）以降低此类灾难发生的风险。
| 纽约（中央公园眺望台城堡），1991–2020年正常值，1869年至今极端数据                                                                                              | 纽约（中央公园眺望台城堡），1991–2020年正常值，1869年至今极端数据 | 纽约（中央公园眺望台城堡），1991–2020年正常值，1869年至今极端数据 | 纽约（中央公园眺望台城堡），1991–2020年正常值，1869年至今极端数据 | 纽约（中央公园眺望台城堡），1991–2020年正常值，1869年至今极端数据 | 纽约（中央公园眺望台城堡），1991–2020年正常值，1869年至今极端数据 | 纽约（中央公园眺望台城堡），1991–2020年正常值，1869年至今极端数据 | 纽约（中央公园眺望台城堡），1991–2020年正常值，1869年至今极端数据 | 纽约（中央公园眺望台城堡），1991–2020年正常值，1869年至今极端数据 | 纽约（中央公园眺望台城堡），1991–2020年正常值，1869年至今极端数据 | 纽约（中央公园眺望台城堡），1991–2020年正常值，1869年至今极端数据 | 纽约（中央公园眺望台城堡），1991–2020年正常值，1869年至今极端数据 | 纽约（中央公园眺望台城堡），1991–2020年正常值，1869年至今极端数据 | 纽约（中央公园眺望台城堡），1991–2020年正常值，1869年至今极端数据 |
| 月份 | 1月                                                               | 2月                                                               | 3月                                                               | 4月                                                               | 5月                                                               | 6月                                                               | 7月                                                               | 8月                                                               | 9月                                                               | 10月                                                              | 11月                                                              | 12月                                                              | 全年                                                              |
| --- | ----------------------------------------------------------------- | ----------------------------------------------------------------- | ----------------------------------------------------------------- | ----------------------------------------------------------------- | ----------------------------------------------------------------- | ----------------------------------------------------------------- | ----------------------------------------------------------------- | ----------------------------------------------------------------- | ----------------------------------------------------------------- | ----------------------------------------------------------------- | ----------------------------------------------------------------- | ----------------------------------------------------------------- | ----------------------------------------------------------------- |
| 历史最高温 °C（°F） | 22 (72)                                                           | 26 (78)                                                           | 30 (86)                                                           | 36 (96)                                                           | 37 (99)                                                           | 38 (101)                                                          | 41 (106)                                                          | 40 (104)                                                          | 39 (102)                                                          | 34 (94)                                                           | 29 (84)                                                           | 24 (75)                                                           | 41 (106)                                                          |
| 平均最高温 °C（°F） | 15.8 (60.4)                                                       | 15.9 (60.7)                                                       | 21.3 (70.3)                                                       | 28.3 (82.9)                                                       | 31.4 (88.5)                                                       | 33.4 (92.1)                                                       | 35.4 (95.7)                                                       | 34.1 (93.4)                                                       | 31.7 (89.0)                                                       | 26.5 (79.7)                                                       | 21.5 (70.7)                                                       | 17.2 (62.9)                                                       | 36.1 (97.0)                                                       |
| 平均高温 °C（°F） | 4.2 (39.5)                                                        | 5.7 (42.2)                                                        | 9.9 (49.9)                                                        | 16.6 (61.8)                                                       | 21.9 (71.4)                                                       | 26.5 (79.7)                                                       | 29.4 (84.9)                                                       | 28.5 (83.3)                                                       | 24.6 (76.2)                                                       | 18.1 (64.5)                                                       | 12.2 (54.0)                                                       | 6.8 (44.3)                                                        | 17.0 (62.6)                                                       |
| 平均低温 °C（°F） | −2.3 (27.9)                                                       | −1.4 (29.5)                                                       | 2.1 (35.8)                                                        | 7.5 (45.5)                                                        | 12.8 (55.0)                                                       | 18.0 (64.4)                                                       | 21.2 (70.1)                                                       | 20.5 (68.9)                                                       | 16.8 (62.3)                                                       | 10.8 (51.4)                                                       | 5.6 (42.0)                                                        | 1.0 (33.8)                                                        | 9.4 (48.9)                                                        |
| 平均最低温 °C（°F） | −12.3 (9.8)                                                       | −10.7 (12.7)                                                      | −6.8 (19.7)                                                       | 0.4 (32.8)                                                        | 6.6 (43.9)                                                        | 11.5 (52.7)                                                       | 16.6 (61.8)                                                       | 15.7 (60.3)                                                       | 10.1 (50.2)                                                       | 3.6 (38.4)                                                        | −2.4 (27.7)                                                       | −7.8 (18.0)                                                       | −13.5 (7.7)                                                       |
| 历史最低温 °C（°F） | −21 (−6)                                                          | −26 (−15)                                                         | −16 (3)                                                           | −11 (12)                                                          | 0 (32)                                                            | 7 (44)                                                            | 11 (52)                                                           | 10 (50)                                                           | 4 (39)                                                            | −2 (28)                                                           | −15 (5)                                                           | −25 (−13)                                                         | −26 (−15)                                                         |
| 平均降水量 mm（） | 92 (3.64)                                                         | 81 (3.19)                                                         | 109 (4.29)                                                        | 104 (4.09)                                                        | 101 (3.96)                                                        | 115 (4.54)                                                        | 117 (4.60)                                                        | 116 (4.56)                                                        | 109 (4.31)                                                        | 111 (4.38)                                                        | 91 (3.58)                                                         | 111 (4.38)                                                        | 1,258 (49.52)                                                     |
| 平均降雪量 cm（） | 22 (8.8)                                                          | 26 (10.1)                                                         | 13 (5.0)                                                          | 1.0 (0.4)                                                         | 0.0 (0.0)                                                         | 0.0 (0.0)                                                         | 0.0 (0.0)                                                         | 0.0 (0.0)                                                         | 0.0 (0.0)                                                         | 0.25 (0.1)                                                        | 1.3 (0.5)                                                         | 12 (4.9)                                                          | 76 (29.8)                                                         |
| 平均降水天数（≥ 0.01英寸或0.25） | 10.8                                                              | 10.0                                                              | 11.1                                                              | 11.4                                                              | 11.5                                                              | 11.2                                                              | 10.5                                                              | 10.0                                                              | 8.8                                                               | 9.5                                                               | 9.2                                                               | 11.4                                                              | 125.4                                                             |
| 平均降雪天数（≥ 0.1英寸或0.25） | 3.7                                                               | 3.2                                                               | 2.0                                                               | 0.2                                                               | 0.0                                                               | 0.0                                                               | 0.0                                                               | 0.0                                                               | 0.0                                                               | 0.0                                                               | 0.2                                                               | 2.1                                                               | 11.4                                                              |
| 平均相對濕度（％） | 63                                                                | 61                                                                | 60                                                                | 58                                                                | 65                                                                | 68                                                                | 66                                                                | 69                                                                | 70                                                                | 67                                                                | 64                                                                | 64                                                                | 65                                                                |
| 月均日照時數 | 162.7                                                             | 163.1                                                             | 212.5                                                             | 225.6                                                             | 256.6                                                             | 257.3                                                             | 268.2                                                             | 268.2                                                             | 219.3                                                             | 211.2                                                             | 151.0                                                             | 139.0                                                             | 2,534.7                                                           |
| 可照百分比 | 54                                                                | 55                                                                | 57                                                                | 57                                                                | 57                                                                | 57                                                                | 59                                                                | 63                                                                | 59                                                                | 61                                                                | 51                                                                | 48                                                                | 57                                                                |
| 来源：NOAA (1981–2010年相对湿度；1961–1990日照) 纽约中央公园国际交换站，1869–1919在5号大道与64号街交口，1919年起在眺望台城堡。 降雪深度记录始于1888年3月12日。 |                                                                   |                                                                   |                                                                   |                                                                   |                                                                   |                                                                   |                                                                   |                                                                   |                                                                   |                                                                   |                                                                   |                                                                   |                                                                   |

## 城市风光

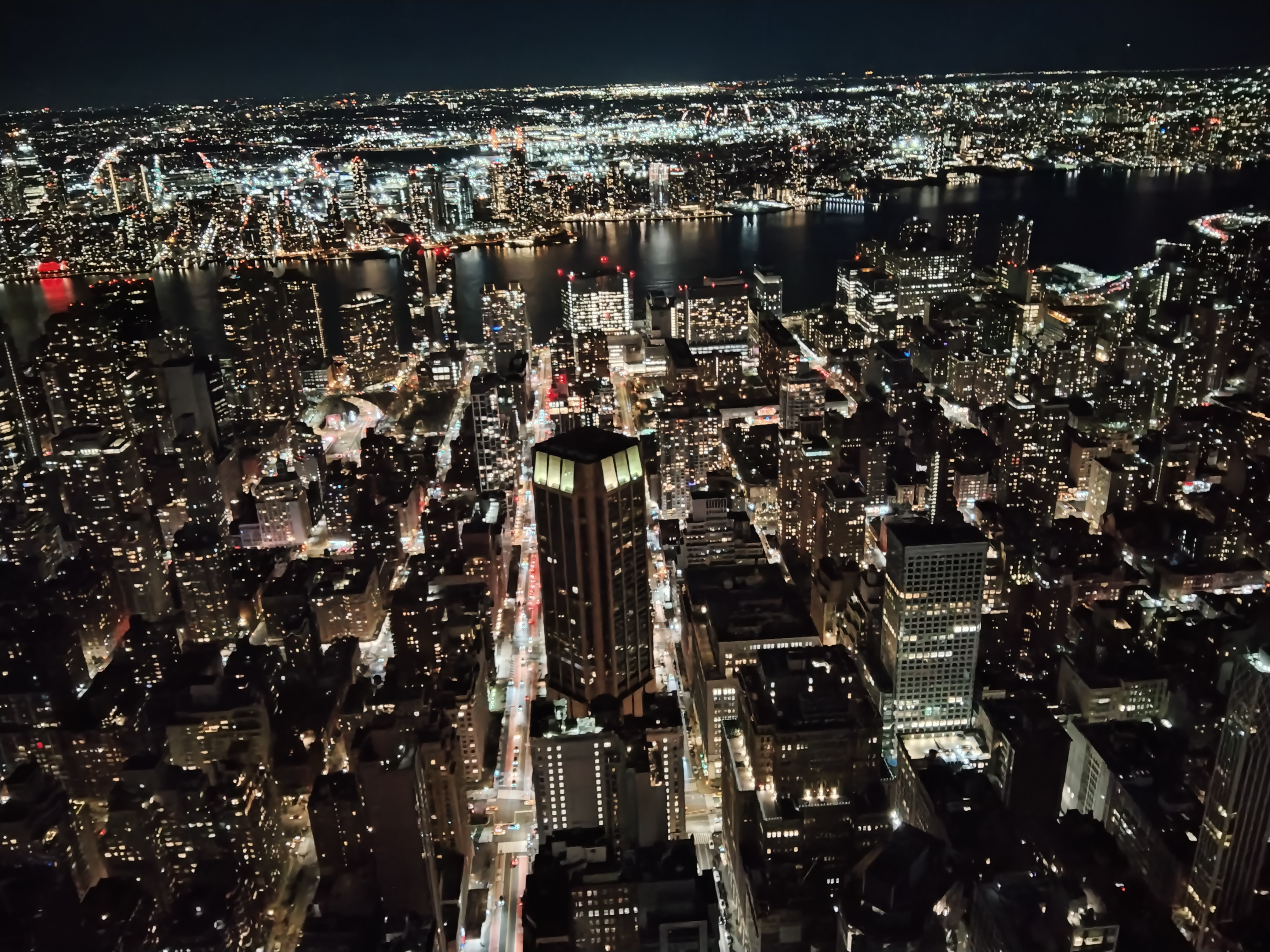
在帝国大厦东侧拍摄的纽约市

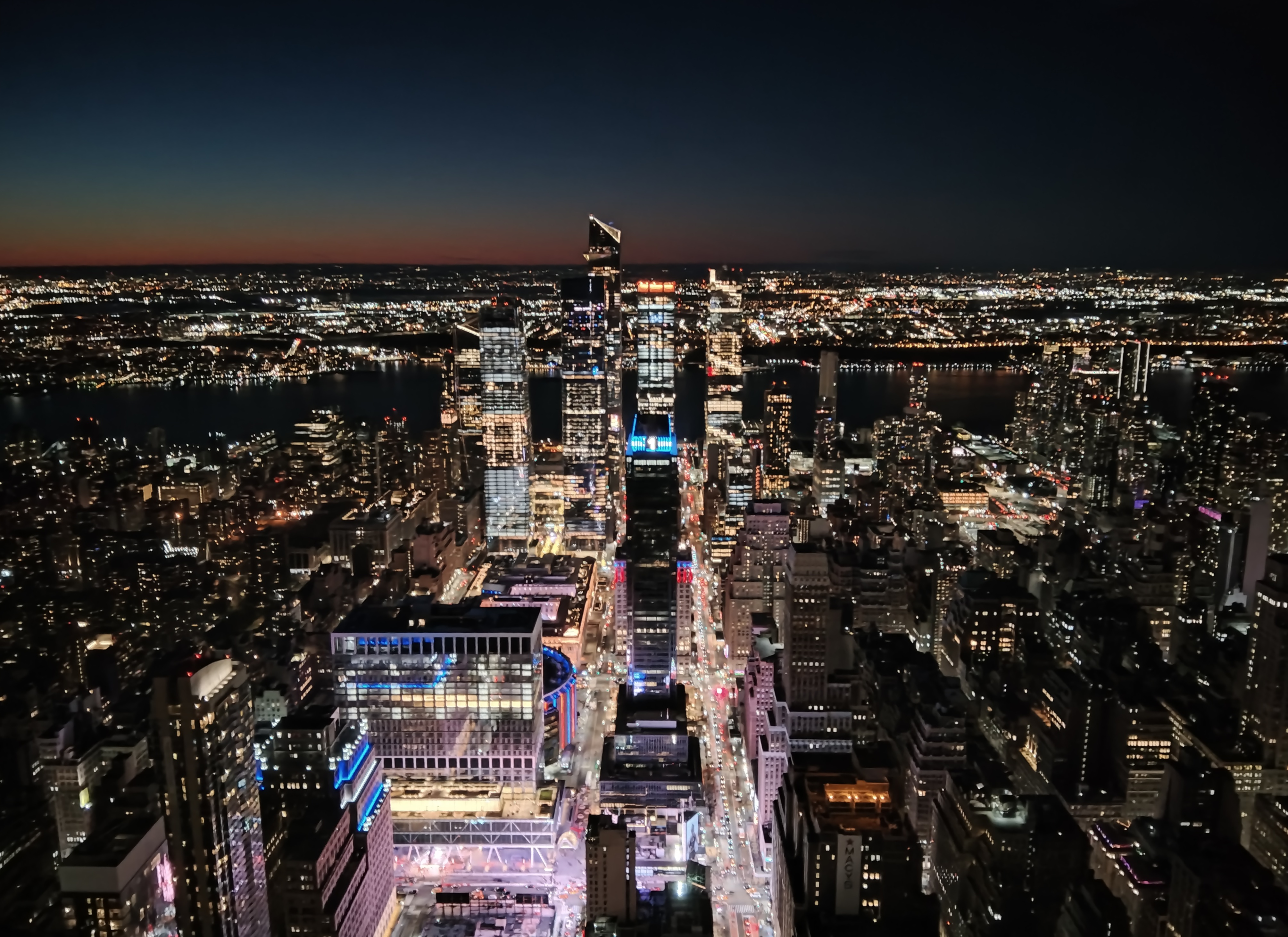
在帝国大厦西侧拍摄的纽约市

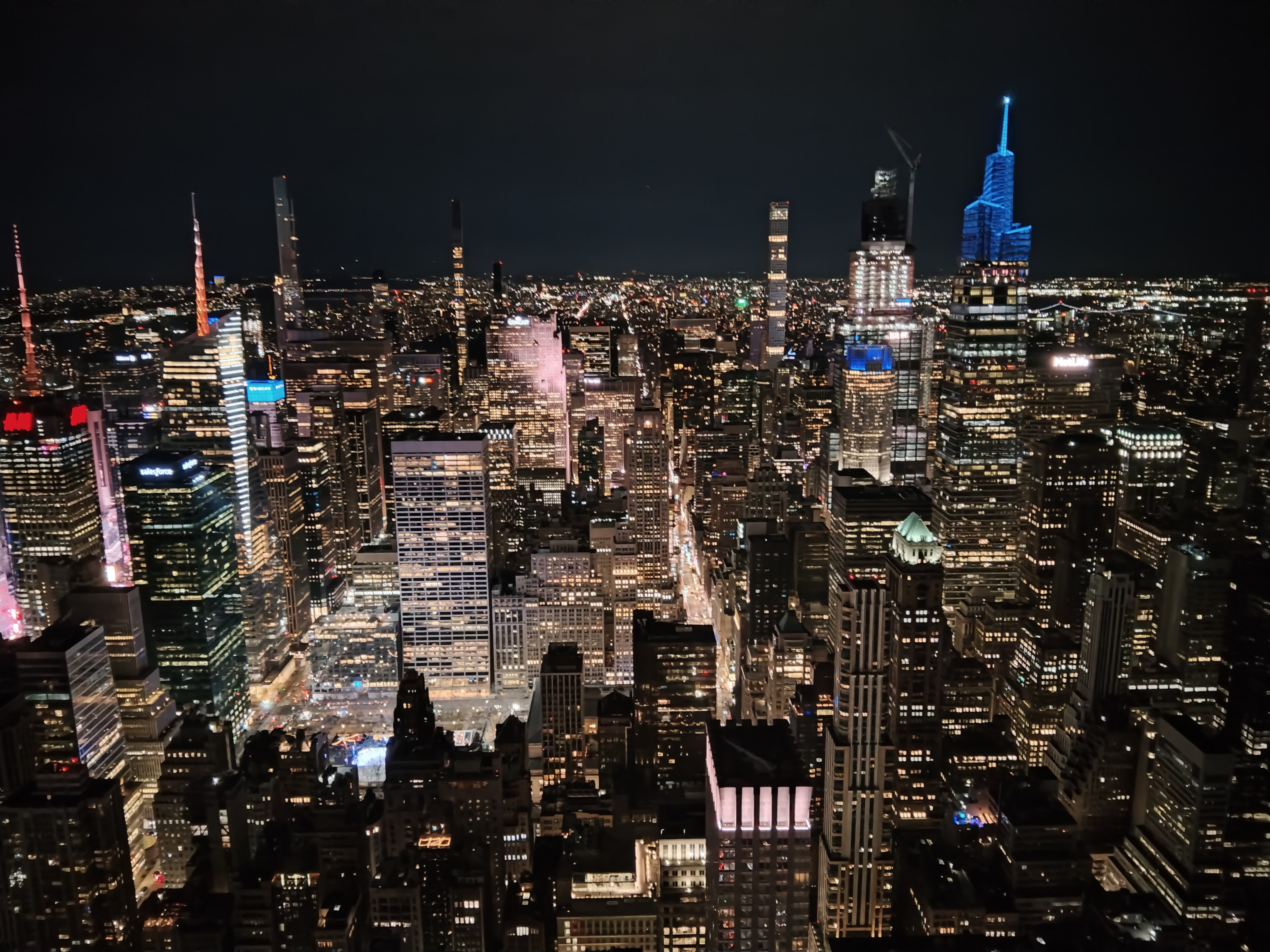
在帝国大厦北侧拍摄的纽约市

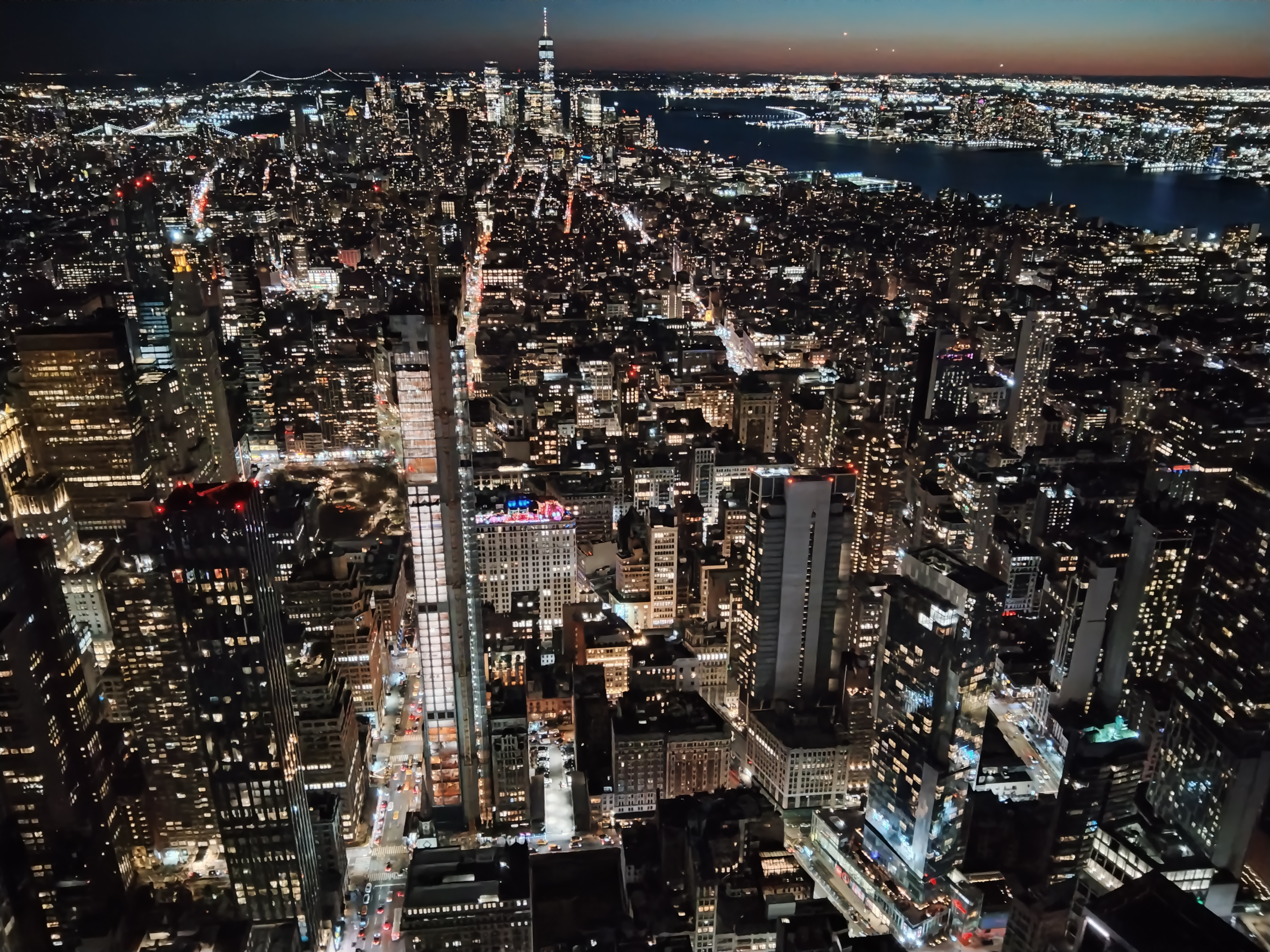
在帝国大厦南侧拍摄的纽约市

## 人口
| 人口比較                       | 人口比較   | 人口比較   | 人口比較    |
| ------------------------------ | ---------- | ---------- | ----------- |
| 2000年統計                     | 紐約市     | 紐約州     | 全美        |
| 總人口                         | 8,213,839  | 18,976,457 | 281,421,906 |
| 人口變化百分比，1990年至2000年 | +9.4%      | +5.5%      | +13.1%      |
| 人口密度                       | 26,403/mi² | 402/mi²    | 80/mi²      |
| 家庭平均收入，1999年           | $38,293    | $43,393    | $41,994     |
| 學士以上學歷                   | 27%        | 27%        | 29%         |
| 國外出生人口                   | 36%        | 20%        | 11%         |
| 白人（非拉丁裔）               | 35%        | 62%        | 67%         |
| 黑人                           | 28%        | 16%        | 12%         |
| 拉丁裔（不分人種）             | 27%        | 15%        | 11%         |
| 亞洲人                         | 10%        | 6%         | 4%          |

纽约是全美人口最多的城市，2016年达到近8,537,673人，为历史新高，且多于第二大（洛杉矶）和第三大（芝加哥）城市人口的总和。
美国人口调查局在2010年统计纽约人口为8,175,133人，但市长迈克尔·布隆伯格立即表示这一数字偏低。根据统计局数字，纽约市的人口占到全纽约州的40%。2006年，人口统计学家预测2030年纽约的人口将达到920万至950万。2010年纽约人口44%为白人（33.3%非拉丁裔白人），25.5%为黑人（23%非拉丁裔黑人），0.7%为美洲原住民，12.7%为亚裔。拉丁裔美国人占总人口的28.6%，而亚裔则为2000年至2010年间数量上升最快的群体；非拉丁裔白人人口下降了3%，这也是数十年来最小的下降额；自南北战争以来，黑人人口首次在十年中下降。在美国非裔美国人大迁徙（Great Migration）中，纽约的黑人人口激增。
2010年，纽约的人口密度为27,532人每平方英里（10,630人每平方公里），在全美人口超过100,000的城市中排名第一，但根据2000年数据，临近位于新泽西州哈德逊县的一些小城市（人口少于100,000）人口密度要更高。曼哈顿（纽约县）的人口密度为66,940人每平方英里（25,846人每平方公里），为全美人口最稠密的县，密度比任何一个美国城市都要大。

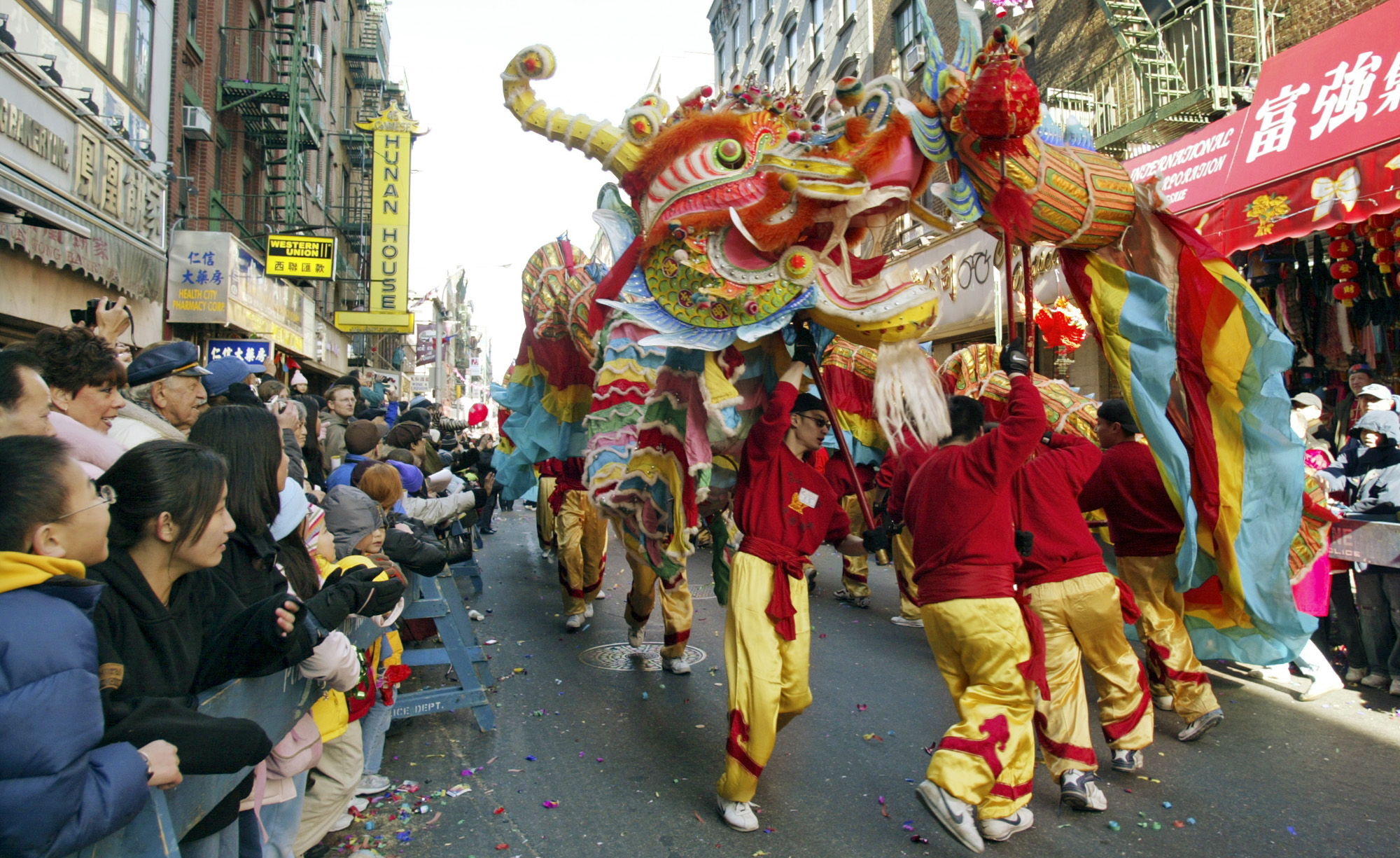
曼哈顿华埠景象。纽约是亚洲外最大的海外华人聚居地

纽约一直以来便是外国移民入境美国的口岸，在1892年至1924年间就有超过1200万欧洲移民经由埃利斯岛入境美国。“大熔炉”一词最早便被用于形容下东城许多移民密集居住的街区。至1900年，德国人成为纽约最大的移民团体，其次为爱尔兰人、犹太人和意大利人。1940年，白人占全市人口的92%
如今纽约近37%的人口出生于海外，其中没有哪个国家或地区的人口占显著多数。截至2011年，十个最主要的海外出生人口来源地为：多米尼加共和国、中华人民共和国、墨西哥、圭亚那、牙买加、厄瓜多尔、海地、印度、俄罗斯及特立尼达和多巴哥，而孟加拉裔移民则增长最快，2013年达到74,000人。尽管大西洋的移民大浪潮早已退去，全球的交通方式也越发多样化，纽约仍然是来到美国的合法移民的最主要入境城市，在数目上远超两大次主要入境城市——洛杉矶和迈阿密的总和

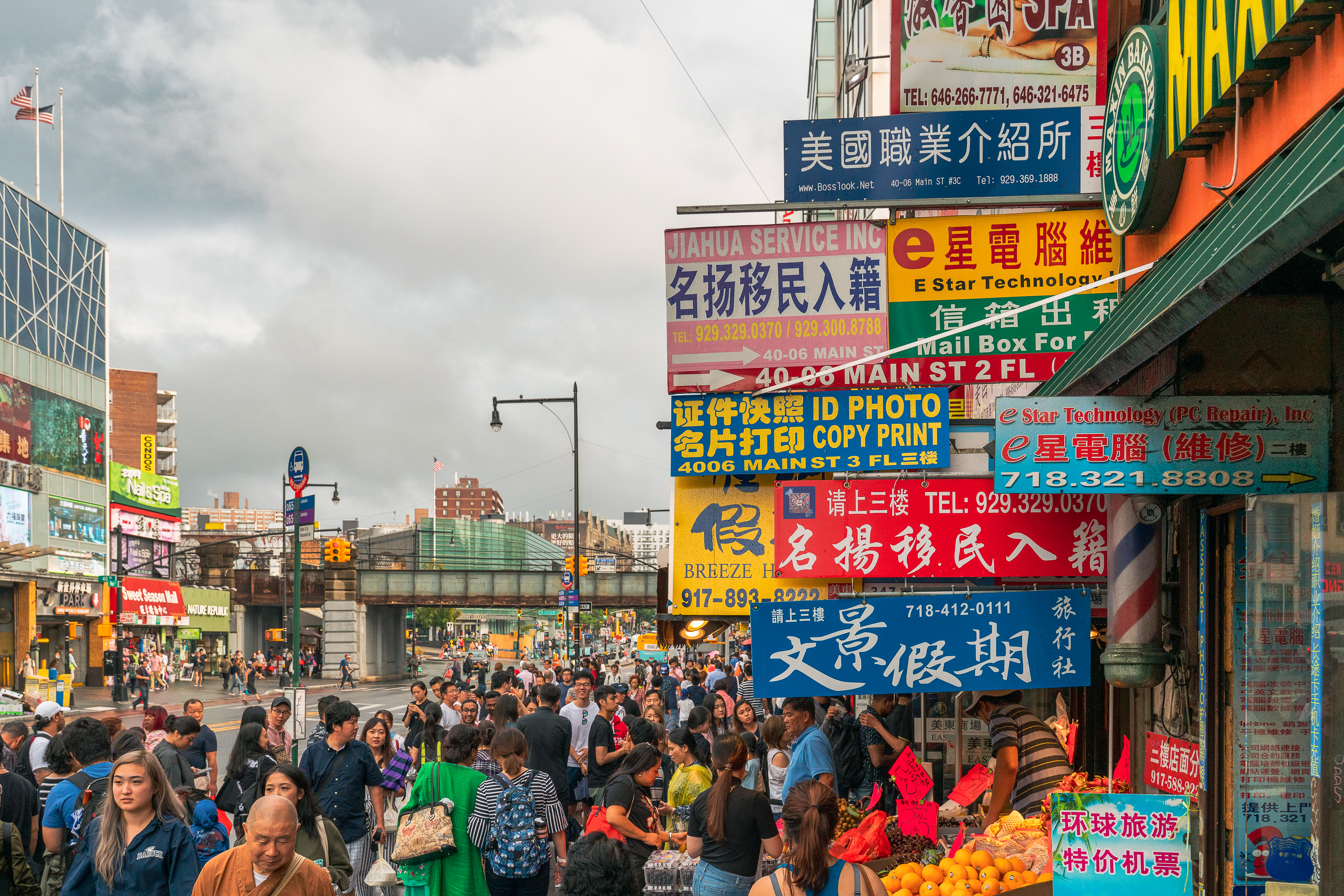
法拉盛缅街中国银行。

纽约极具种族多元，以色列之外最大的犹太社区即位于此，同时有全国20%的印度裔人口和至少20个小印度区，全国15%的韩裔人口和四个韩国街；西半球最多的印度裔人口，全美最多的俄裔、意大利裔、非裔和南美裔及第二多的拉丁裔人口；单单在纽约市内就有六个唐人街，2010年统计都市区内的海外华人人口为682,265，为亚洲外最多。曼哈顿华埠以及新生的布鲁克林华埠和法拉盛华埠持续繁荣，華人也在持续迁入纽约和邻近地区。来自中國的人口在纽约是增長最迅速的。

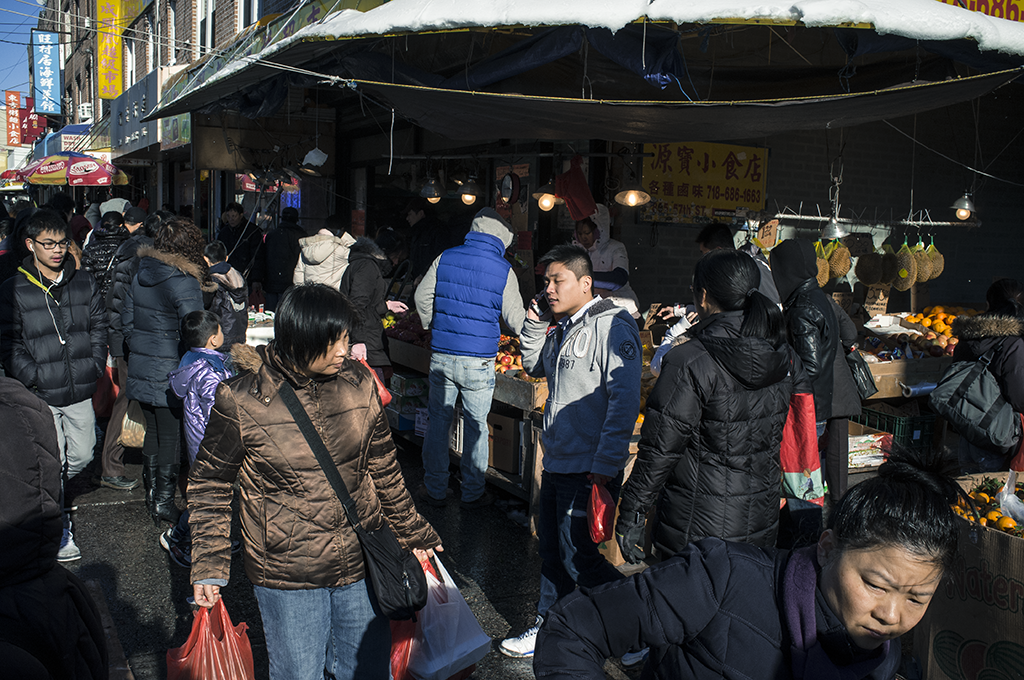
布鲁克林华埠，纽约。從中國人的構成在纽约和布魯克林最迅速增長的人口

根据2010年人口普查，纽约市的亚裔人口超过100万，多于旧金山和洛杉矶的总和，市区的亚裔人口为全美最多。2010年，纽约6.0%的人口为华裔，其中40%居住于皇后区；韩裔占到1.2%，日裔占0.3%；菲裔为东南亚族群最多，占0.8%，其次为越裔，占0.2%；印度裔为南亚族群最多，占2.4%，随后是孟加拉裔和巴基斯坦裔，各占0.7%和0.5%。
由于总人口庞大，纽约的欧裔（非拉丁裔）白人人口亦是在全美各大城市（市区）中最多，2012年达到270万，超过洛杉矶（110万）、芝加哥（86.5万）和休斯顿（55万）白人人口的总和。欧裔美国人人口非常多样化，根据12年统计局估计，意大利裔人口达560,000人，爱尔兰裔385,000人，德裔253,000人，俄裔223,000人，波兰裔201,000人，英裔137,000人，希腊裔和法裔各约65,000人，匈牙利裔60,000人，乌克兰裔55,000人，苏格兰裔35,000人，挪威裔和瑞典裔各20,000人。此外，捷克裔、立陶宛裔、葡萄牙裔、苏格兰-爱尔兰裔和威尔士裔各有12,000至14,000人不等。
此外纽约都会区内的海地、多明尼加和波多黎各人口也为数众多。爱尔兰人亦是如此，每50个纽约人中就有一个携带从尼亚尔（公元5世纪爱尔兰国王）的部落或是布留因和菲亚克拉克部落中传下来的独特Y染色体标记。

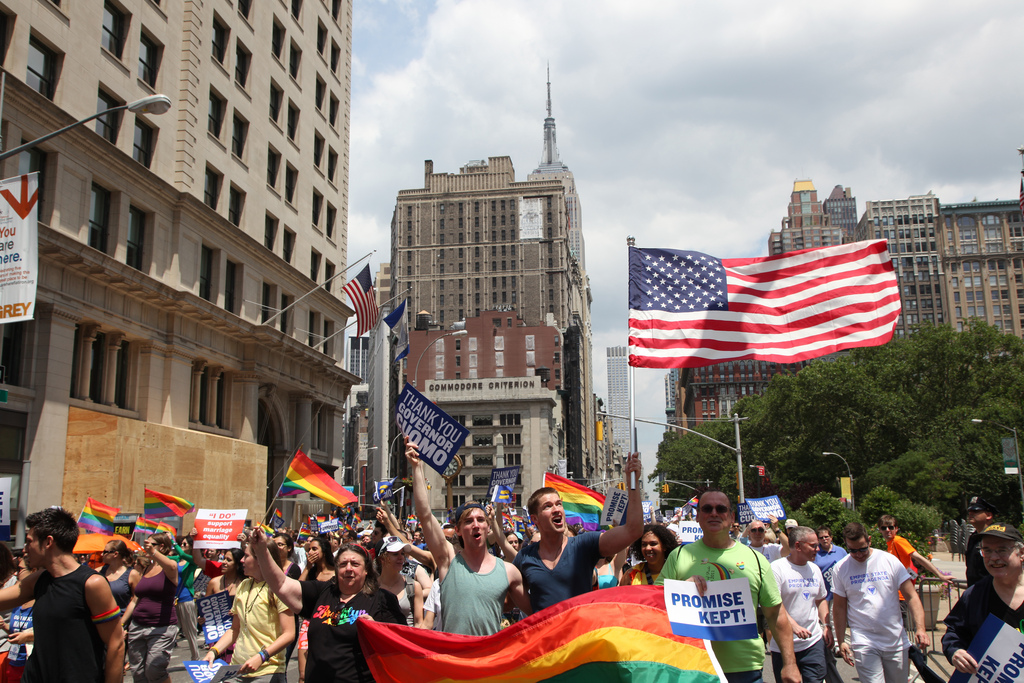
2011年纽约同性恋自豪日

纽约都会区同时还有全美最多的同性恋族群，达到568,903人，比舊金山還多。2011年6月24日，纽约州正式同性婚姻合法化，并于30日后正式生效。
纽约的贫富差距状况也较为突出。2005年，最富有的人口普查区的家庭收入中值为188,697美元，而在最贫困的人口普查区则为9,320美元，导致这一差距的原因是高收入人群薪酬的增加和中低收入人群薪酬增长的停滞。2013年第一季度，纽约县的平均周薪为2,448美元，在全美所有县中为最高。纽约还是世界上最多亿万富翁的聚集地，数目超过排名第二至第六的美国城市的总和，其中前市长迈克尔·布隆伯格便是亿万富翁之一。

### 建築

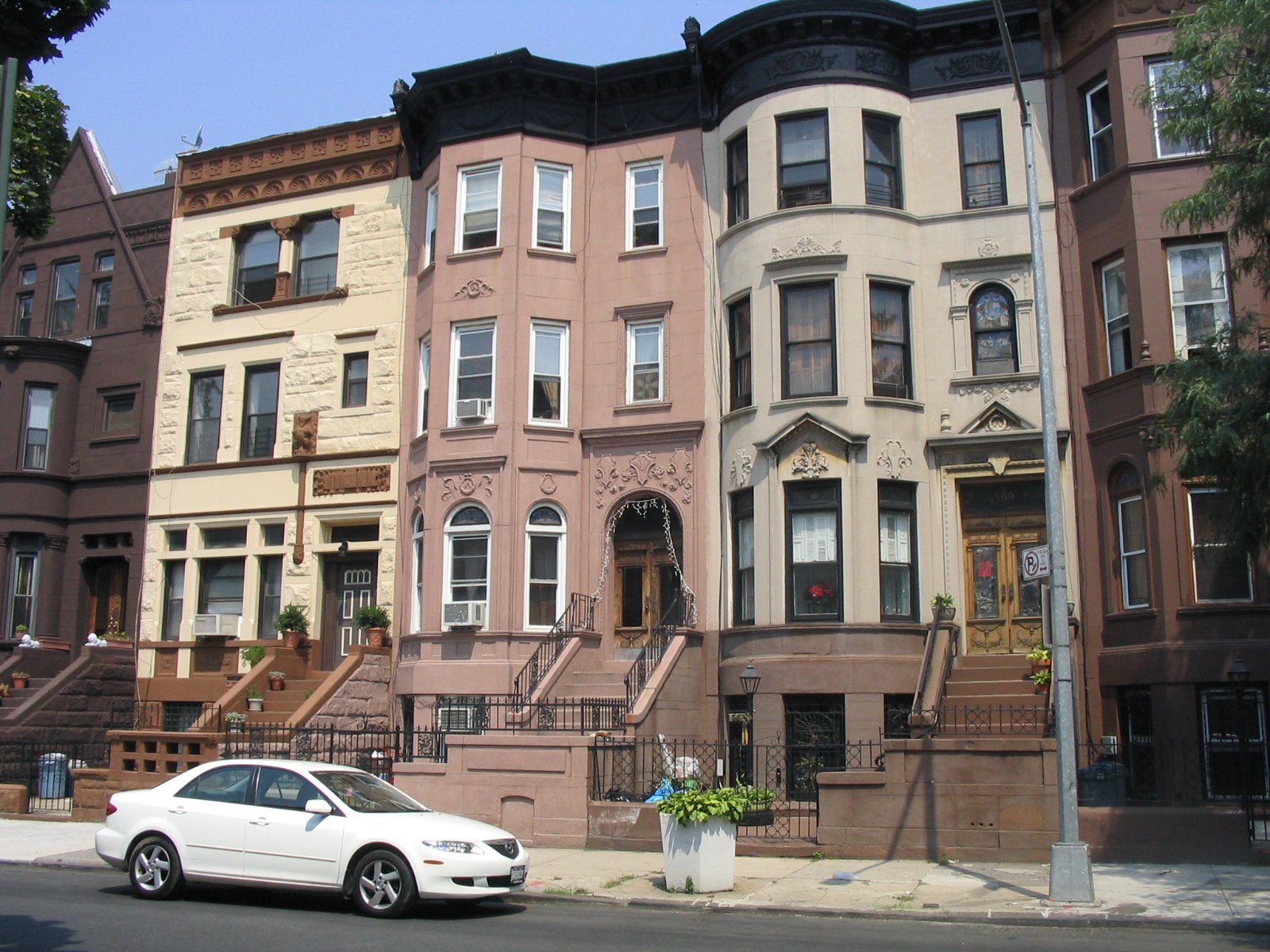
布魯克林區19世纪的褐石排房

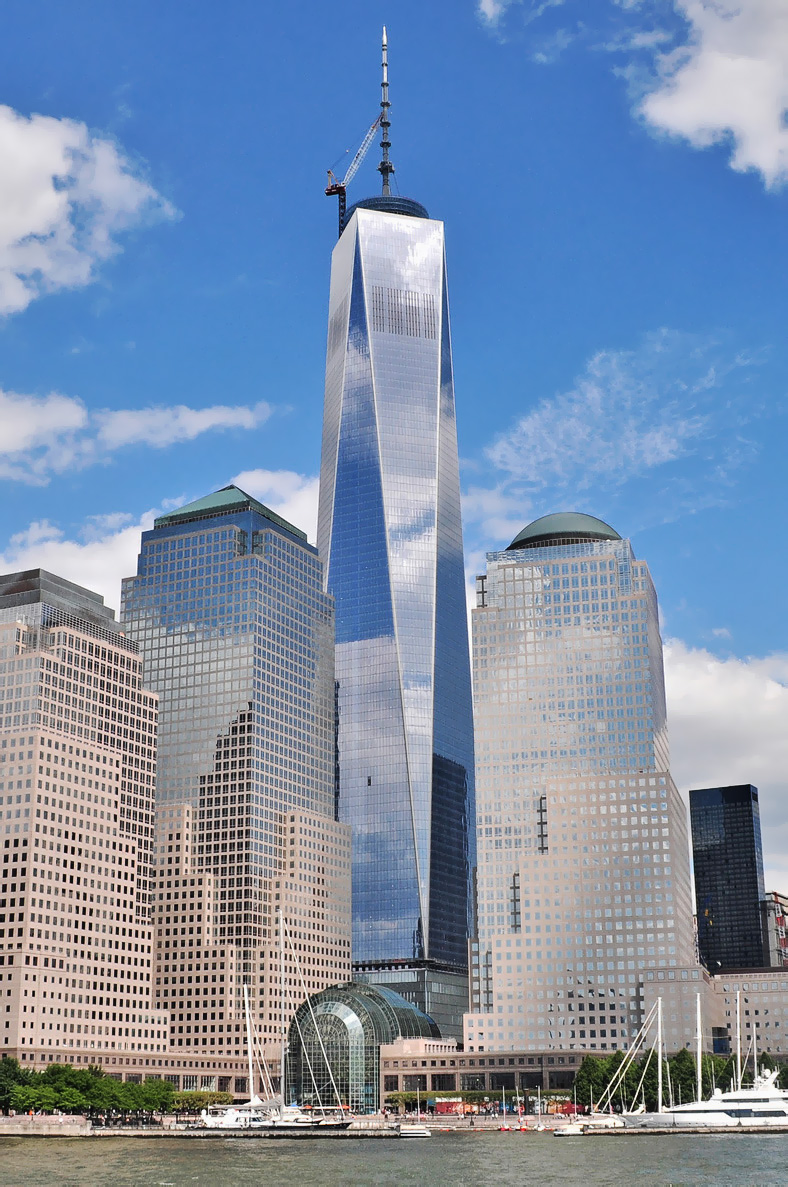
曼哈顿下城世界貿易中心一號大樓

纽约有许多来自不同年代不同风格的建筑。老建筑旧至布鲁克林区1656年的盐屋式建筑——怀科夫宅，新建筑新至位于曼哈顿下城原爆点兴建中的世界最贵办公楼——世界贸易中心一号大楼。
曼哈顿的布满摩天大楼的天际线广为人知，在历史上，纽约是世界上许多世界级高楼的所在地。截至2011年，纽约有5,937幢高层建筑物，其中550幢高度超过100米，在这两项指标上都仅次于香港位列世界第二，同时有超过50幢高度超过200米，其中包括1913年建成的哥德复兴式建筑伍尔沃斯大楼，其装饰雕刻十分醒目，从百英尺下即可目视。
1916年都市規劃方案規定高樓必須採用後縮式設計，且塔樓面積須為該地块的一定百分比，如此可使陽光照射至街道。两幢纽约的装饰风建筑——克莱斯勒大厦（1930年建成）和帝国大厦（1931年建成）及其顶端和不锈钢材质的尖塔便是此规划方案的结果。这两幢建筑各有十分独特的装饰风格（例如克莱斯勒大厦61楼角落的鹰饰），也被认为是装饰风的最佳代表。
建築技術的發展讓紐約市裡的低矮歐式傳統建築逐漸變成垂直攀升的摩天大樓，特別是在商業區裡，形成了紐約市特別的城市景觀。據2009年統計，紐約有5,794座高樓，居全美第一，世界第二，僅次香港，其中有35座高度超過200米，是拥有最多摩天大楼的城市。目前纽约第七高楼帝国大厦（楼板高381米，加天线447米）在1931—1972年的41年里都是世界第一高楼，是世界上保持世界第一高楼最久的建筑。现在也是纽约主要的标志之一。国际式建筑的突出代表西格拉姆大厦（1957年建成）从正面可见其鲜明的古铜色工字梁建筑结构，而康德納斯特大樓（2000年建成）则是美国摩天大楼中采用绿色设计的代表。
纽约住宅区的建筑特色多为雅致的褐石排屋、联排别墅和老旧的公寓楼，这些建筑约在1870年至1930年间大批建造。相比较之下，纽约还有其他人口不那么密集的区域，在这些区域内有较多独立式的建筑，风格多样，如都铎复兴式和维多利亚式。
在1835年纽约大火灾后，木制建筑兴建减少，石头和砖头成为了建筑的主要材质。紐約与巴黎的建築材質不同，巴黎用的是當地產的石灰石，紐約則使用遠方採石場運來的石頭，有不同的質地和顏色，因此市容較多變化。木质顶的水塔是纽约一种独特的建筑形式——在19世纪初，纽约市要求超过六层的建筑自建水塔，以防止底层的高水压导致城市水管破裂。20世纪20年代，田园城市理论开始在偏僻地带流行。

### 公園
纽约市的公园受到三套不同的公园体系管辖，包括美国国家公园管理局、纽约州公园管理局以及纽约市公园管理局。
根据2013年《公共土地公信力》公园排名榜报告，纽约市公园系统在美国人口最多的50大城市中位列第二，紧随明尼阿波利斯公园系统其后。该排行榜基于分析公园大小、土地面积占全市面积百分比、在公园半英里内的城市居民百分比、每位居民花在公园服务的时间、每万名居民对应的运动场数量等各项数据的均值得出。
盖特韦国家休闲区占地达到26,000英畝（110平方），其中大部分都位于纽约市。在其范围内包括位于布鲁克林和皇后区的牙買加灣野生動物保護區，它是國家公園系統中唯一的野生動物區，有面積達9,000英畝（36平方）的盐碱滩、岛屿和水域，涵蓋牙買加灣大部。

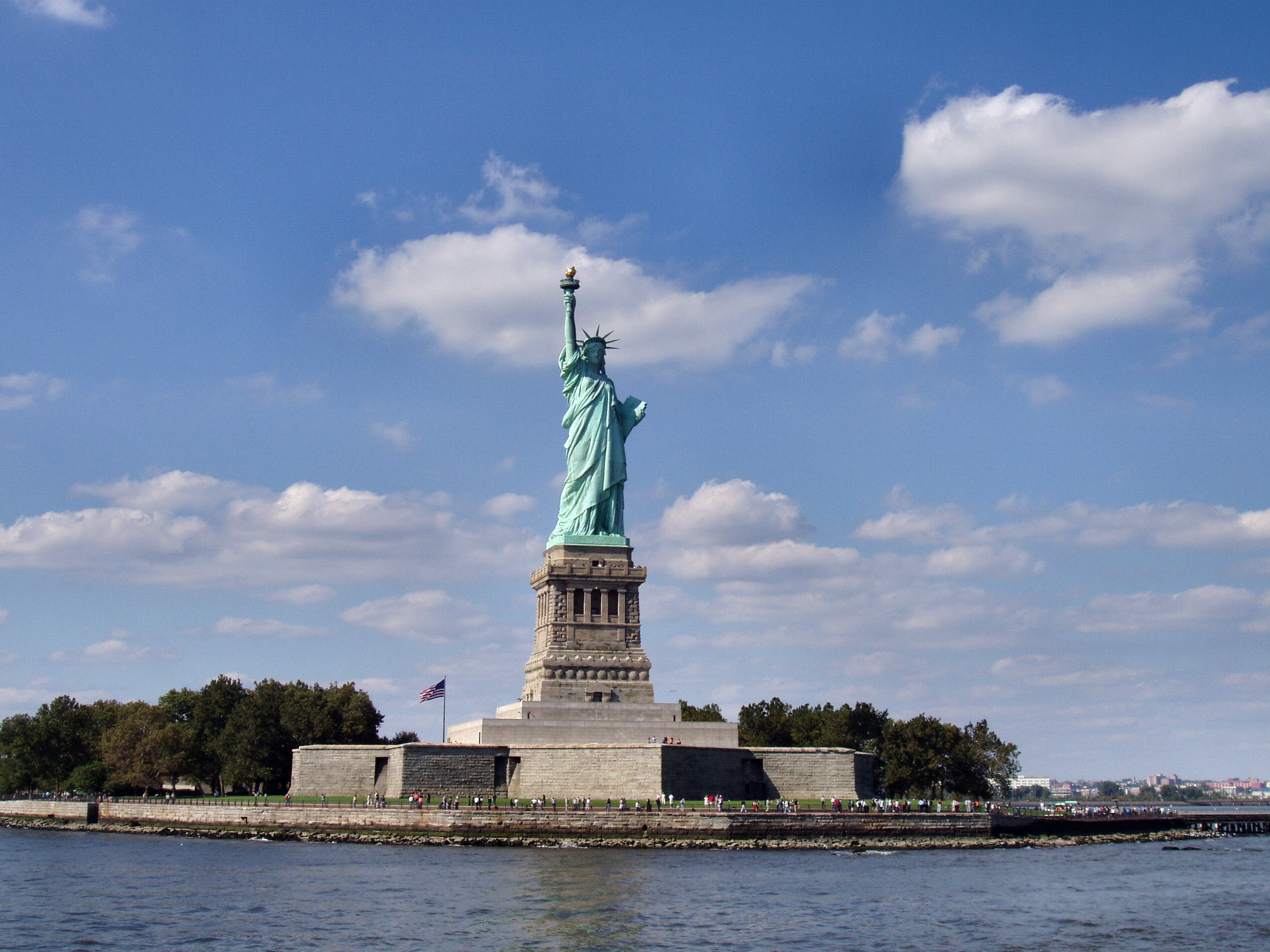
自由女神像

自由女神像国家纪念区和埃利斯岛移民博物馆都归美国国家公园管理局管辖，都同时属于纽约和新泽西两州。在纽约港同时还有總督島國家紀念園區。在曼哈顿岛上有克林顿堡国家纪念区、联邦国家纪念堂、
西奥多·罗斯福出生地、格兰特将军国家纪念堂、非裔人埋葬地国家纪念区及汉密尔顿住宅国家纪念区等。此外还有数百幢私人建筑被列入国家史迹名录或列为美国国家历史名胜，例如同性恋权利运动的首发地，格林尼治村的石墙酒吧。

#### 纽约州立公园
纽约市内有7个州立公园，其中包括自然保护区粘土坑池塘州立公园和面积达28英畝（110,000平方），距哈德逊河河面69英尺（21）的河岸州立公园。

#### 纽约市立公园

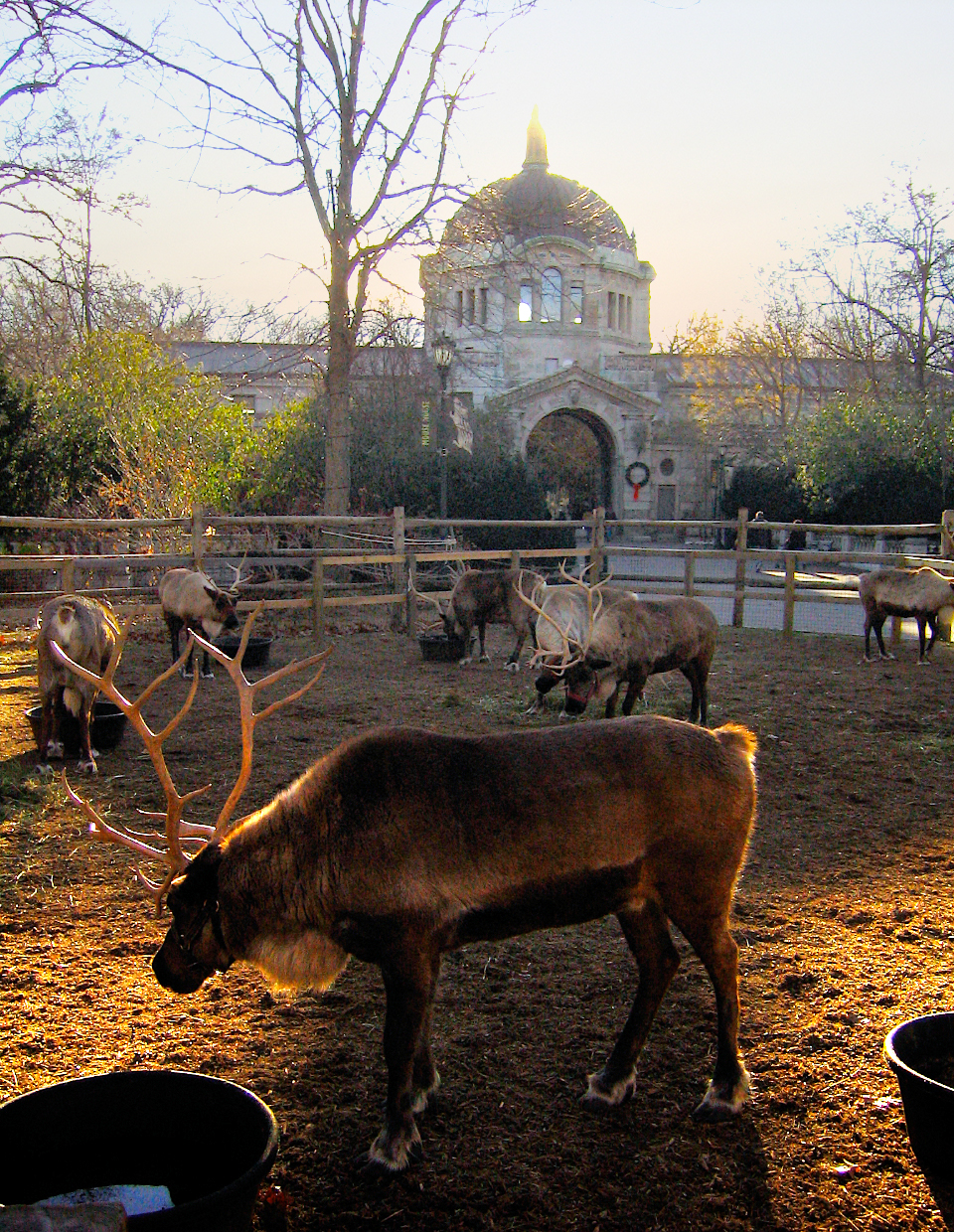
布朗克斯动物园是世界上最大的城市动物园。图为动物园中的驯鹿

紐約市有超過28,000英畝（110平方）的市立公園和超過14英里（23）的公共海灘。公园包括中央公園、展望公园、法拉盛草原可乐娜公园、森林公园和华盛顿广场公园。培罕湾公园是市内最大的公园，面积达到2,700英畝（11平方）。
- 中央公園位于曼哈顿，面积883英畝（3.57平方），是全美造访人数最多的公园，每年游客达到2500万[207]。公园中有诸多景观，包括湖泊和池塘、滑冰场、中央公园动物园、中央公园温室花园（英语：Central Park Conservatory Garden）、面积达106英畝（0.43平方）的杰基·奥纳西斯水库。室内景观有美景城堡。
- 展望公园位于布鲁克林，拥有面积达90英畝（0.36平方）的草原、湖泊和林地[208]。
- 法拉盛草原可乐娜公园位于皇后区，是纽约第三大的公园，也是1939年和1964年世界博覽會的举办地。
- 布朗克斯區其中五分之一的面積（近7,000英畝（28平方））屬於公共場地和公園，包含范可蘭公園（英语：Van Cortlandt Park）、培罕湾公园（英语：Pelham Bay Park）、布朗克斯动物园和紐約植物園[209]。

### 行政区划
纽约市面積廣大，分為五個行政區，與紐約州下轄的郡重疊。每一行政區還可細分為社區（Neighborhood），許多的社區有不同的歷史和特色。如果將這些行政區劃分為獨立的城市，其中四個區（布魯克林、皇后區、曼哈頓島和布朗克斯）將會在全美城市人口排名中位列前十。
- 曼哈頓（纽约县）：人口最稠密的行政區[145]，中央公園和纽约大部分摩天大樓的所在地，大部分都位于哈德逊河口的曼哈顿岛上。曼哈顿也是紐約甚至世界的金融中心，許多大企業的總部、聯合國總部、许多重要的大学和文化景點都位于此处，其中还包含大都会博物馆等多座知名博物館、百老匯區、格林威治村和麥迪遜廣場花園。曼哈頓可粗略區分為下城、中城和上城，上城以中央公園為界可分為上西城和上東城，公園以北就是哈林區。纽约的其他四个区被统称为“外区”。
- 布朗克斯（布朗克斯县）：最北的行政區，纽约洋基的主场洋基体育场位于此地。除了曼哈頓的大理石丘外，布朗克斯是紐約市唯一與美國本土相接的區域。世界上最大的市内动物园[204]布朗克斯动物园也位于此地，面积达265英畝（1.07平方），居住动物达6,000头[215]。同时，布朗克斯还是饶舌乐和嘻哈文化的发源地[216]。
- 布魯克林（国王县）：人口最多的行政區，位于长岛西端，在1898年以前仍是獨立的城市。此區的文化、社會和種族极富多元性，帶有独立藝術情調以及建築傳統。除了曼哈頓外，布魯克林是唯一有中心商業區的行政區。此外，此區還有一条長海岸線，其中的科尼島于19世纪70年代设立，是全国最早的游乐设施之一[217]。
- 皇后區（皇后县）：面積最大的行政區，位于长岛布鲁克林的东侧，也是全美種族最多元的郡[218]，其人口成長的速度將會使該區打破布魯克林成為人口最多的行政區。过去此区由一些荷兰移民所创立的小城镇和村庄组成，今日则发展为重要的商业和住宅区。這裡也是全美唯一一個非裔美國人收入大於白人的县（年收入約$52,000）[219]。皇后區有紐約大都會的花旗球場，是美國網球公開賽的舉辦地。交通方面，紐約都會區的三个主要机场中有两个——甘迺迪國際機場和拉瓜地亞機場——位于此区（第三个是位于新泽西州纽瓦克的纽瓦克自由国际机场）。
- 史泰登島（里士满县）：最郊區的行政區，分別藉由韋拉札諾海峽大橋和史泰登島渡輪與布魯克林和曼哈頓連接。史泰登島渡輪是紐約的相當熱門的景點，因為它能提供欣賞自由女神像、埃利斯島和曼哈頓下城的最佳視野。在史泰登島中部有2,500英畝（10平方）的林带，其中有近28英里（45）的步道和紐約市內最後一片無人破壞的森林[220]。

## 文化与生活

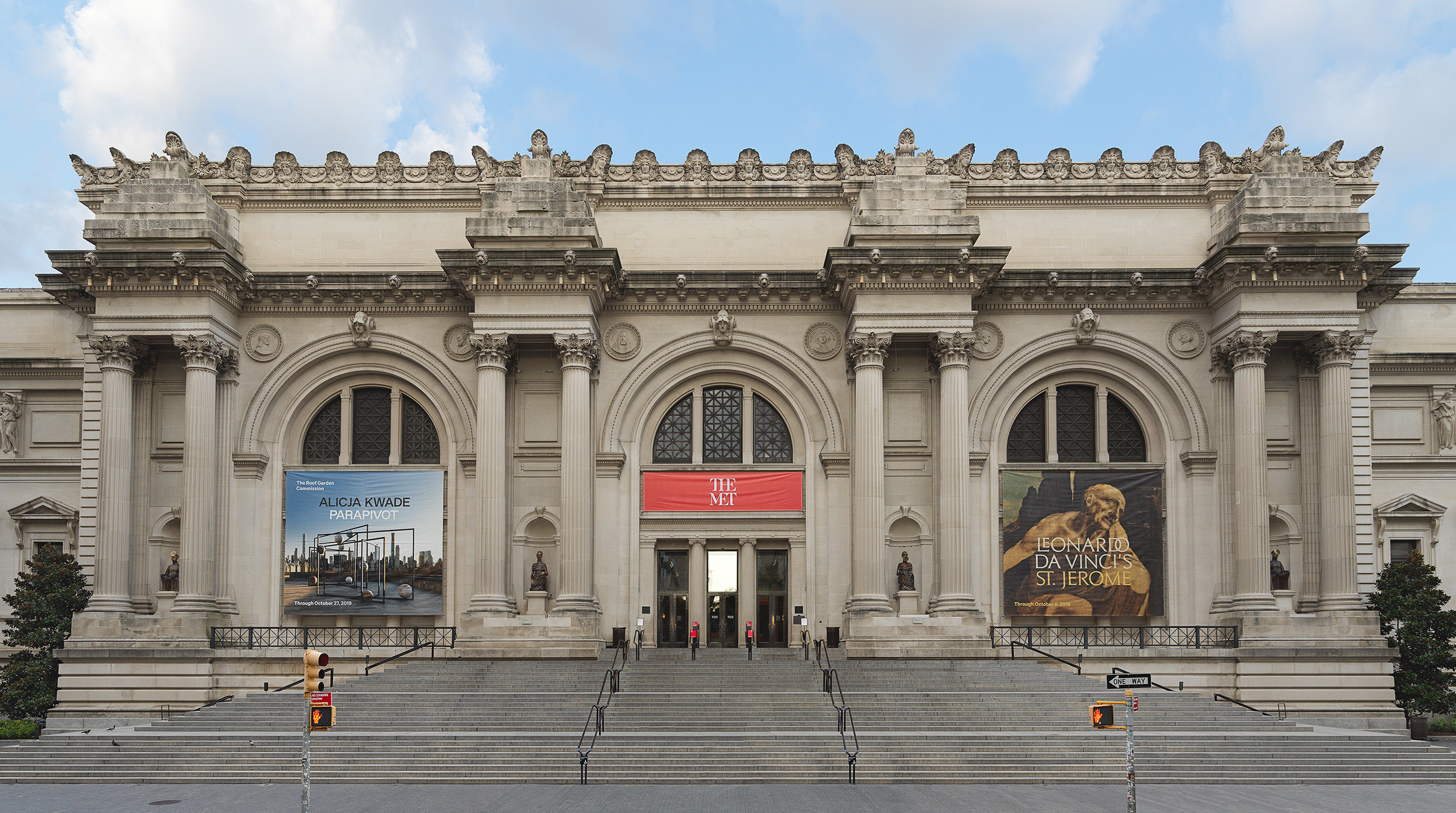
大都会艺术博物馆位于曼哈顿上东城卡耐基山的博物馆区，是世界上最大的博物馆

冰岛和拉脱维亚的领事及纽约市立大学柏鲁克分校都将纽约称作世界的文化首都，同样澳洲国家图书馆在其收藏的一系列文章中也做了类似表述。作家汤姆·沃尔夫曾说：“文化似乎就在空气之中，就如天气一般。”
许多重要的美国文化运动都在纽约展开，例如哈莱姆文艺复兴便奠定了非裔美国人的文学经典。在20世纪40年代，纽约是爵士乐的中心之一；在50年代是抽象表现主义艺术的中心；在70年代是嘻哈文化的发源地；在七八十年代，纽约的朋克和硬核文化影响巨大。同时，犹太美国人文学在纽约也长期兴旺。
分领域来看，纽约对于文化的贡献在文学和视觉艺术方面有哈莱姆文艺复兴；在绘画方面有抽象表现主义（又称“纽约派”）；在音乐方面有嘻哈音乐、朋克摇滚、骚沙音乐、迪斯科、自由风音乐、叮砰巷及爵士乐；同时还被认为是世界舞蹈之都。在流行文化中纽约有极高的地位，时常成为文学、电影和电视的背景设定。
2014年美國全球語言觀察機構（GLM）公布最新調查指出，根據過去三年透過字詞使用分析趨勢，紐約擠下巴黎成為全球排名第一的時尚城市。

### 娛樂與表演藝術

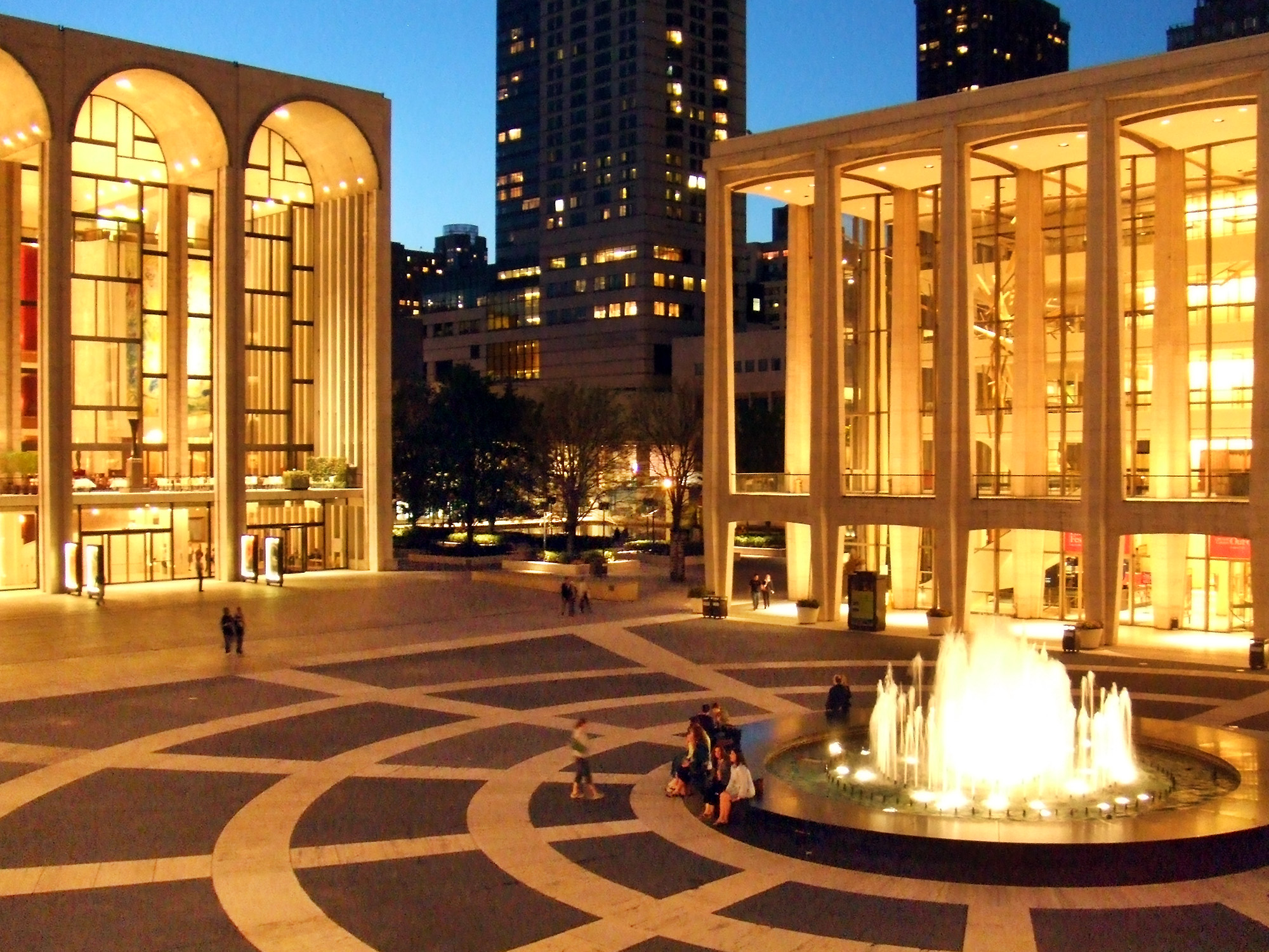
林肯中心是纽约爱乐等表演团体的所在地

纽约是美国娱乐产业的重地，许多电影、电视剧、书籍和其他媒体形式都以此处为根据地。截至2008年，紐約是美國第二大的電影中心，雇佣人数达到63,000人，总薪酬达到50亿美元，独立电影出产数目居世界之冠。
纽约全市有2,000個以上的文化藝術組織以及超过500個不同规模的藝術廊。纽约市市政府對藝術的資助预算超過美國藝術基金會的总预算。19世紀富有的企業家们建立了一個文化机构網絡，这其中包括卡內基大廳和大都会艺术博物馆。電力照明的使用使戏剧蓬勃發展，19世纪80年代，百老匯和42街的戲院開始演出一種全新的表演形式，即音樂劇。受到移民文化的影响，舞台劇經常使用敘事性的歌曲，反映希望與抱負。
市内40家戏院（每家500个座位以上）共同组成了著名的百老汇，以一条穿越时代广场戏院区的大道命名，有时也被称作“大白路”（The Great White Way）。
林肯中心是全美最大的表演藝術中心，是12個知名藝術表演組織的根据地，如大都會歌劇团、纽约市歌剧团、紐約愛樂樂团和纽约市芭蕾舞团等，此外维维安·比蒙剧院、朱利亚德学院、林肯中心爵士乐厅和爱丽丝·图利音乐厅也在此处。在联合广场坐落有李·斯特拉斯堡戏剧和电影学院，在纽约大学则有帝许艺术学院，而中央公園夏日舞台则提供免費的戲劇和音樂演出。

### 旅游

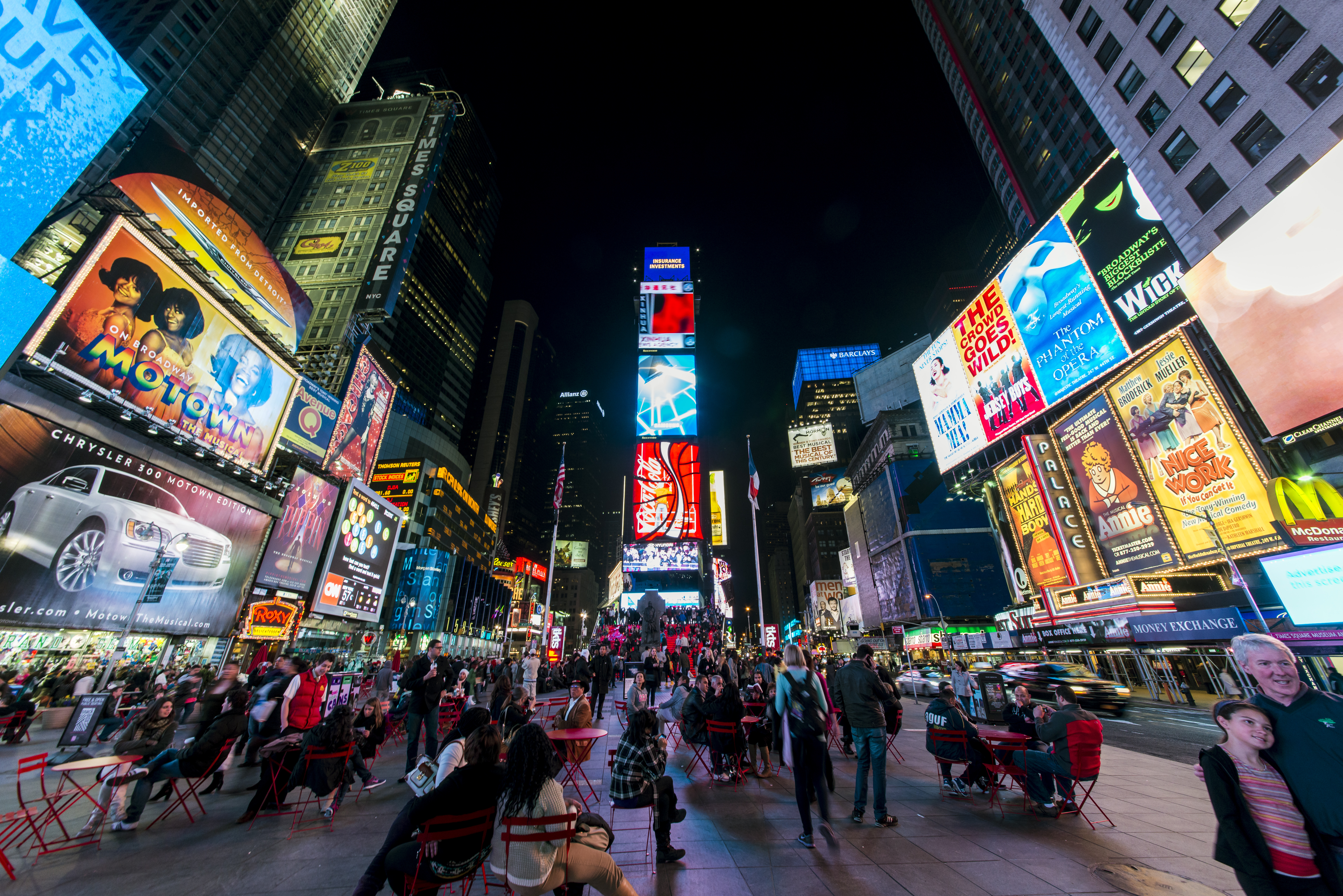
時報廣場是全美乃至全世界游客最多的景点

旅游业是纽约最重要的产业之一，在过去五年内到访的国内外旅客达到年均4000万，最主要的旅游目的地包括帝国大厦、自由女神像、埃利斯岛、百老汇剧院、博物馆（如大都会艺术博物馆）、城市绿地（如中央公园和华盛顿广场公园）、洛克菲勒中心、时代广场、曼哈顿华埠及第五大道和麦迪逊大道的奢侈品购物游；活动还包括格林尼治村的万圣节游行、梅西的感恩节大游行、洛克菲勒中心圣诞树的点亮、圣帕特里克节游行、冬季的中央公园滑冰、翠贝卡电影节和中央公园的夏季表演。其他特色目的地包括布朗克斯动物园、康尼岛、法拉盛草原可乐娜公园和纽约植物园。前市长彭博于2012年9月27日宣布将于斯塔滕岛北岸建造世界上最大的摩天轮纽约轮，遥望自由女神像、纽约港和曼哈顿下城。
2010年纽约的游客达到4900万，而在次年这一纪录立刻被打破，2011年游客达到5000万。

### 媒體

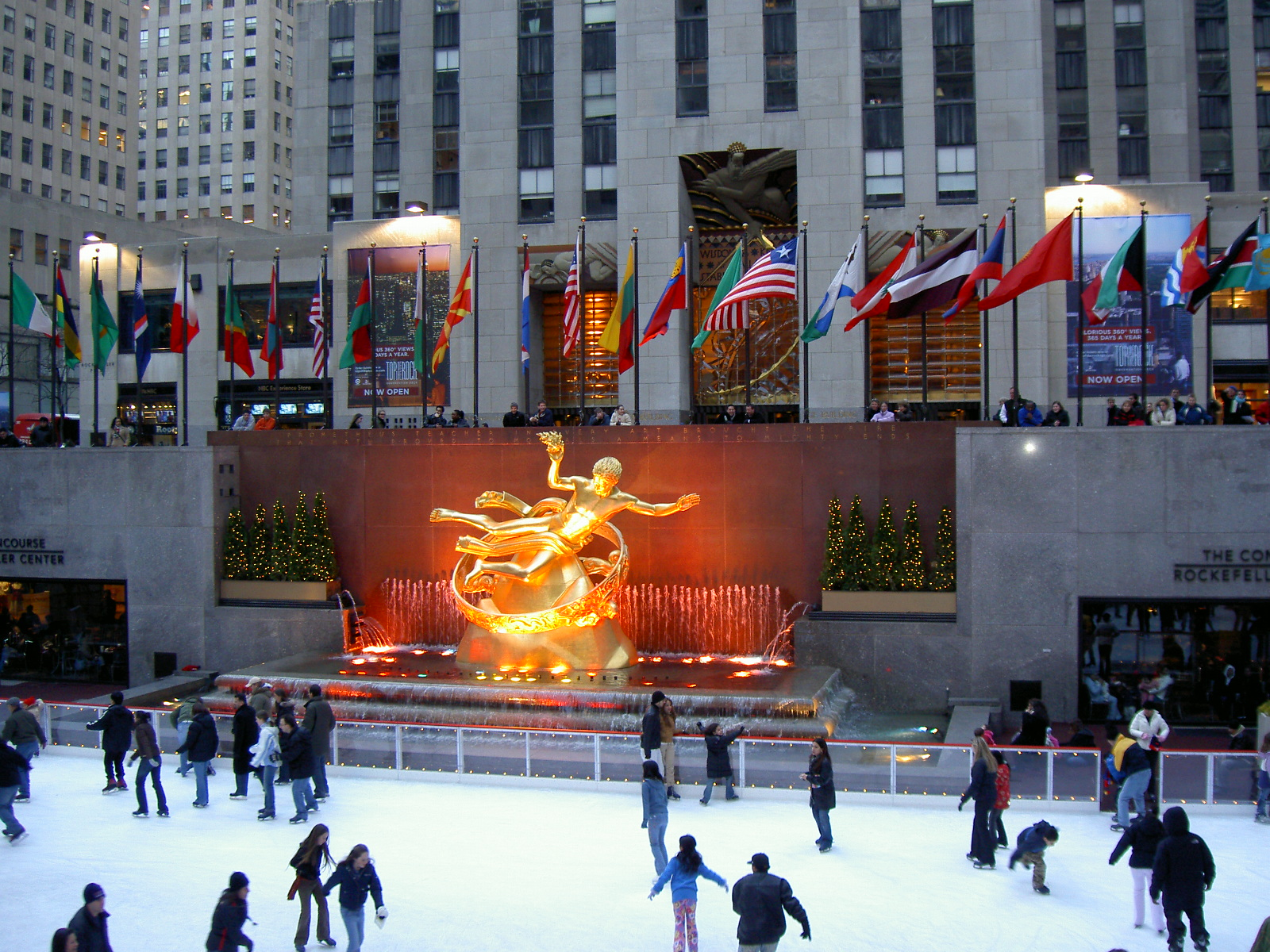
位于洛克菲勒中心的國家廣播公司制片部

紐約為全球電視、廣告、音樂、報紙和圖書出版業的重鎮，亦是北美最大的媒體市場（其次為洛杉磯、芝加哥和多倫多）。知名的媒體企業包括時代華納、汤森路透公司、美国联合通讯社、新闻集团、纽约时报公司、NBC环球、赫斯特國際集團和維亞康姆。全球前八大的廣告媒體就有七家在紐約市設立總部。全球三大唱片公司中有两家（索尼音乐娱乐及华纳音乐集团）将总部设在纽约，而第三家（环球唱片）在纽约也设有分公司。1/3的美國獨立電影在紐約製作。

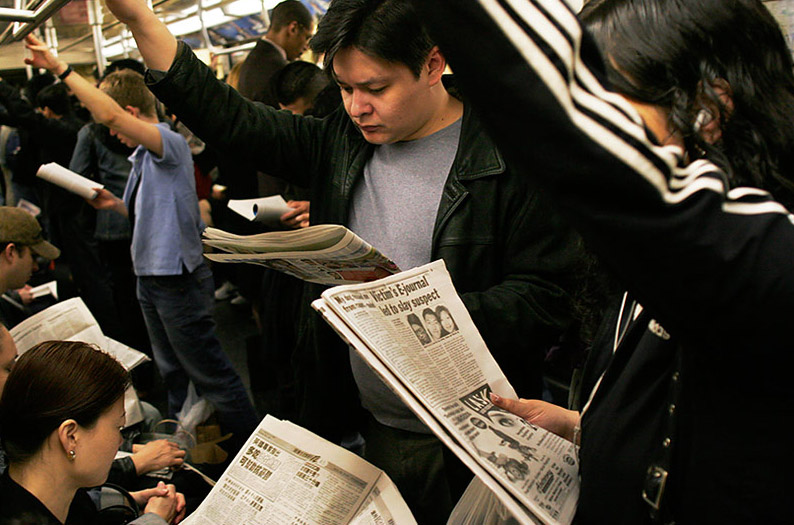
紐約地鐵帶動了大量的報紙讀者

超過200種報紙和350種雜誌在纽约設有辦公室，圖書出版業提供了25,000个就业岗位。美国三大全国性日报中有两大在纽约出版，分别为《紐約時報》和《華爾街日報》，其中前者在普利策奖数目上高居第一。其他小報包括1919年创办的《纽约每日新闻》和1801年创办的《紐約郵報》。此外在不同族裔出版业方面纽约也相当多元化，有270份报章杂志以超过40种语言版本出版，其中是全纽约发行量最大及全国历史最悠久的西班牙语报纸，出版于哈莱姆的《纽约阿姆斯特丹新闻》是一份重要的非裔美国人报纸。《鄉村之音》是全美發行量最大的另类报纸，專門報導時事評論以及特色主題。
電視產業對於紐約來說是相當重要的經濟命脈。美国四大廣播公司，包括美國廣播公司、哥倫比亞廣播公司、福克斯廣播公司和國家廣播公司，都在紐約設立總部。此外，一些如音樂電視網、HBO、福克斯新聞頻道和喜剧中心等有線電視頻道也将总部设在此地。2005年，有超過100個電視節目在紐約拍攝。纽约市也经营了一个公共广播频道NYCTV，多次夺得艾美獎，節目內容大多涵蓋紐約市內的音樂、文化以及政府相關活動。
除了商業媒體之外，紐約也是非商業媒體的中心。1971年創立的曼哈頓公共電視網是美國歷史最悠久的公共頻道。WNET是紐約最大的公共電視台，也是全國公共電視網的主要節目提供者。WNYC是全美最多聽眾收聽的公共广播電台。

### 飲食

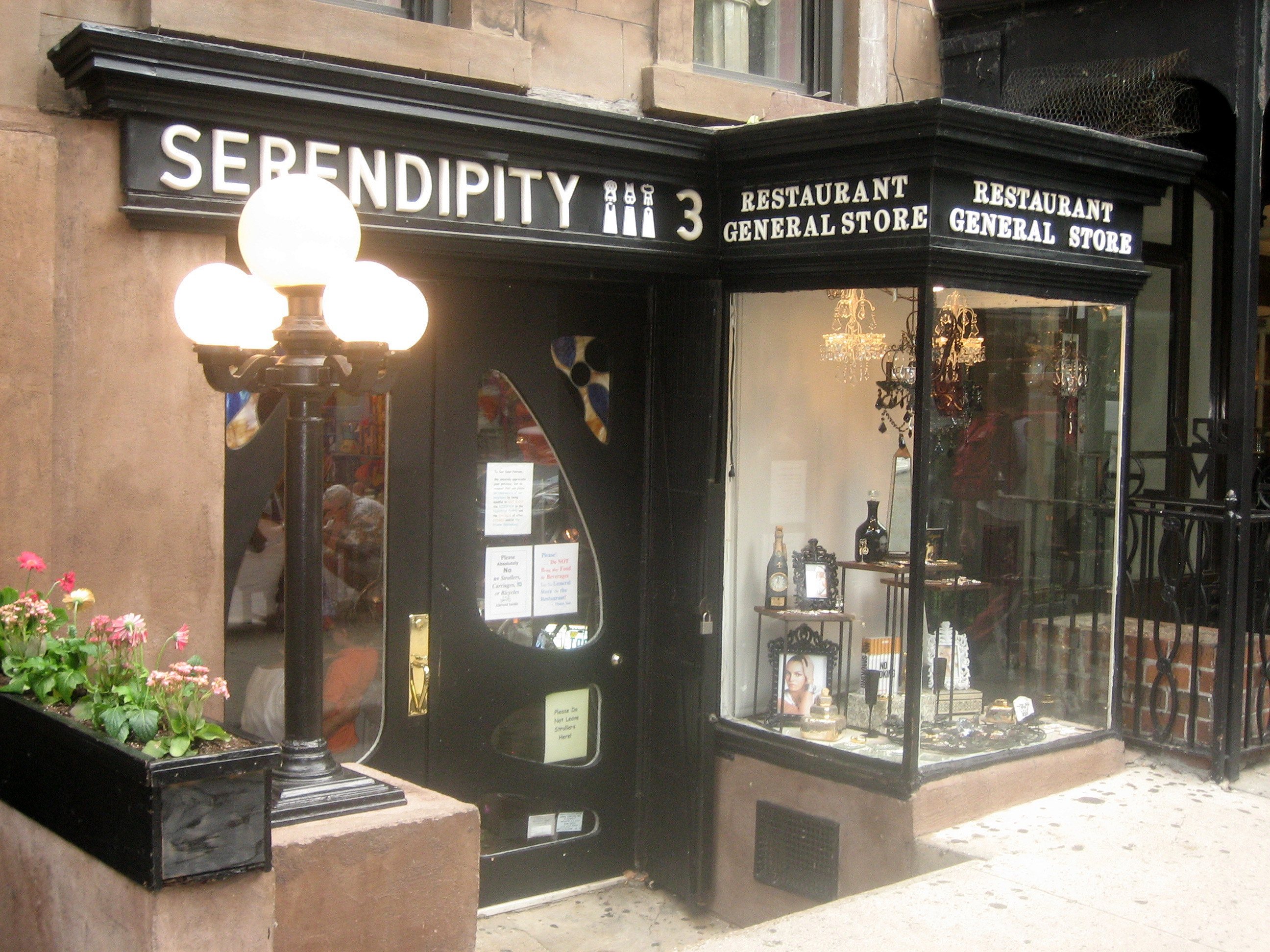
奇缘3是曼哈顿一家广受欢迎的餐馆，由史蒂芬·布鲁斯创立于1954年

纽约的饮食文化受其移民历史的影响，呈多元化态势，包括的国际餐点十分众多。中欧和意大利移民带来了纽约极富盛名的贝果、起士蛋糕和纽约式披萨，而中国和其他亚洲餐馆、汉堡店、意式饮食店、餐车餐厅和咖啡屋随处可见。市内有约4,000个拥有执照的小吃摊点，许多都由移民经营，中东食物诸如炸豆丸子和卡博串便是广受欢迎的纽约街头食品的代表。同时，纽约还是许多全美国最好和最多元的高档餐厅的聚集地。纽约市健康与精神卫生局根据其检测结果对纽约市近24,000家餐馆进行等级评定。

### 方言
纽约方言有鲜明的地域特征，被普遍认为是美式英语中最知名的口音之一。方言经典版本以欧洲人后裔和工薪阶层为中心，而几十年来非欧洲移民的大量涌入，促使这门独特的方言产生改变。传统纽约方言发音时无需翘首，音节末尾不带辅音，使得该方言中的“纽约”听起来像“New Yawk”。最为地道的和极限版的纽约方言发音，单元音变成双元音，如“女孩”。上世纪70年代电视剧《一家子》中卡罗尔·奥康纳扮演的阿尔奇·邦克就是这种发音模式，但往后这种发音逐渐淡出人们的视野。

### 體育
纽约是国家橄榄球联盟、美国职棒大联盟、国家篮球协会、国家冰球联盟和美国职业足球大联盟的总部所在地，而在这五大联盟中，纽约都会区拥有的职业运动队数量最多。全球十个造价最高的体育场中有四个（大都会人寿体育场、新洋基体育场、麦迪逊广场花园及花旗球场）位于纽约都会区内。
棒球
纽约有“棒球之都”的称号，来自纽约的球队曾经35次赢得世界大赛，73次获得联盟冠军。纽约都会区是全美五个拥有两支球队的都会区之一（其他为洛杉矶都会区、芝加哥都会区、巴尔的摩-华盛顿都会区和旧金山湾区）。两支纽约球队曾在世界大赛中14次会师，最近一次出现在2000年，而其他都会区各自最多只有过一次在世界大赛中会师的经历（芝加哥于1906年、圣路易斯于1944年、旧金山湾于1989年）。
目前纽约的两支大联盟球队分别为纽约大都会队和纽约洋基队，这两支球队每个赛季进行6次跨区交锋，称作地铁大战。洋基队27次夺冠的记录在联盟中位列第一，而大都会队则两次夺冠。过去纽约还曾经是布鲁克林道奇队（今洛杉矶道奇队）和纽约巨人队（今旧金山巨人队）的主场，这两支球队分别1次和5次夺冠，后来两支球队都于1958年迁往加利福尼亚。此外纽约还有两支美国职棒小联盟球队，分别是布鲁克林旋风队和斯塔滕岛洋基队。
美式足球
纽约有两支职业足球大联盟球队，分别是纽约巨人队（3次获得超级碗）和纽约喷气机队（1次获得超级碗），但两支球队都在附近位于新泽西州东卢瑟福的大都会人寿体育场进行主场比赛。大都会人寿体育场将于2014年主办第四十八届超级碗比赛。
冰球
纽约游骑兵队是纽约市在国家冰球联盟的代表队。纽约岛人队目前位于长岛纳苏县，但将在2015年迁至布鲁克林，从而成为纽约市的第二支球队。这两支球队各4次夺得史丹利杯。在都会区内的另一支球队是新泽西魔鬼队，目前主场在新泽西州的纽瓦克。纽约都会区是唯一一个拥有三支球队的都会区。
籃球
紐約市的美國國家籃球協會（NBA）隊伍有纽约尼克隊（两次获得总冠军）和布魯克林籃網隊，國家女子籃球聯盟則有紐約自由人隊（一次获得总冠军）。1938年的全国邀请赛 (美国篮球)是全美第一项全国大学篮球赛事，这项赛事至今仍在纽约举办。
英式足球
紐約紅牛队是纽约在足球大聯盟中的代表队，主场位于新泽西州哈里森的红牛球场。纽约地区的第二支大联盟球队纽约城足球俱乐部将于2015年开始参赛，曼彻斯特城足球俱乐部的所有者曼苏尔·本·扎伊德·阿尔·纳希安谢赫将与纽约洋基共同持有这支球队的股权。
其他
网球四大满贯赛事之一的美国网球公开赛每年在皇后区举办。纽约马拉松赛是世界上最大的马拉松赛事之一，2004年至2006年的赛事则在完赛人数上排名前三，其中2006年完赛人数达到37,866人。米爾羅斯賽是一年一度的田徑賽事，最著名的項目是室內一英里慢跑賽，稱為。拳击也是纽约著名的体育项目，業餘拳擊金手套賽等赛事每年在麦迪逊广场花园举办。
还有许多运动与纽约的移民密切相关。棍子球即是一例，为棒球的街头版本，20世纪30年代开始风行于義大利、德國和愛爾蘭聚集區的青年人中。它是纽约最著名的街头运动，布朗克斯的一条大道即以之命名为“棍子球大道”（Stickball Blvd）。
纽约曾经申办2012年夏季奥林匹克运动会，但最终在第二轮出局。
| 俱乐部       | 联盟                      | 运动     | 主场             | 成立时间 | 冠軍賽         |
| ------------ | ------------------------- | -------- | ---------------- | -------- | -------------- |
| 纽约洋基     | 美国职棒大联盟（MLB）     | 棒球     | 洋基體育場       | 1901年   | 27次世界冠军   |
| 纽约大都会   | 美国职棒大联盟（MLB）     | 棒球     | 花旗球場         | 1969年   | 2次世界冠军    |
| 紐約城FC     | 美國職業足球大聯盟（MLS） | 足球     | 洋基體育場       | 2013年   | —              |
| 紐約紅牛     | 美國職業足球大聯盟（MLS） | 足球     | 紅牛競技場       | 1995年   | —              |
| 紐約自由人   | 國家女子籃球聯盟（NBA）   | 篮球     | 麥迪遜花園廣場   | 1997年   | 1次WNBA总冠军  |
| 紐約尼克     | 国家篮球协会（NBA）       | 篮球     | 麥迪遜花園廣場   | 1946年   | 2次NBA总冠军   |
| 布魯克林籃網 | 国家篮球协会（NBA）       | 篮球     | 巴克萊中心       | 1967年   | 3次ABA總冠軍 — |
| 紐約遊騎兵   | 國家冰球聯盟（NHL）       | 冰球     | 麥迪遜花園廣場   | 1926年   | 2次史丹利盃    |
| 紐約島人     | 國家冰球聯盟（NHL）       | 冰球     | 巴克萊中心       | 1972年   | 4次史丹利盃    |
| 纽约噴射機   | 國家美式橄欖球聯盟（NFL） | 美式足球 | 大都會人壽體育場 | 1960年   | 1次超級杯      |
| 紐約巨人     | 國家美式橄欖球聯盟（NFL） | 美式足球 | 大都會人壽體育場 | 1925年   | 4次超級杯      |

## 教育

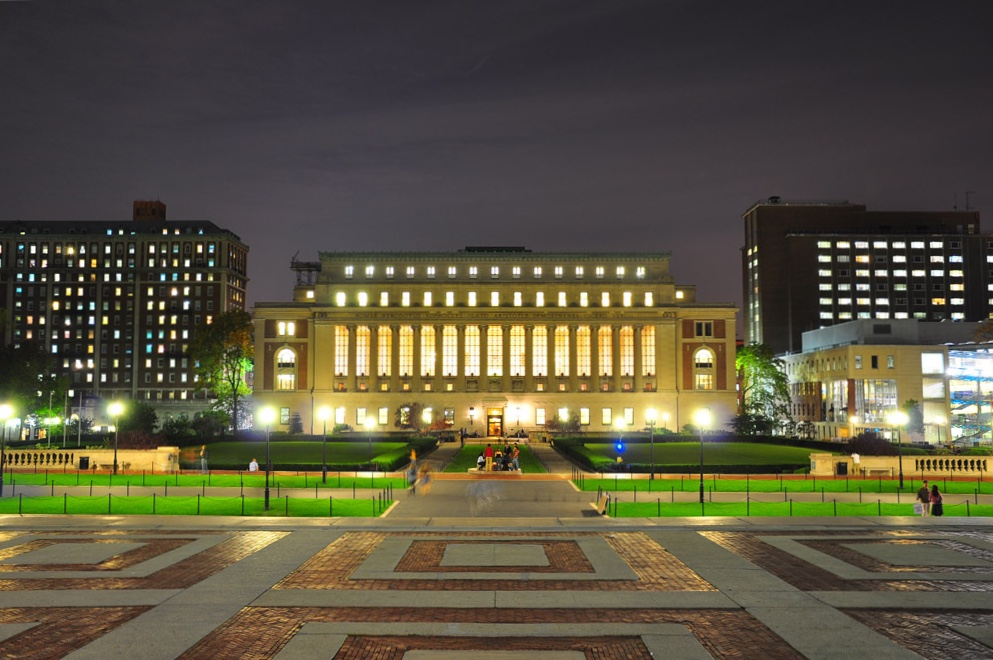
哥倫比亞大學巴特勒圖書館

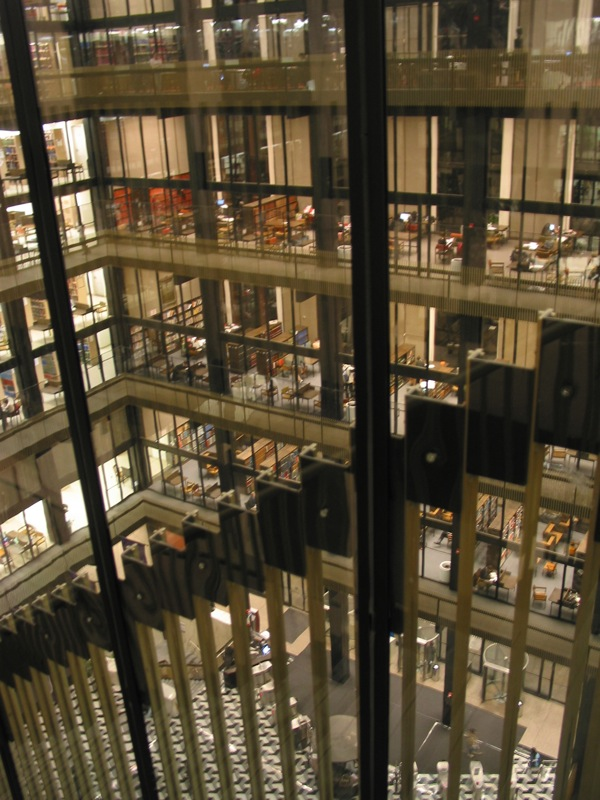
纽约大学圖書館

纽约市的公立学校体系由纽约市教育局管理，为全美最大，近110万名学生分别在超过1,200所中小学校就读。此外市内还有近900所私立世俗和教会学校。在2000年纽约市人口普查中，近594,000名学生参加了高等教育，这一数字在全美最高。2005年，每5个曼哈顿居民中就有3个是大学毕业生，每4个中就有1个有高等学位，这也是全美高教育水平者最为集中的区域。
纽约还是许多知名私立大学的所在地，其中包括巴纳德学院、哥伦比亚大学、库伯联盟学院、福坦莫大学、纽约大学、纽约科技学院、佩斯大学和叶史瓦大学等。公立纽约市立大学系统是全美最大的大学系统之一，其中包括许多本科学院和社区学院。此外纽约还有一些规模较小的私立学院和大学，其中包括宗教学校和专业学校，例如圣若望大学、朱利亚德学院、曼哈顿学院、蒙特圣文森学院、新学院、普瑞特学院、视觉艺术学院和瓦格纳学院。

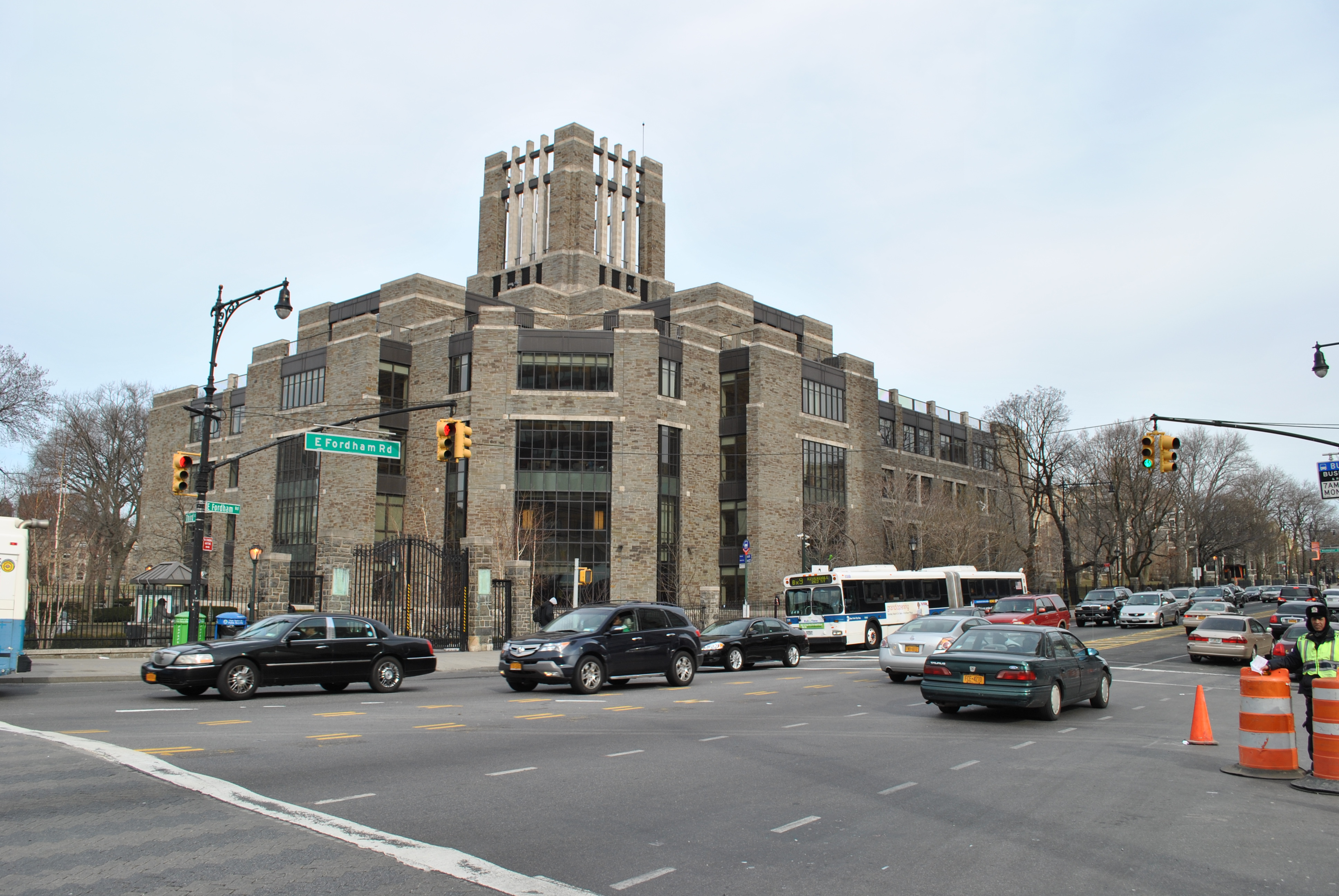
福坦莫大学圖書館

纽约的科学研究主要集中在医学和生命科学领域。纽约在授予生命科学研究生学位的数量上排名全美第一，为40,000名持照医师和127位诺贝尔奖得主提供教育背景。在所有美国城市中，纽约从国立卫生研究院获得的年度资金数目居第二。主要的生物医学研究机构包括纪念斯隆-凯特林癌症中心、洛克菲勒大学、纽约州立大学州南部医学中心、阿尔伯特·爱因斯坦医学院、西奈山医学院和威尔·康奈尔医学院。2011年12月19日，纽约市市长迈克尔·布隆伯格宣布允许康奈尔大学和以色列理工学院斥资20亿美元于罗斯福岛上建设应用科学研究生院，旨在将纽约转变为世界的科技首都。
纽约公共图书馆为全美藏书量最大的图书馆系统，服务于曼哈顿、布朗克斯和史泰登島。下属数家科研图书馆，包括尚博格黑人文化研究中心。皇后公共图书馆服务于皇后区，是全美第二大图书馆系统。布鲁克林公共图书馆服务于布鲁克林。

## 经济
纽约市是全球商业和经贸的枢纽，与伦敦和东京并列为世界上三个最重要的金融中心，此外还是全美的银行业、零售业、世界贸易、运输、旅游业、地产业、新媒体、传统媒体、广告业、法律服务、会计业、保险业、戏剧、时尚和艺术产业的中心。
根据2010年的数据，纽约都会区的都会生产总值（GMP，与国内生产总值概念类似）达到近1.28万亿美元，是美国最大的区域经济体。2008年年底，纽约掌控了全球40%的金融资金，使之成为全球最大的金融中心。

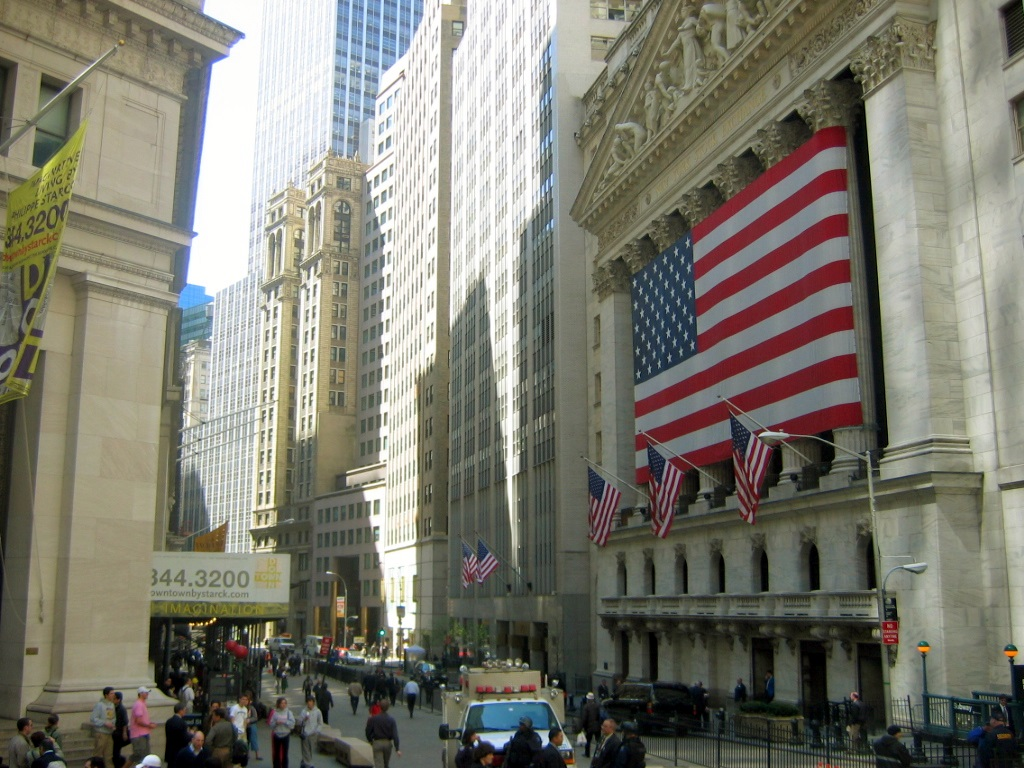
位于华尔街的纽约证券交易所是世界上上市公司总市值最大的证券交易所

在针对120座城市的研究调查中，纽约在吸引资本、商业和游客的能力上排名第一。2012年7月，英国曼切斯特联足球俱乐部宣布将在纽约证券交易所进行首次公开募股。
许多大型企业都在纽约市设立总部，财富美国500强中就有45家公司的总部位于该市。同其他美国大城市相比，纽约还有较高比例的外国公司，平均每十个就业岗位中就有一个来自外国公司。强大的吸引外资的能力使纽约在《FDi杂志》2013年的“美国未来城市”榜单中排列首位。
房地产是纽约市经济成长的重要动力。2015财年纽约全市的地产总值估计为9,148亿美元，其中时代华纳中心的估值最高，在2006年达到11亿美元。纽约同时还是全国乃至全世界最有价值的一些地产的所在地。2007年7月2日，公园大道450号以5.1亿美元的价值售出，每平方英尺价值约为1,589美元（17,104美元/平方米），打破了一个月前（2007年6月）由麦迪逊大道660号创造的每平方英尺1,476美元（15,887美元/平方米）的办公楼地产记录。
纽约的电影与电视产业为全美第二大，仅次于好莱坞。新媒体、广告、时尚、设计和建筑等创意产业的就业机会与日俱增，竞争力也相当强大。
纽约是多条跨大西洋光纤缆线的终点，由此促进了生物科技、软件开发、游戏设计和网络服务等高科技产业的成长。其他重要的经济领域包括医疗研究与科技、非营利组织和大学。制造业在就业方面比例也很高，但近年在呈下降态势，其主要产品包括服饰、化工产品、金属制品、加工食品和家具等。其中，食品加工业是纽约最为稳定的制造行业，产业价值达到50亿美元，员工数超过19,000人，巧克力是最主要的出口特产，年出口额达2.34亿美元。

### 华尔街
2013年，曼哈顿的办公面积达到近52,000万平方英尺（5.2亿平方英尺，约4,810万平方米），在办公市场上排名全美第一。曼哈顿中城是全美最大的中心商务区。
曼哈顿下城是全美第三大的中心商务区，其中世界上第一和第二大的证券交易所（按日均交易量和总市值）——位于华尔街的纽约证券交易所和纳斯达克交易所便位于此地。金融服务收入占到了全市市民收入的35%。华尔街投资银行的费用在2012年达到近400亿美元，而在2013年，在纽约从事风险管理的银行高管年收入能够达到324,000美元。
曼哈顿金融区有时成为冲突的始发地，例如“占领华尔街”及其触发的全球范围内的“占领运动”。有时这类冲突导致了致命的后果，例如1920年的华尔街爆炸事件。
2013年7月，纽约证券交易所的运营商纽约泛欧证交所从英国银行家协会手中接过了伦敦同业拆放利率的管理权。

## 房地产
房地产是该市经济的主要力量，2017年纽约市房地产总价值估计为1.072万亿美元，比上一年增加10.6％，其中89％的增长来自于市场影响。时代华纳中心在该市最具市场价值，2006年市值为11亿美元。纽约市房地产价值居世界上首位。公园大道450号于2007年7月2日以5.1亿美元的价格售出，均价17,104美元/平方米，打破了美国写字楼均价15,887美元/平方米的纪录。

## 法律与政治
| 年份 | 年份 | 民主党 | 民主党    | 共和党 | 共和党    |
| ---- | ---- | ------ | --------- | ------ | --------- |
|      | 2012 | 81.19% | 1,995,241 | 17.78% | 436,889   |
|      | 2008 | 79.29% | 2,074,159 | 20.06% | 524,787   |
|      | 2004 | 74.99% | 1,828,015 | 24.10% | 587,534   |
|      | 2000 | 77.90% | 1,703,364 | 18.23% | 398,726   |
|      | 1996 | 77.10% | 1,512,248 | 17.31% | 339,537   |
|      | 1992 | 68.72% | 1,458,784 | 24.00% | 509,423   |
|      | 1988 | 66.17% | 1,340,795 | 32.84% | 665,407   |
|      | 1984 | 60.96% | 1,343,875 | 38.66% | 852,317   |
|      | 1980 | 54.88% | 1,052,178 | 37.51% | 719,278   |
|      | 1976 | 66.37% | 1,423,380 | 32.95% | 706,663   |
|      | 1972 | 51.46% | 1,342,996 | 48.27% | 1,259,873 |
|      | 1968 | 60.56% | 1,582,681 | 33.94% | 886,959   |
|      | 1964 | 73.02% | 2,183,646 | 26.81% | 801,877   |
|      | 1960 | 62.62% | 1,936,323 | 37.04% | 1,145,205 |

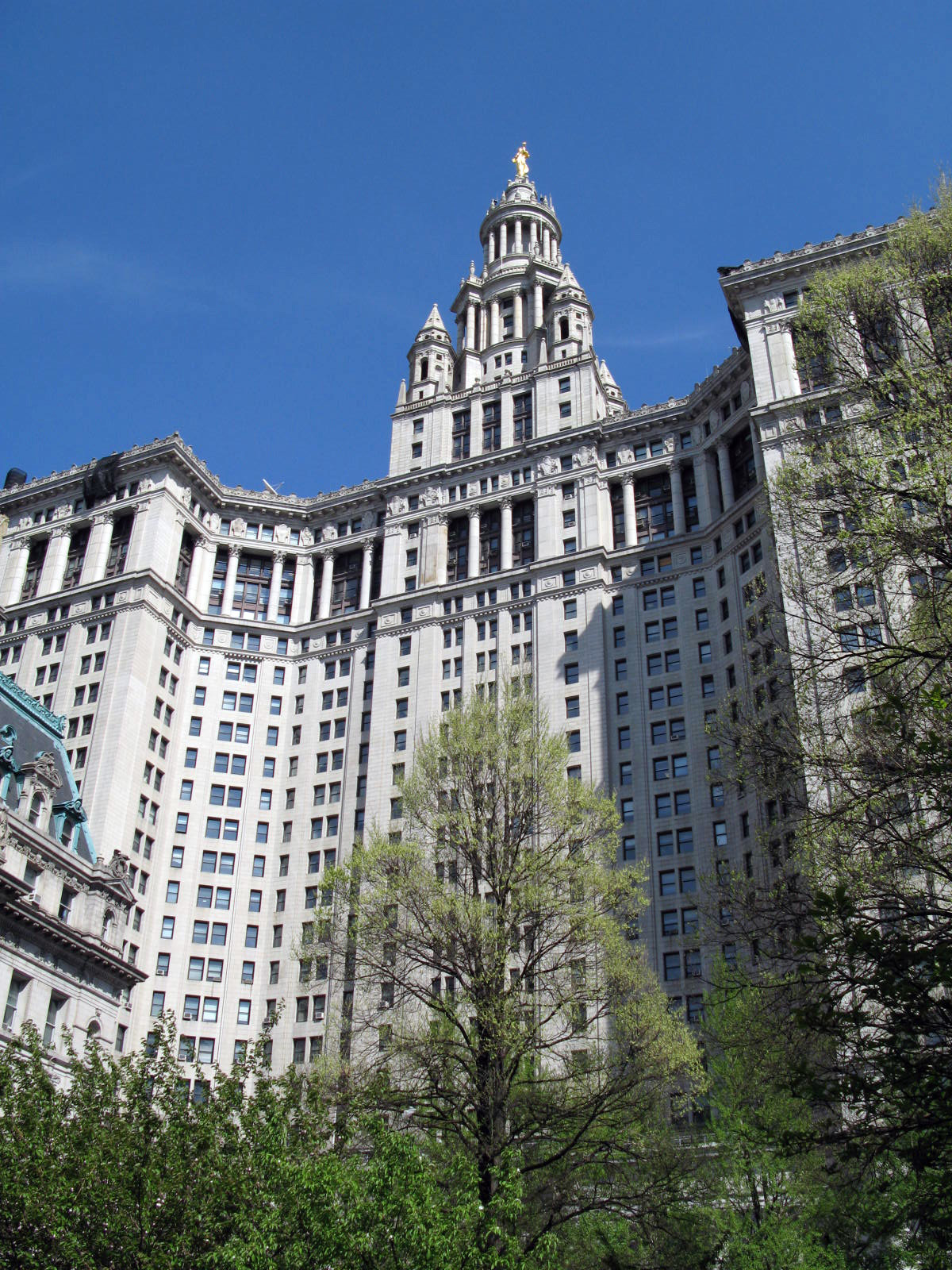
曼哈顿市政府大楼是许多市政府部门的办公地点

自1898年合并建市以来，纽约市便采用市长议会制的政府组织形式。纽约市政府要比美国其他城市的政府权力更为集中，负责公共教育、惩教机构、图书馆、公共安全、娱乐设施、环境卫生、供水和福利服务。市长和市议会议员由选举产生，任期四年。纽约市议会采取一院制，议员共51人，来自根据地理位置划分的不同选区。市长最多能够连任二届，议员最多能够连任三届，但在中断四年之后可以重新参选。

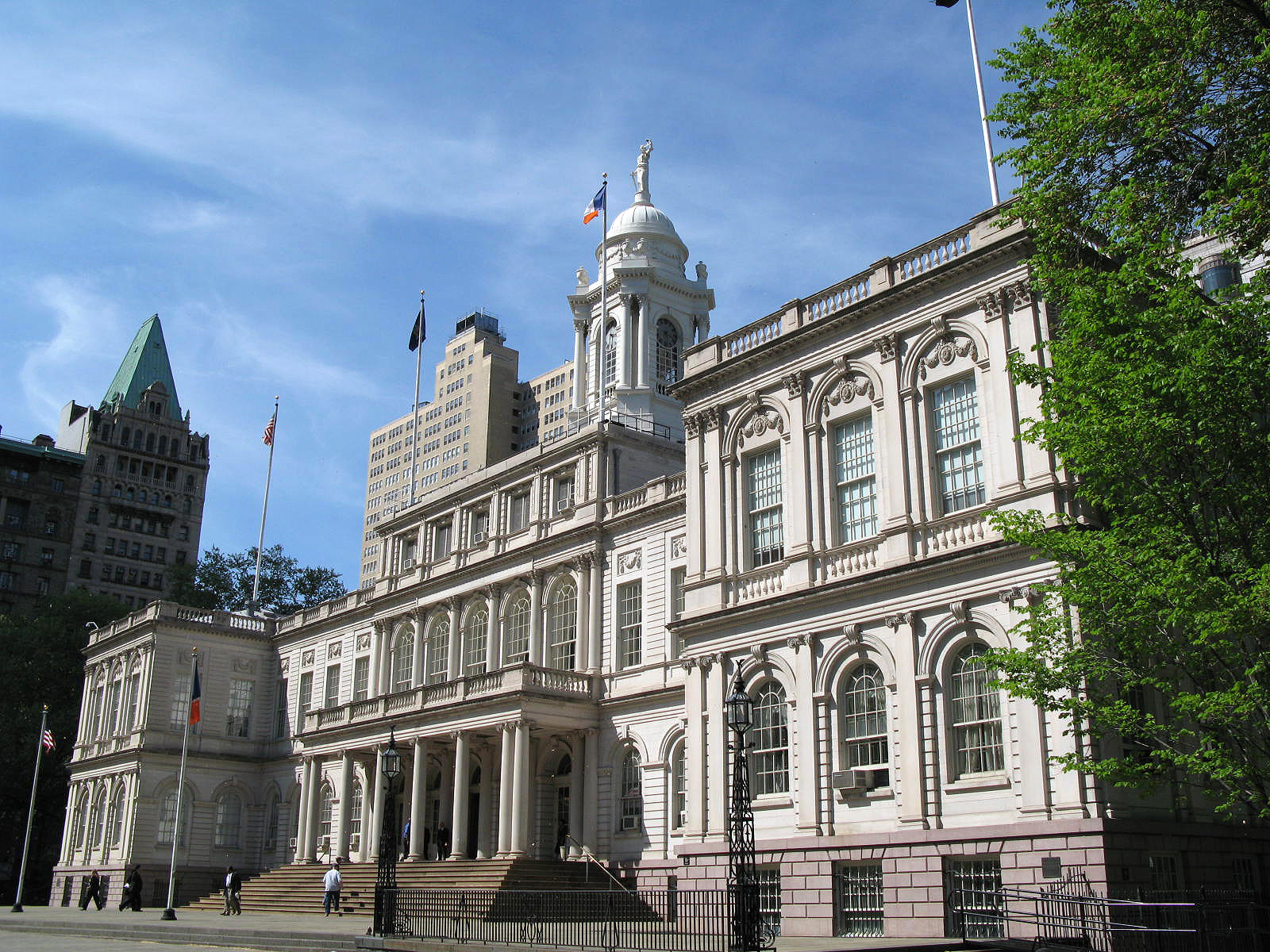
纽约市政厅是全美最老的仍在行使政府职责的市政厅

现任纽约市长为艾瑞克·亞當斯，民主党人，2022年1月1日就职。前任市長比爾·白思豪在2014年就職，此前過去20年紐約市由共和黨主政，魯迪·朱利安尼及米高·彭博先後成為紐約市長，在任期間大幅改善紐約市的治安及環境。
民主党占有大部分的公职。至2008年11月，67%的注册选民为民主党人。自1924年以来，共和党从来没有在州选举或总统选举中在纽约市取得胜利。纽约的政党纲领主要涉及保障性住房、教育和经济发展问题，劳工问题也是十分重要的一个政治议题。
1975年，在经历财政危机和州政府救助之后，纽约市财政控制委员会建立起来以监督市政支出。委员会由七人组成，其中包括纽约市市长和纽约州州长。1986年这一委员会不再直接管理市政预算，但它仍然保有监控市财政健康状况的指责。
纽约市是全美最重要的政治献金获取地，五个全国政治献金最高的邮政编码归属地有四个位于曼哈顿，其中最高者是位于上东城的10021号，这一编码区为2004年总统选举候选人乔治·W·布什和约翰·克里提供了大部分的选举资金。在联邦和州税方面纽约存在着很大的顺差：每向联邦政府上缴1美元的税收，收回83美分的联邦服务（即每年上缴比获取多114亿美元）；每年向州政府上缴的也比获取的多110亿美元。
每个行政区同时也是纽约最高法院的一个司法辖区，同时也受理其他城市和其他州法庭的事务。曼哈顿和布鲁克林分别是纽约最高法院上诉法院第一和第二区的总部所在地。与其他大城市不同的是，纽约被分归两个美国联邦地区法院管辖（同时也是两个地区法院的所在地）：美国纽约南区联邦地区法院，位于市政厅附近的弗利广场，管辖曼哈顿和布朗克斯；美国纽约东区联邦地区法院，位于布鲁克林，管辖布鲁克林、皇后区和斯塔滕岛。美国联邦第二巡回上诉法院和美国国际贸易法院同样位于曼哈顿的弗利广场。

### 環境
紐約的公共交通使用率為全美最高，汽油消耗量与1920年代全美平均水平相近。據2006年統計，其極高的公共交通使用率在當年就省下了18亿美制加仑（6,800,000立方米）的石油消耗量，光是紐約市省下的油量就達到是全美公共交通省油量的一半。紐約市人口密度高，公共交通使用率高，汽車使用率低，使得之成為全美最節能的城市之一。人均溫室氣體排放量只有7.1公噸，與全美平均24.5公噸相較起來要低很多，全市人口數雖佔全國人口2.7%，但溫室氣體排放量只佔全國排放量的百分之一，紐約居民所耗費的電量比舊金山居民耗費量的一半還少，是達拉斯居民的近四分之一。

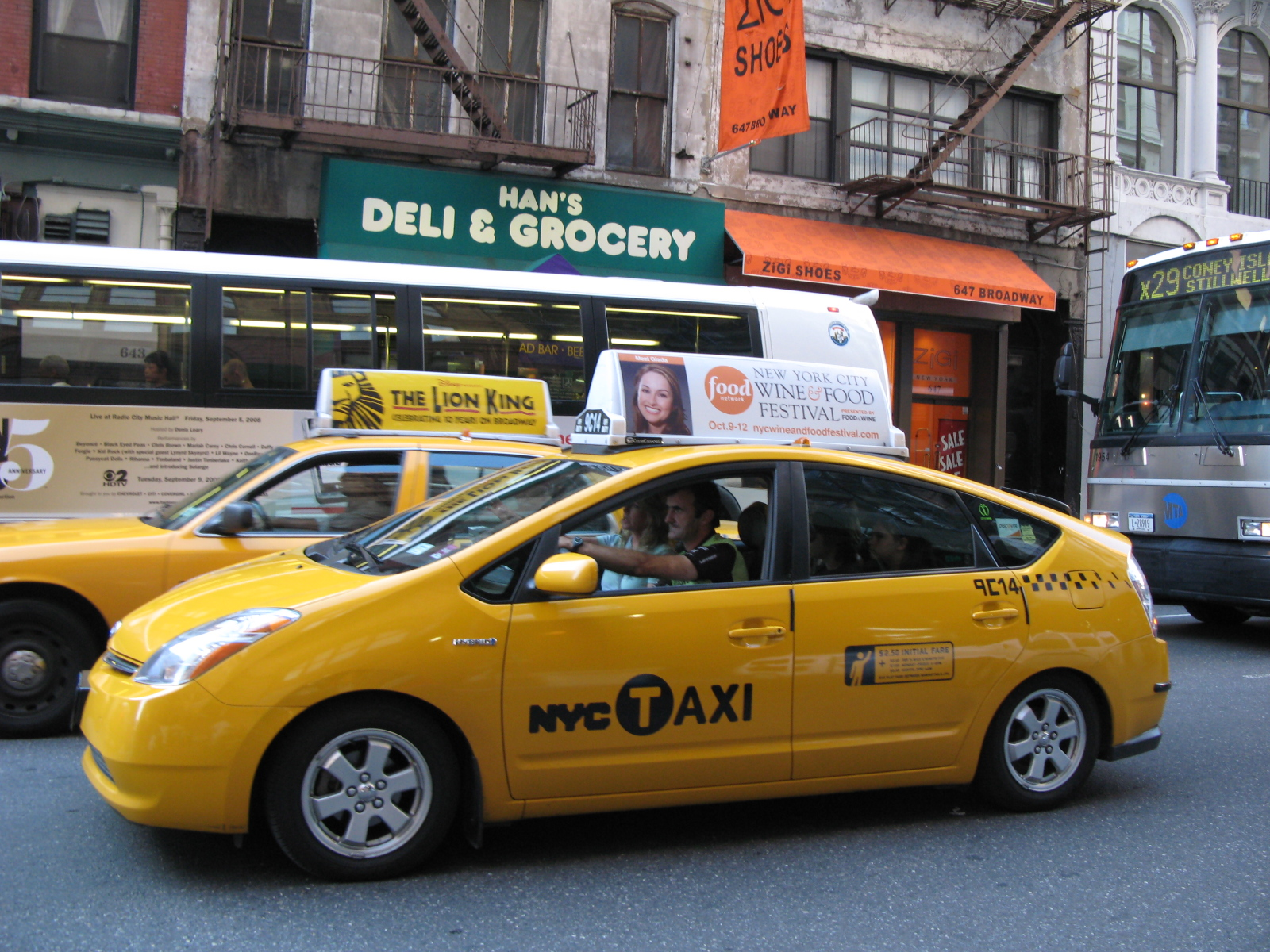
據2010年7月統計，紐約市有3,715輛混合動力計程車投入營運，数量为北美最多

近年來，紐約市開始實施計畫欲減低对環境的衝擊。市内大量且集中的空氣污染导致氣喘和其他呼吸道疾病在纽约市民身上的發生率较高。市政府被要求只能采购最節能的設備，以供市政府辦公室和公共住宅使用。此外，纽约有全国最多的使用清洁空气柴油混合動力和壓縮天然氣的公車，至2010年中有3,715輛混和動力計程車和清洁柴油車輛，佔全市計程車輛總數的28%，位居北美第一。
紐約市政府曾在马萨诸塞州诉美国国家环境保护局案中發起訴願，要求美國國家環境保護局將溫室氣體歸類为汙染物，此外市政府也主導綠色建築的興建，如赫斯特大樓。
紐約市內的飲用水由卡茲奇山流域保护区供應，由於該地區水源得到保护较好，自然过滤系统完整，纽约成为全美四个不須經過水處理即可配送饮用水的大城市之一。

### 治安

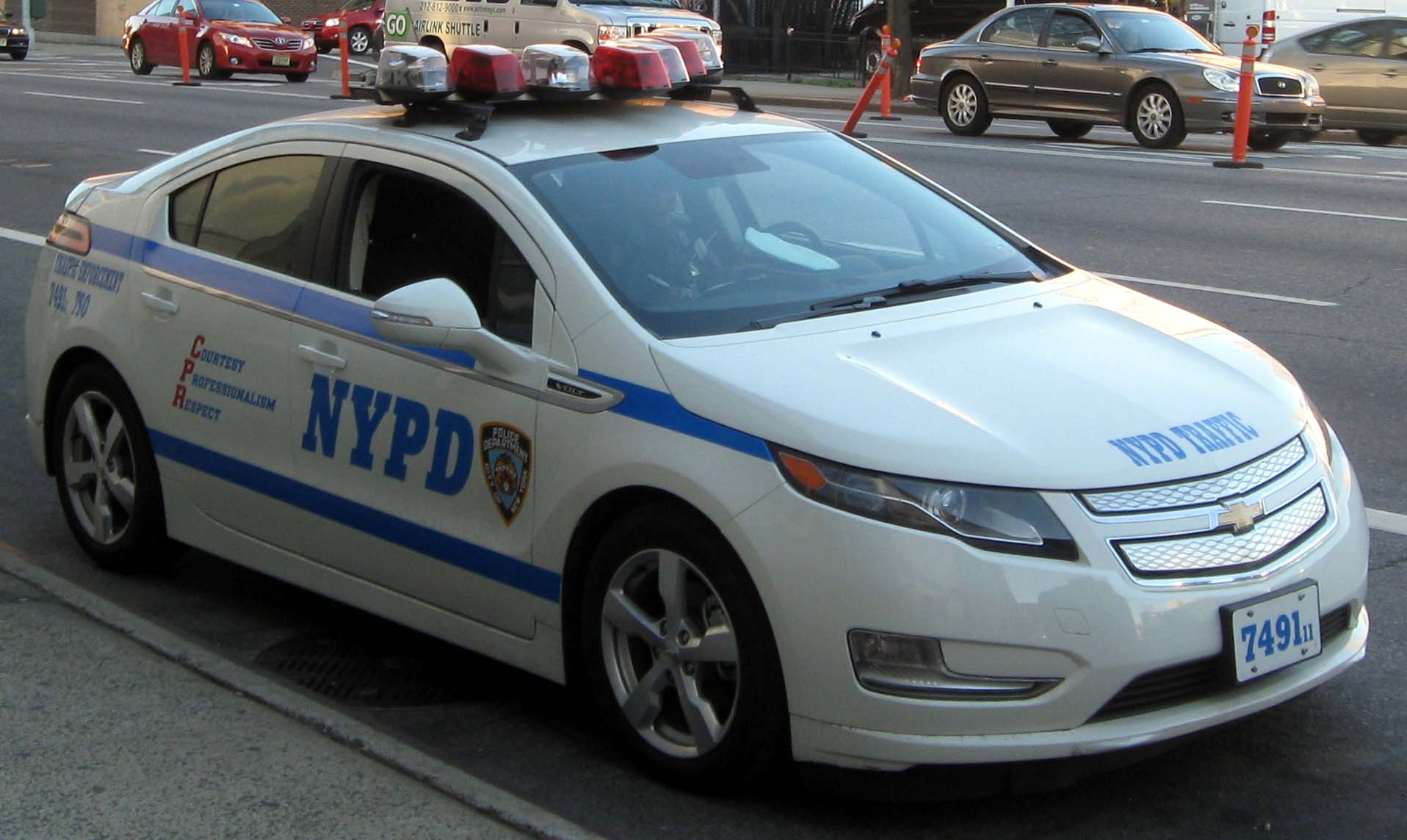
纽约市警察局交警警车

纽约市警察局有正式警员35,000人，数目在美国高居第一。2012年，在全美大城市中，纽约的犯罪率为最低，谋杀率则为第二低，与1980年代和1990年代的犯罪高潮期相比要安全了许多。至2002年，纽约的犯罪率与犹他州的普若佛相当，在全美人口超过100,000的216座城市中排名第197。
1993年至2005年间，纽约的暴力犯罪数量下降了75%，并且在全国水平上升的同时保持持续下降。2005年，纽约的谋杀率达到了自1966年来的最低点，而在2007年，纽约的谋杀案件数量少于500起，这是自1963年公开犯罪数据以来首次达到这一水平。2010年上半年，95.1%的谋杀案受害者和95.9%的枪击案受害者为黑人或拉丁裔，此外90.2%因谋杀被捕的和96.7%因枪击被捕的人为黑人或拉丁裔。2013年纽约的谋杀率达到了新低，并远低于美国其他大城市。2012年，纽约市警察局的盘查搜身策略受到了争议。
社會學家和犯罪學家目前對於犯罪率大幅下降的原因還未达成共識。有些人認為原因是紐約市警察局所採取的新策略，例如電腦輔助的CompStat犯罪處理系統以及破窗效應理论的运用。其他人則認為是因為霹靂可卡因热潮的消退及人口結構的改變。还有人认为上世纪中期的犯罪潮源自汽车尾气排放造成的铅污染导致智力水平的降低和侵略性的增强，而纽约这样的大城市受其影响最严重。1970年代，铅从美国汽油中退出，纽约和其他大城市的暴力犯罪率开始普遍下降。
有组织犯罪长期都是纽约的一大问题，1820年代即在曼哈顿五岔路出现了四十大盗和蟑螂卫队这样的团伙。20世纪由五大家族主宰的黑手党崛起，至今仍是当地规模最大和最有权势的犯罪组织。20世纪末崛起的还有黑桃帮一类的黑帮团伙。早至1850年，纽约便有超过200次帮派战争，主要在青年黑帮间进行。如今纽约最知名的黑帮包括血幫、瘸幫、拉丁国王和MS-13。

## 交通

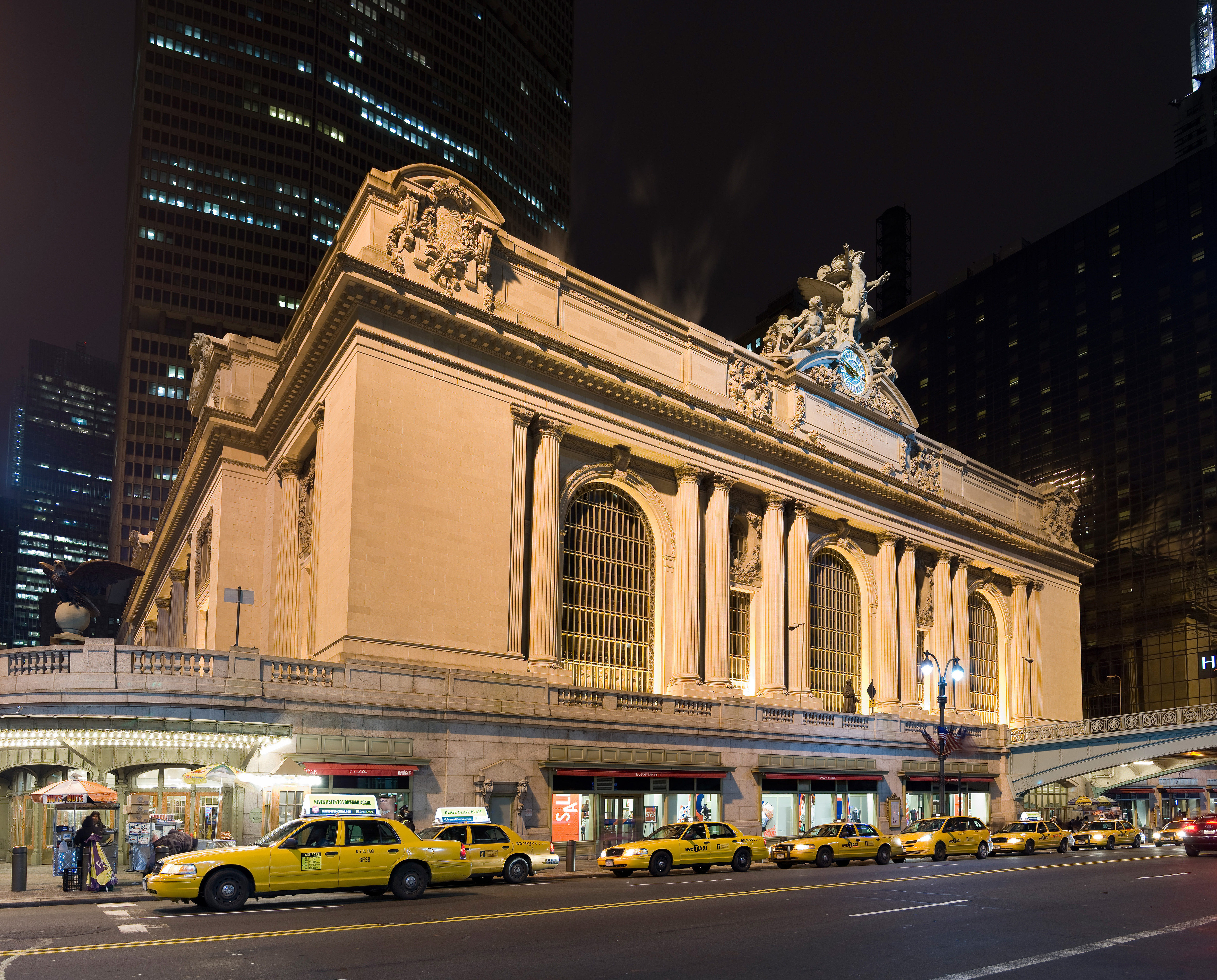
纽约是全美两个最繁忙的铁路车站的所在地，其中就包括大中央车站

纽约的公共交通系统多为24小时营运，为全美最复杂，规模最大，全美国1/3的公共交通使用者和2/3的铁路乘客居住于纽约都会区。著名的纽约地铁是西半球最为繁忙的轨道交通系统，而大中央车站则是全球月台数最多的火车站。纽约还拥有世界上最繁忙的空域之一。乔治华盛顿大桥连接曼哈顿和新泽西州博根县，是世界上最繁忙的机动车桥梁。
公共交通在纽约广受欢迎。2005年，54.6%的纽约人運用公共交通系統上班，而在美国其他地方，90%的人驾车上班，与之形成鲜明对比。根据美国人口调查局调查，纽约居民每日花费38.4分钟前往上班，在全国大城市中时间最长，但由于公共交通的使用率较高，他们同时花费（相对于家庭收入）也较少，与其他城市居民相比，每年总共在交通上省下190亿美元。

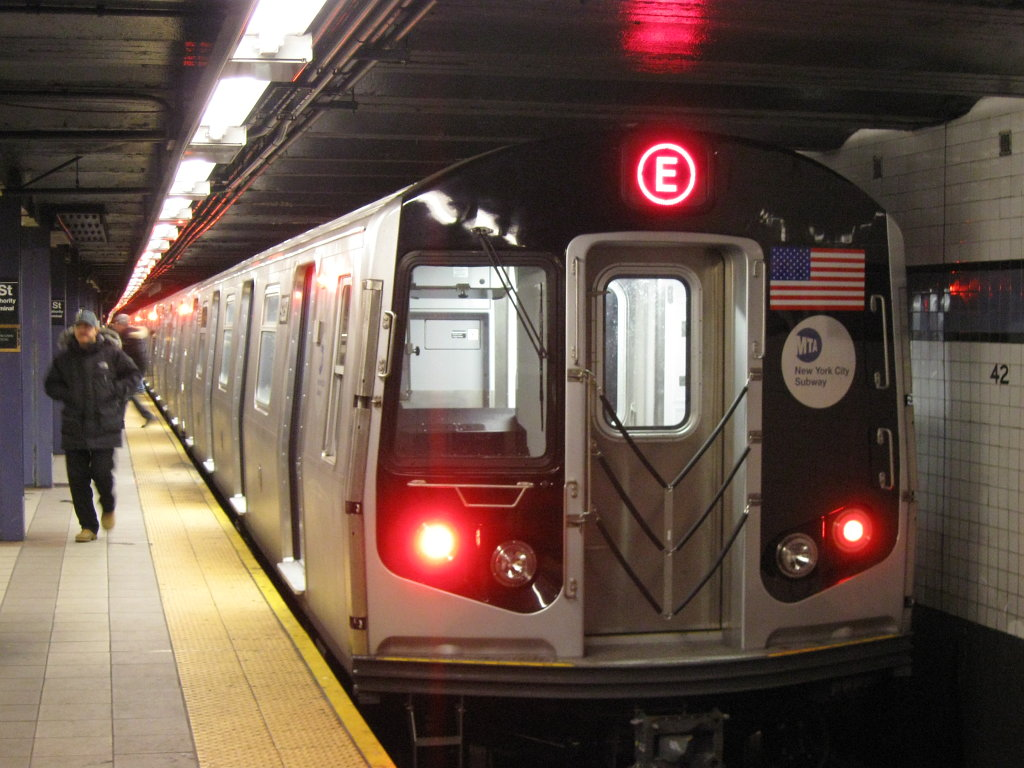
纽约地铁是美國线路最长和车站数量最多的地铁系统

纽约由美铁服务，车站分別位于宾夕法尼亚车站及大中央車站，连接东北走廊的波士顿、费城和华盛顿特区，以及提供通往其他北美城市的长途服务。纽新航港局客运总站是纽约城际巴士服务的总站，也是全球最繁忙的巴士站，每日服务7,000辆巴士和200,000名乘客。
纽约地铁的車站达到468个，数目为全球最多，线路为美國最长，近年乘客数量約居世界第七位。值得注意的是，纽约地铁保持24小时运行，而多数城市则在夜间停止营运，香港、伦敦、巴黎、上海、首尔和东京都不例外。
纽约的交通系统还包括全美洲最长的悬索桥、同时也是世界最长悬索桥之一的韦拉札诺海峡大桥，世界第一条机械通风的行车隧道荷兰隧道，超过12,000辆黄色出租车，连接罗斯福岛和曼哈顿岛的罗斯福岛空中缆车，以及将曼哈顿与城内城外诸多地点连接起来的渡轮系统。

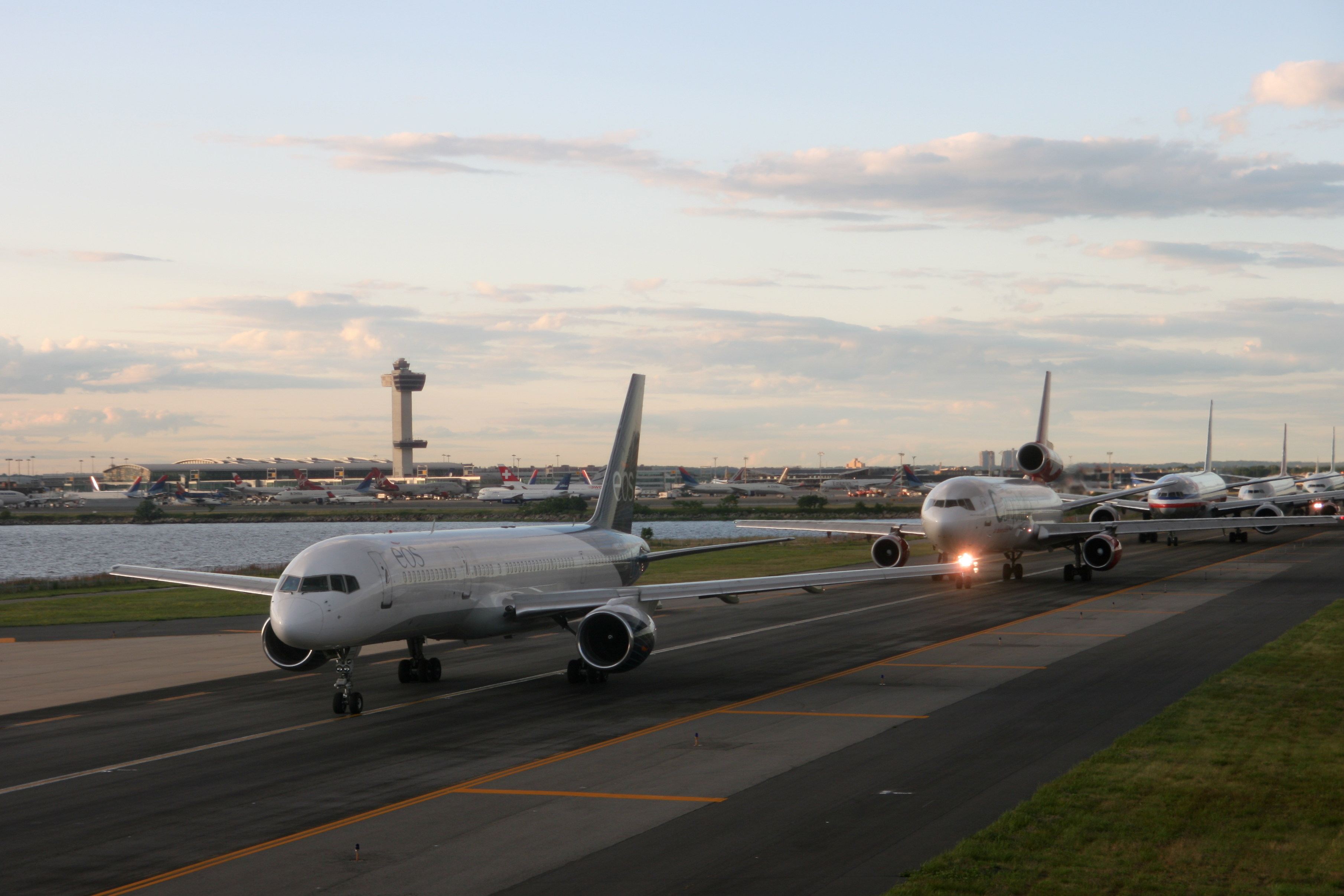
截至2011年，位于皇后区的约翰·肯尼迪国际机场是北美国际旅客吞吐量最多的机场

史泰登岛渡轮是全美最繁忙的渡轮线路，每年搭载近2000万旅客往来于斯塔滕岛和曼哈顿下城间5.2英里（8.4）的水域。斯塔滕岛铁路系统专为斯塔滕岛服务。纽新港務局过哈德逊河捷运连接曼哈顿下城与新泽西州东北部，主要目的地为霍博肯、泽西市和纽瓦克，同样24小时营运，这意味着全球四个24小时营运的快速交通系统中有两个位于纽约（另两个是芝加哥地铁的部分线路及费城的港务局交通公司高速线）。
纽约的公共巴士数量为北美最多，通勤铁路系统为北美最大。这一铁路系统由长岛铁路、大都会北方铁路和新泽西交通公司组成，将纽约市与市郊三州地区连接起来，最后汇集于大中央车站和纽约宾夕法尼亚车站，总共包括超过250个车站和20条线路。
纽约是国际空乘旅客进入美国的大门，这一地区有三大主要机场，包括两个国际航线丰富的约翰·肯尼迪国际机场与纽瓦克自由国际机场，一个主要运营国内航线的拉瓜迪亚机场。虽然纽瓦克自由国际机场并不在纽约市内而在新泽西州，但习惯上被纳入纽约机场。IATA代码“NYC”即是这三个机场的合称。纽约有全美最繁忙的空域，2005年使用三个机场的旅客达到1亿人次，2004年从肯尼迪国际机场和纽瓦克国际机场出国的旅客占全美的四分之一。纽约与新泽西港務局还计划通过第四个机场来扩充旅客规模，即位于纽约州纽堡附近的斯图尔特国际机场。

韦拉札诺海峡大桥是全球最长的悬索桥之一，横跨纳罗斯水道，连接布鲁克林和斯塔滕岛

纽约的高公共交通使用率、近120,000名单车者和为数众多的步行上班者使之成为美国最为节能的城市。步行和单车占全市交通方式的21%，而在全国范围内为8%。2011年，纽约被评为全美最适宜步行的城市。2013年夏季，花旗银行为纽约市赞助10,000辆公共单车，昆尼皮亚克大学的调查表明大部分纽约人都支持这一单车共享计划。
纽约还拥有庞大的高速公路网络，与其公共交通系统相互补充，将之与新泽西州北部、威斯特徹斯特县、长岛及西南康涅狄格州通过数条桥梁与隧道连接起来。由于这些公路同时也是数百万市郊居民入城上班的干道，长达数小时的交通堵塞状况几乎每日都会发生，在高峰时段尤其如此。
纽约虽然对公共交通相当依赖，但道路仍然是城市的重要组成部分。曼哈顿的道路布局在很大程度上影响了该市的发展。纽约的许多道路都成为了某一项产业的代名词，例如百老汇之于戏剧，华尔街之于金融，麦迪逊大道之于广告和第七大道之于时尚。

## 军事
汉密尔顿堡是美军唯一位于纽约市的活动军事设施，于1825年创建于布鲁克林一个独立战争时期的炮台，是美国历史最久的军事设施之一。如今汉密尔顿堡是美国陆军工程兵团北大西洋师以及纽约市征兵营的总部。同时，第1179交通旅、第722航空医疗分队也位于此处。
非活动的旧军事设施包括斯塔滕岛的华兹华斯堡和皇后区的托滕堡。这两处设施仍旧用于军事训练及国民警卫队的活动。

## 國際交流

### 友好城市
纽约在历史上有以下十二个友好城市：
| 城市       | 國家           | 締結日期  |
| ---------- | -------------- | --------- |
| 东京       | 日本           | 1960      |
| 北京       | 中华人民共和国 | 1980      |
| 开罗       | 埃及           | 1982      |
| 马德里     | 西班牙         | 1982      |
| 圣多明各   |                | 1983      |
| 布达佩斯   | 匈牙利         | 1992      |
| 上海       | 中华人民共和国 | 1993.11.9 |
| 罗马       | 義大利         | 1992      |
| 耶路撒冷   | 以色列         | 1993      |
| 伦敦       | 英国           | 2001      |
| 约翰尼斯堡 | 南非           | 2003      |
| 巴西利亚   | 巴西           | 2004      |

### 全球推广网络
2006年，纽约友好城市项目公司（Sister City Program of the City of New York, Inc.）重组并更名为纽约全球合作伙伴（New York City Global Partners），标志着纽约正透过该项目建设的全球城市网络，推广市民与决策者间的思想交流及创新。与纽约建立关系的历史性友好城市均被纳入该网络。。
| 纽约全球伙伴城市列表 |
| --- |
| 非洲 - 加纳，阿克拉 - 衣索比亞亚的斯亚贝巴 - 南非开普敦 - 奈及利亞拉各斯 - 内罗毕 亚洲及环太平洋地区 - 印度德里 - 印度班加罗尔 - 印度孟买 - 以色列特拉维夫 - 泰國曼谷 - 中国广州 - 中国重庆 - 中国上海 - 中国沈阳 - 香港 - 阿联酋迪拜 - 达卡 - 越南胡志明市 - 巴基斯坦卡拉奇 - 马来西亚吉隆坡 - 菲律賓马尼拉 - 首尔 - 新加坡 - 臺灣台北市 大洋洲 - 墨尔本 - 悉尼 欧洲 - 荷蘭阿姆斯特丹 - 荷蘭海牙 - 荷蘭鹿特丹 - 西班牙巴塞罗那 - 爱尔兰都柏林 - 爱尔兰贝尔法斯特 - 德国柏林 - 德国杜塞尔多夫 - 德国汉堡 - 德国海德堡 - 德国慕尼黑 - 比利时布鲁塞尔 - 比利时安特卫普 - 羅馬尼亞布加勒斯 - 丹麦哥本哈根 - 苏格兰格拉斯哥 - 瑞士日内瓦 - 芬兰赫尔辛基 - 乌克兰基辅 - 葡萄牙里斯本 - 盧森堡卢森堡市 - 法國巴黎 - 法國里昂 - 義大利米兰 - 俄羅斯莫斯科 - 俄羅斯圣彼得堡 - 挪威奥斯陆 - 捷克布拉格 - 科索沃普里什蒂纳 - 瑞典斯德哥尔摩 - 奥地利维也纳 - 波蘭华沙 - 土耳其伊斯坦布尔 北美 - 美国马里兰州，巴尔的摩 - 美国马萨诸塞州，波士顿 - 美国伊利诺伊州，芝加哥 - 美国加利福尼亚州，洛杉矶 - 美国宾夕法尼亚州，费城 - 加拿大安大略省，渥太华 - 加拿大阿尔伯塔省，卡尔加里 - 加拿大魁北克省，蒙特利尔 - 加拿大阿尔伯塔省，埃德蒙顿 - 加拿大魁北克省，魁北克城 - 加拿大安大略省，多伦多 - 加拿大不列顿哥伦比亚省，温哥华 - 加拿大不列顿哥伦比亚省，维多利亚 - 加拿大马尼托巴，温尼伯 中南美 - 墨西哥莫雷洛斯州，库埃纳瓦卡 - 墨西哥联邦首都区，墨西哥城 - 墨西哥新利昂州，蒙特雷 - 巴拿马巴拿马城 - 哥伦比亚波哥大 - 哥伦比亚麦德林 - 阿根廷布宜诺斯艾利斯 - 阿根廷科尔多瓦 - 委內瑞拉加拉加斯 - 智利圣地亚哥 - 秘魯利马 - 巴西里约热内卢 - 巴西圣保罗 - 巴西库里蒂巴 |

## 人文景观

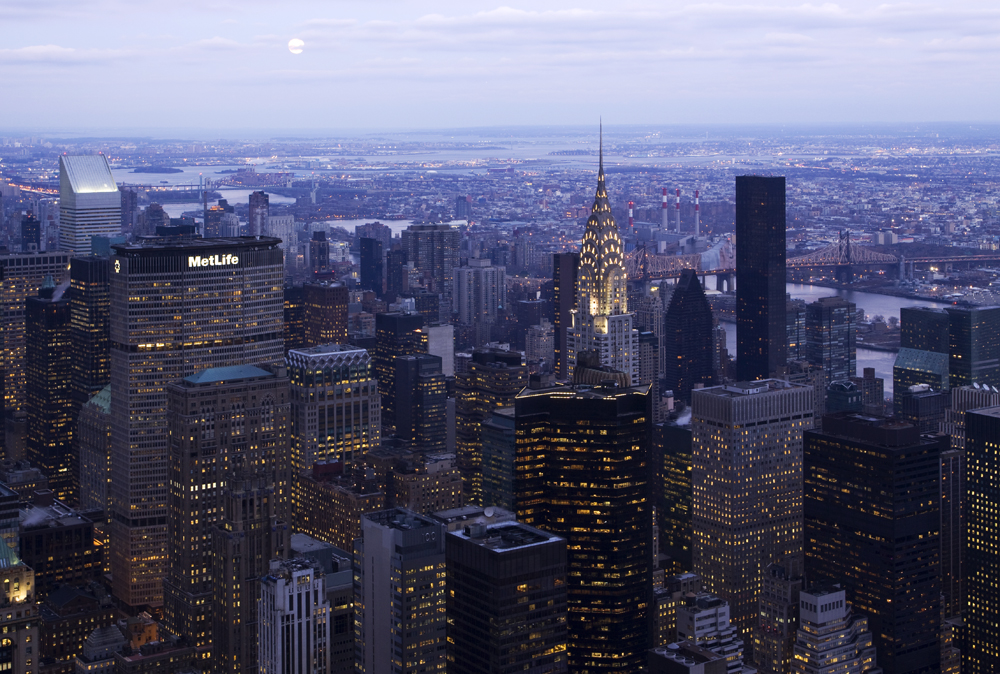
克莱斯勒大厦
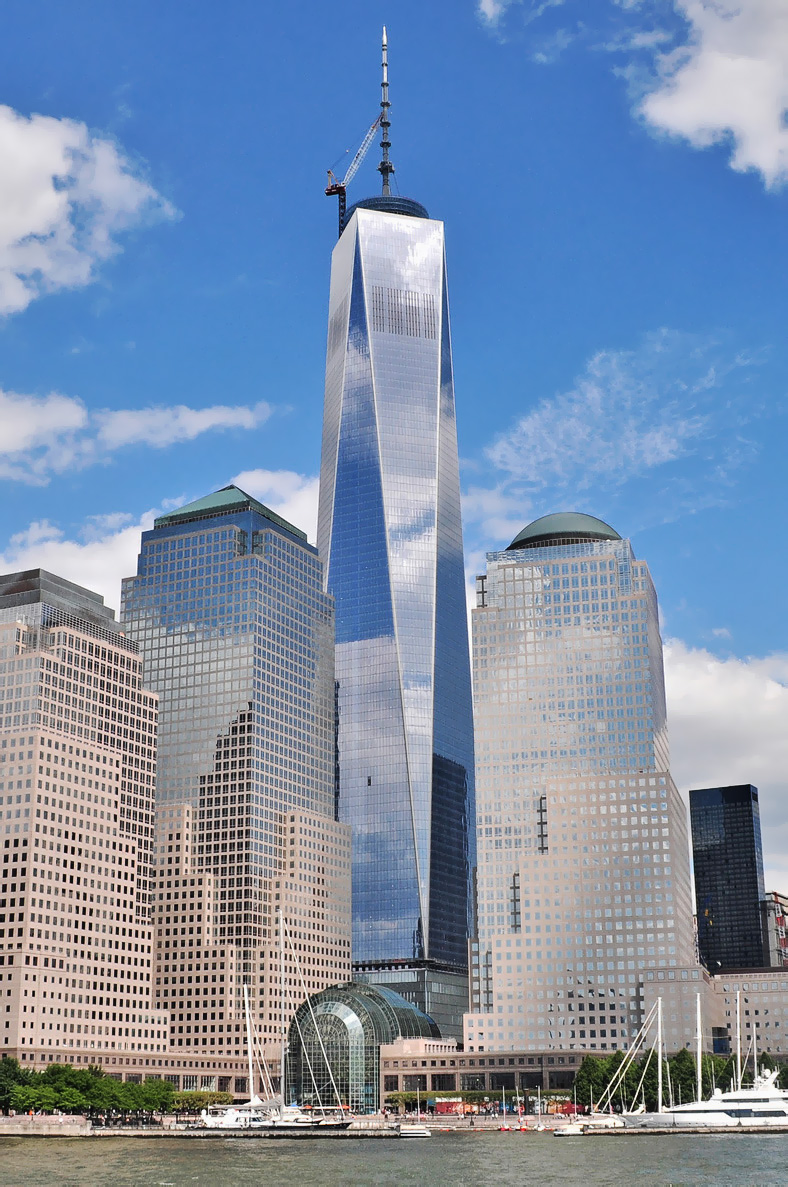
世界貿易中心一號大樓，曼哈顿下城
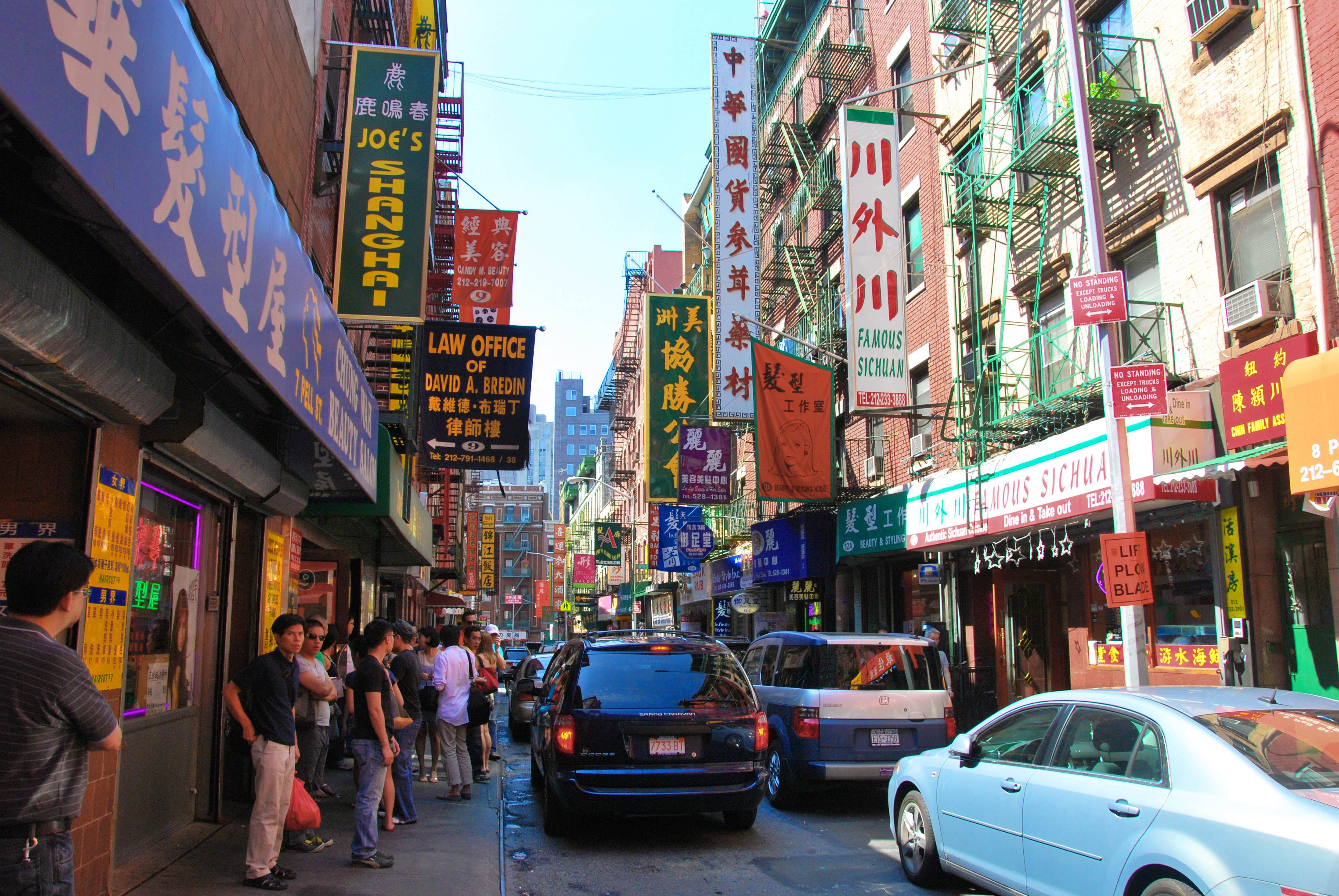
紐約市曼哈頓，紐約華埠
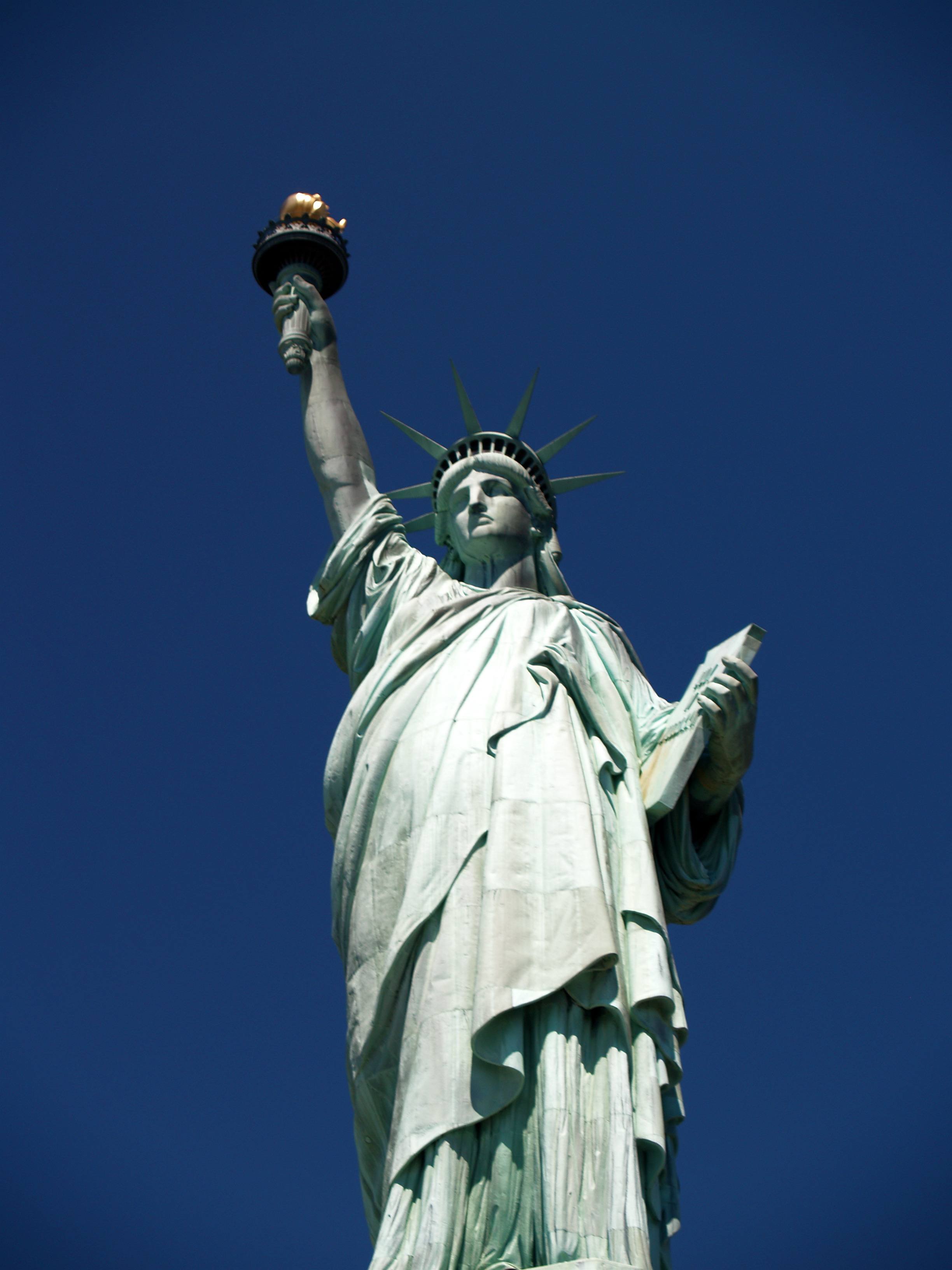
自由女神像
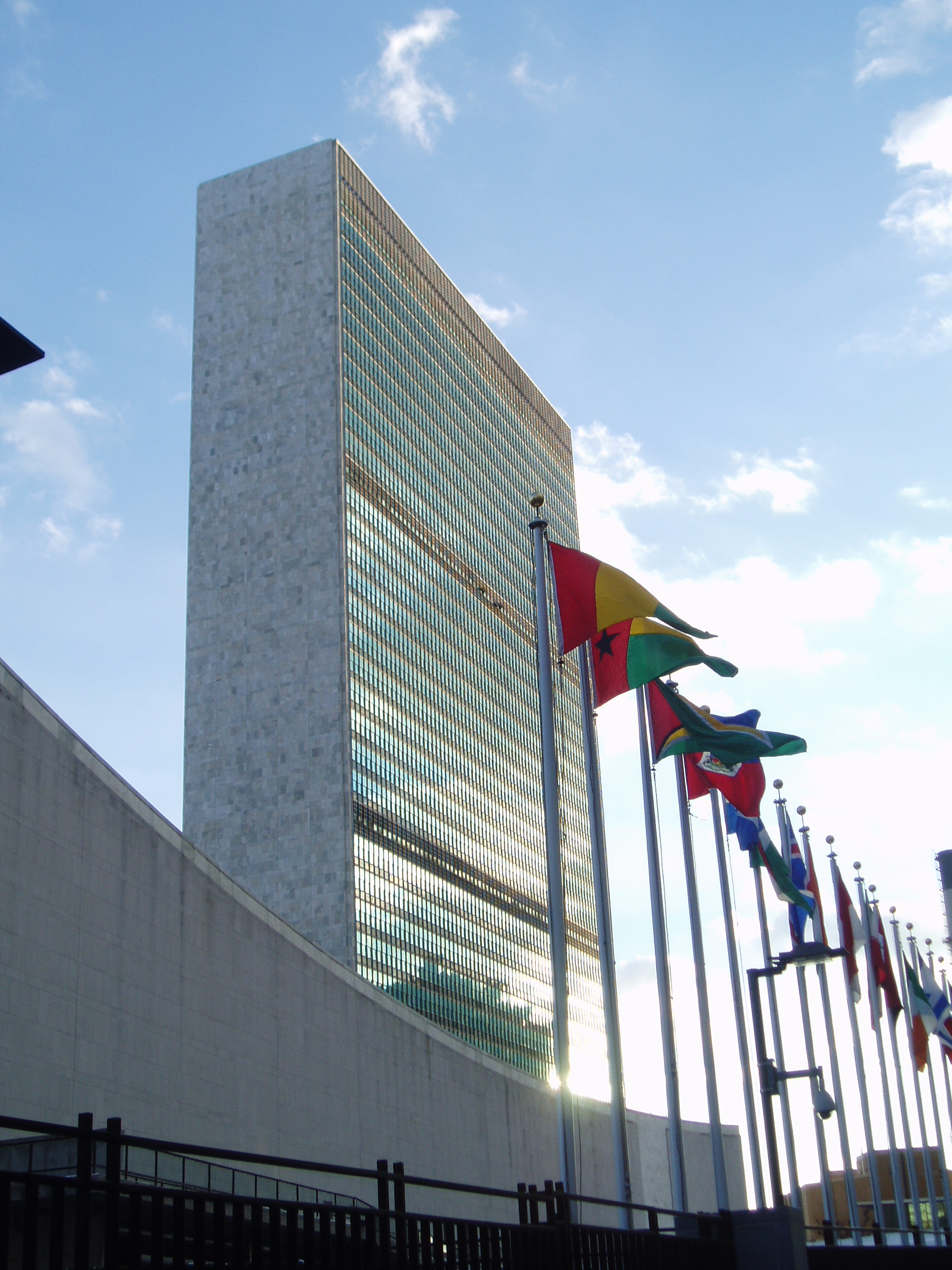
联合国总部大楼
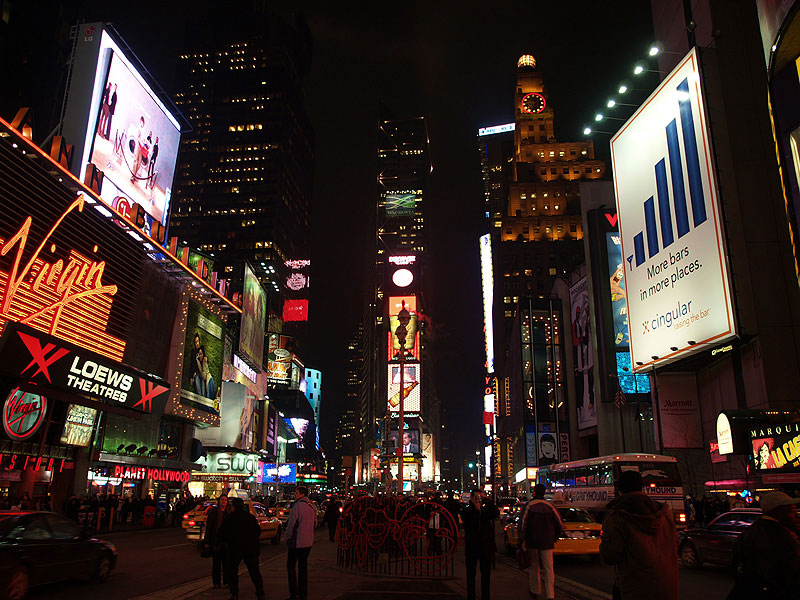
時報廣場夜景
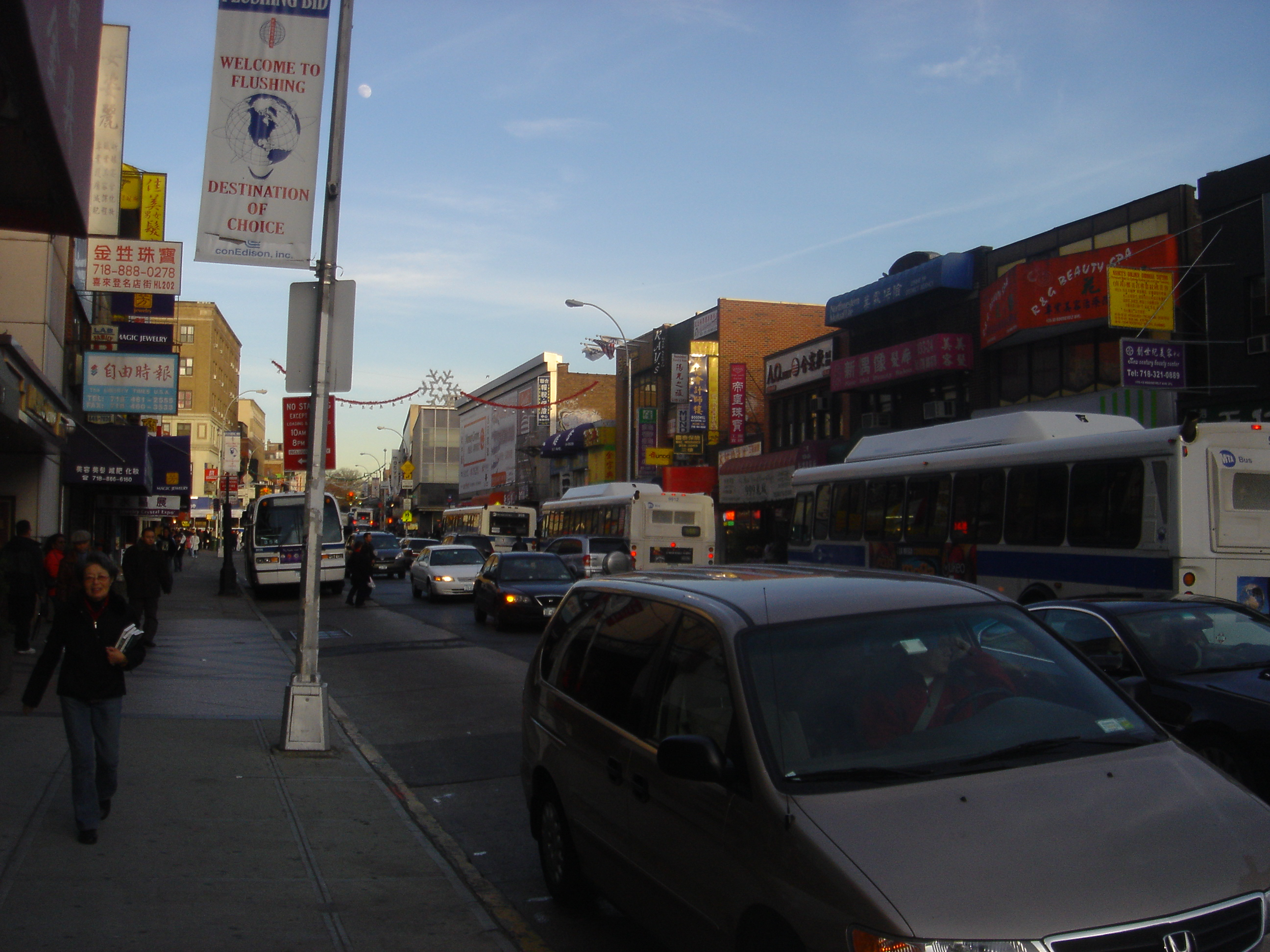
法拉盛華埠
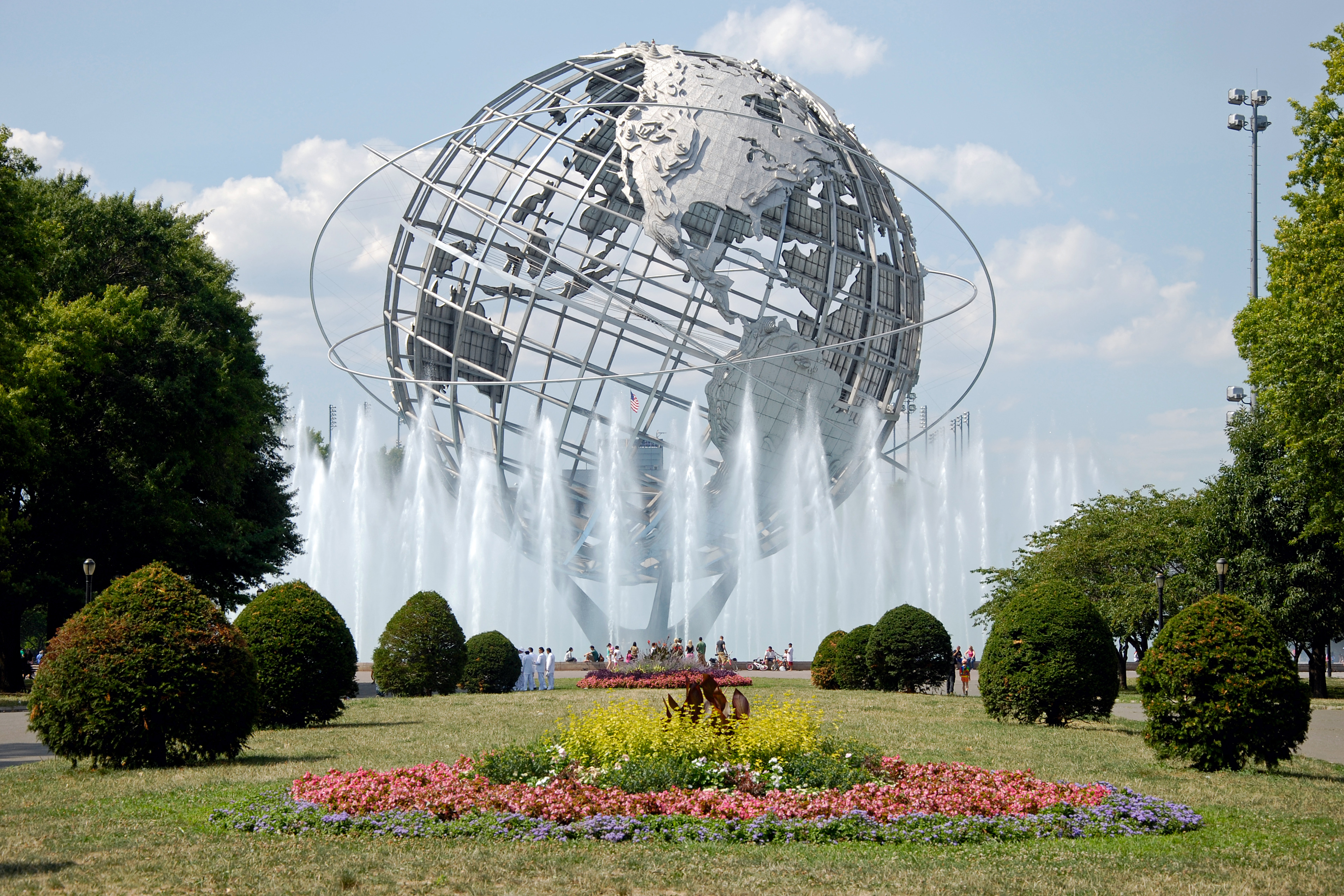
法拉盛草原可乐娜公园法拉盛大地球仪
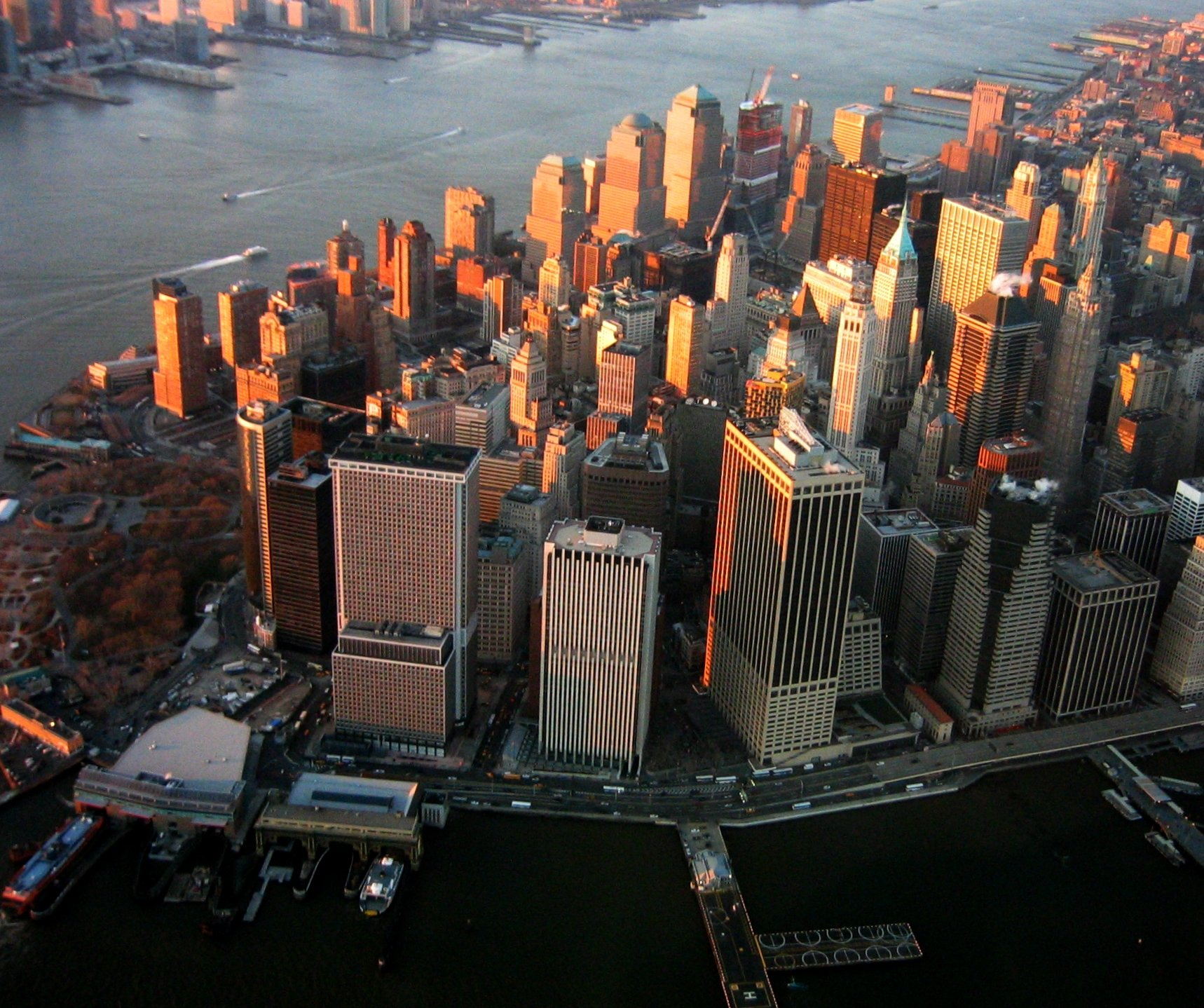
紐約曼哈顿
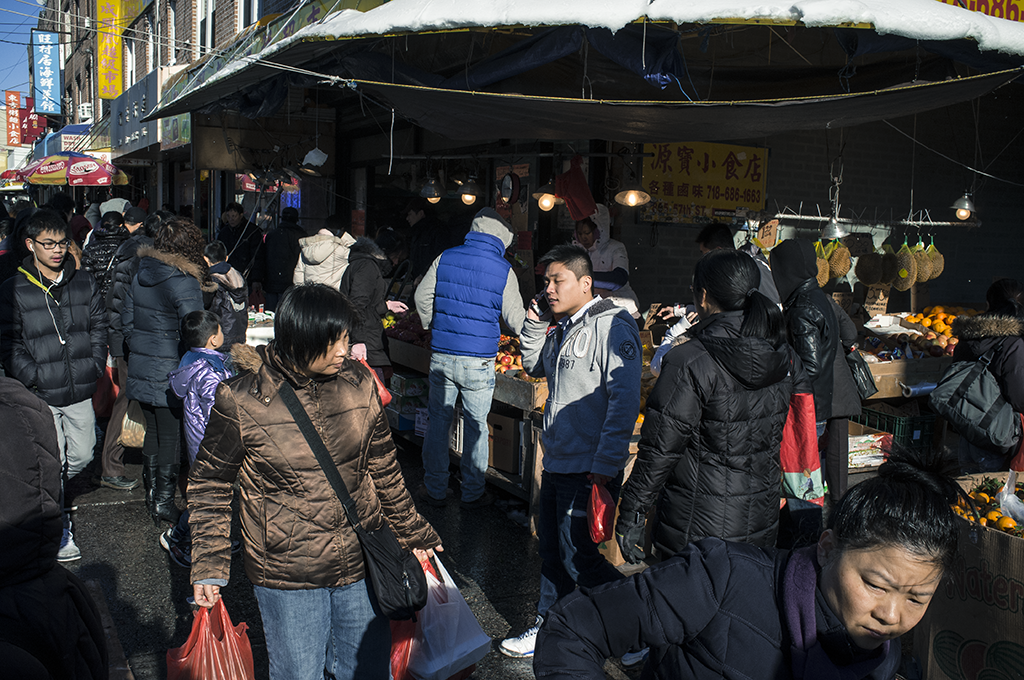
布鲁克林华埠，布鲁克林区
華盛頓廣場公園
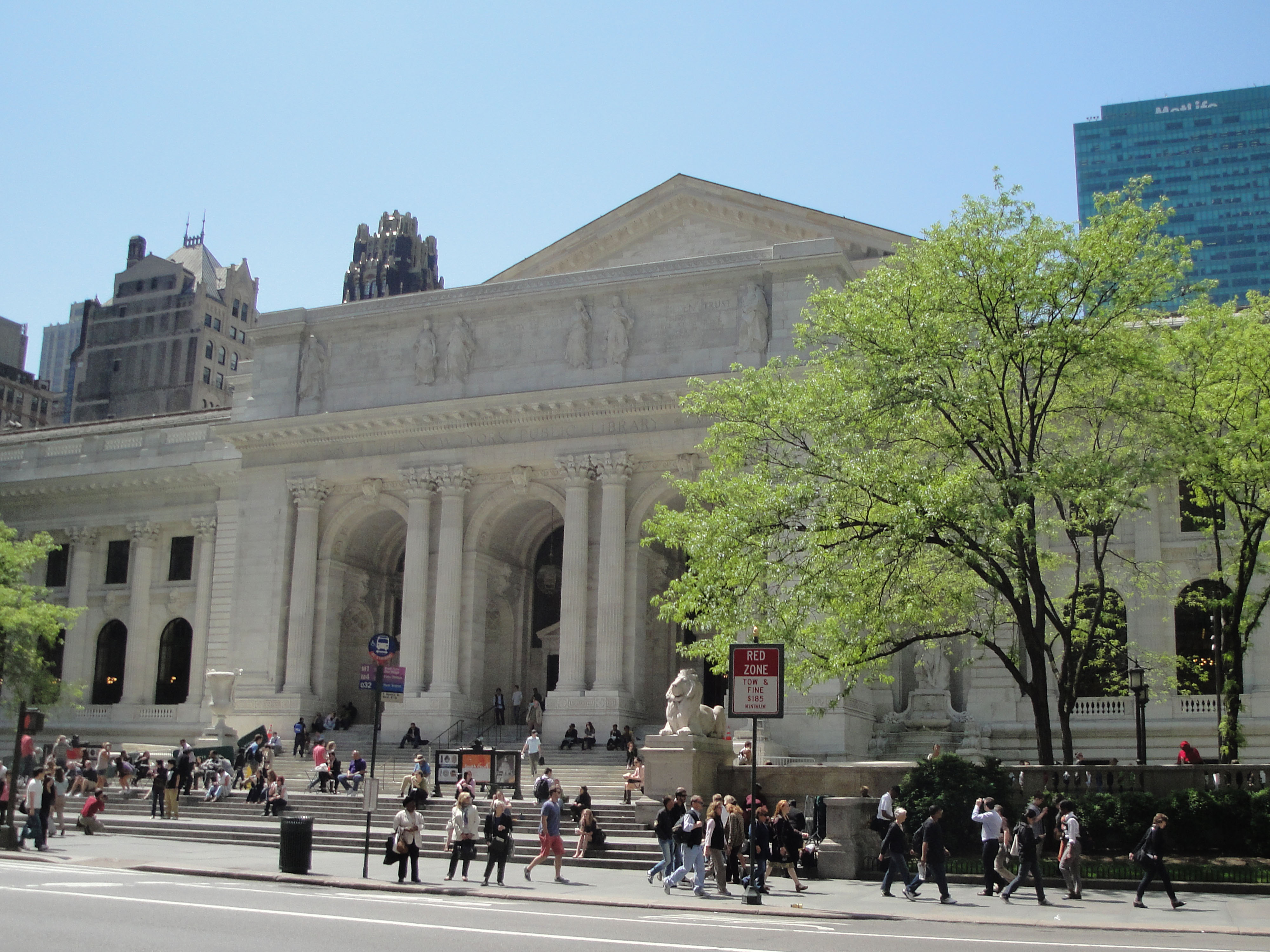
紐約公共圖書館
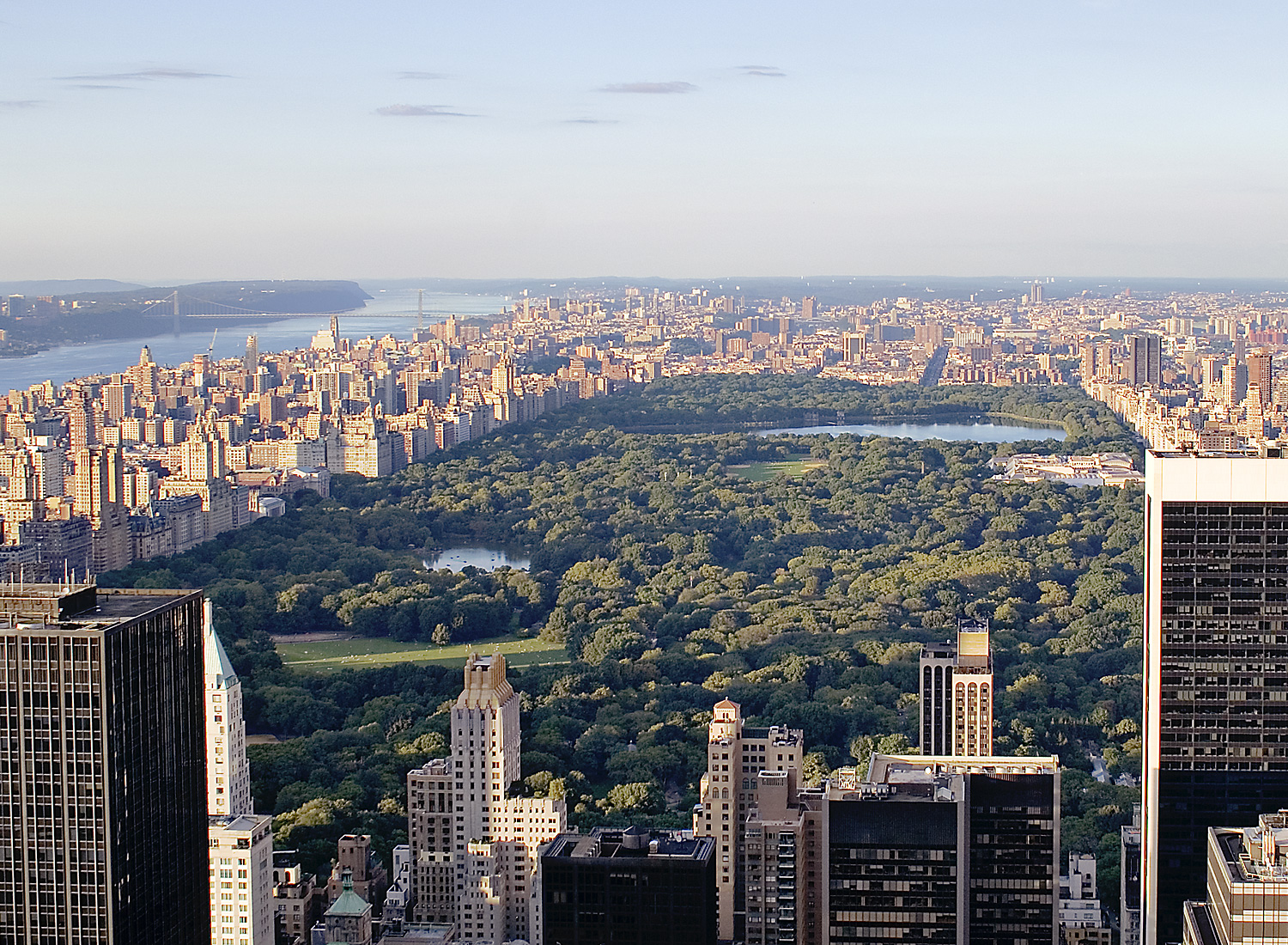
俯瞰中央公園
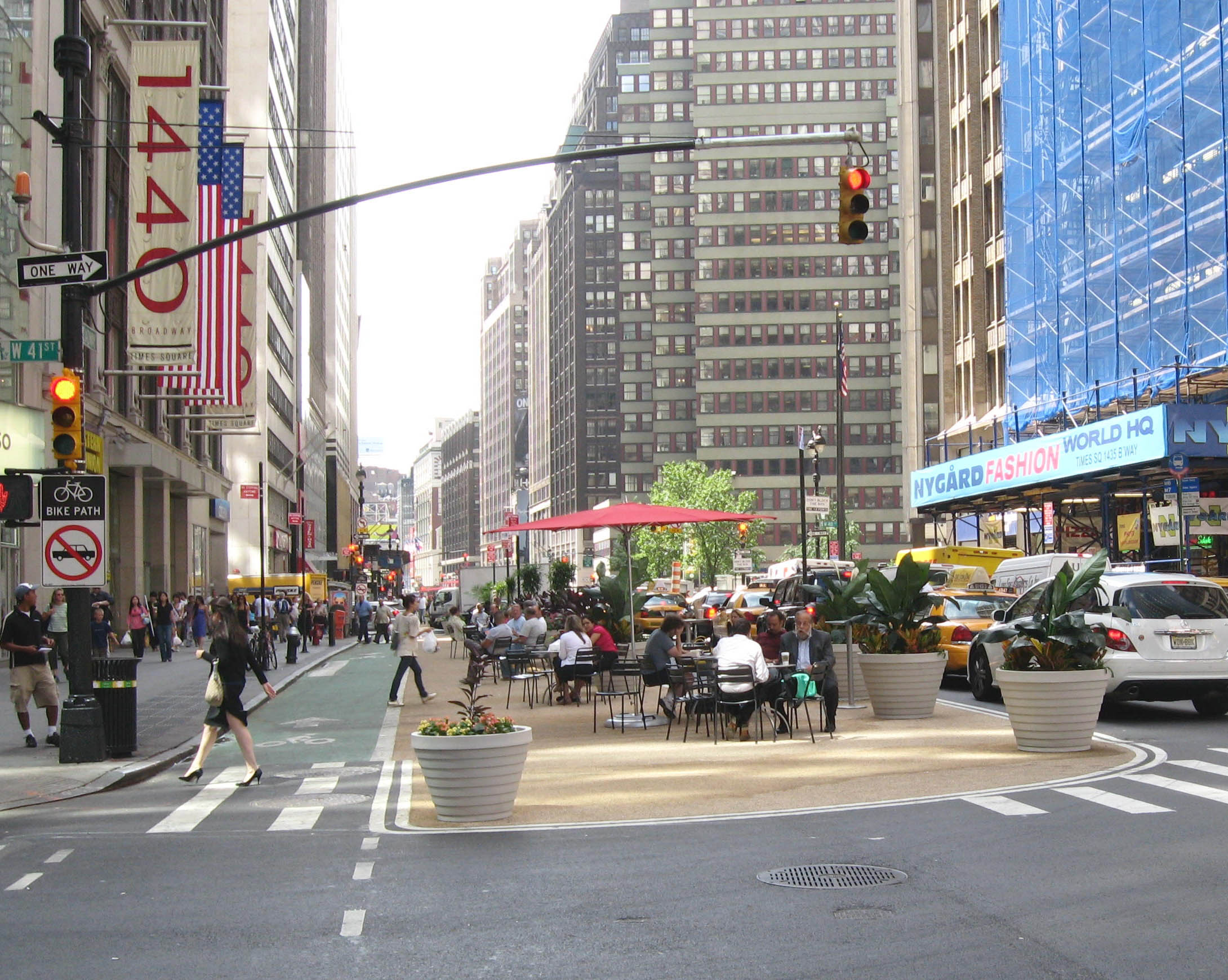
百老匯广场
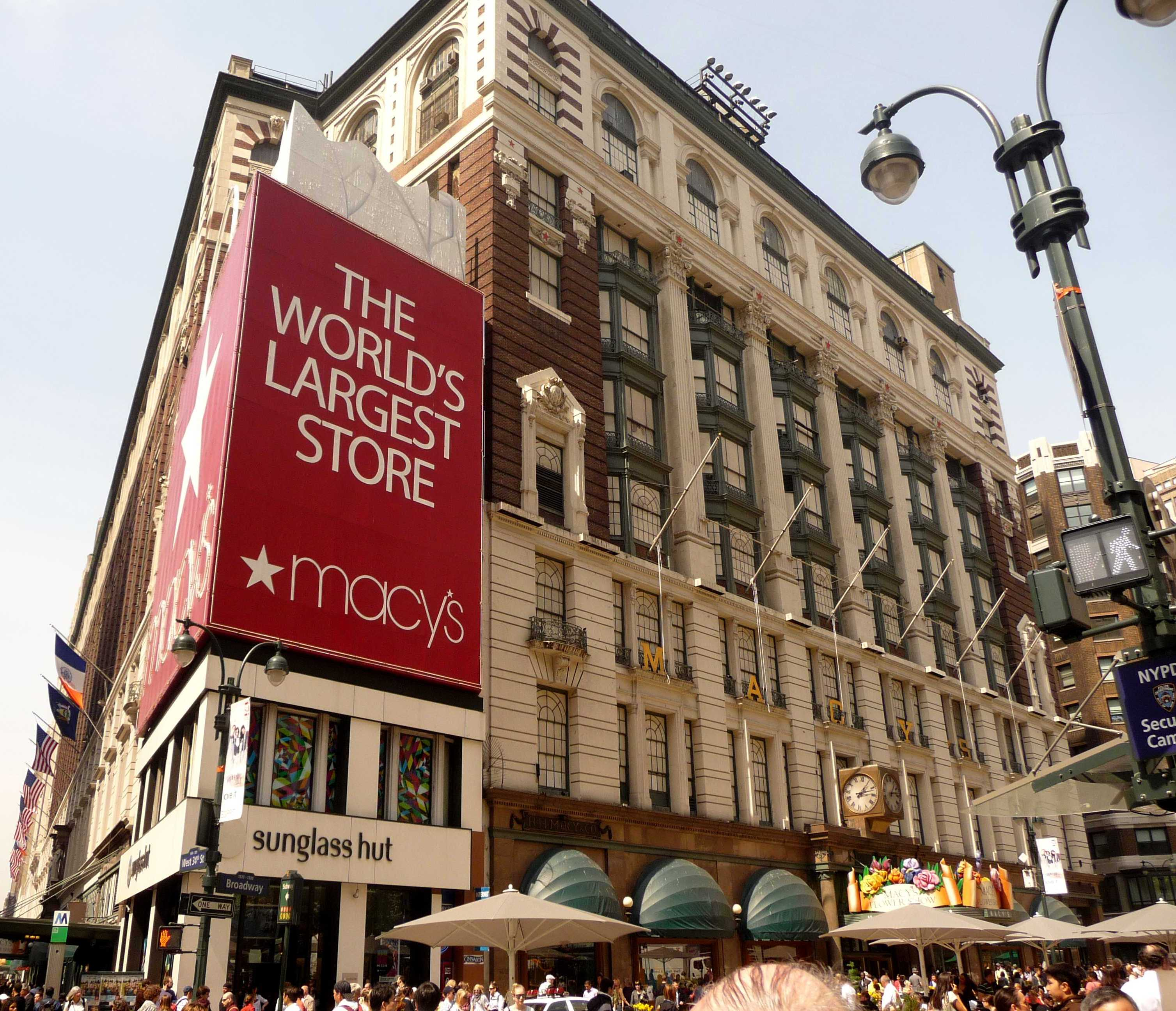
購物，梅西百货公司
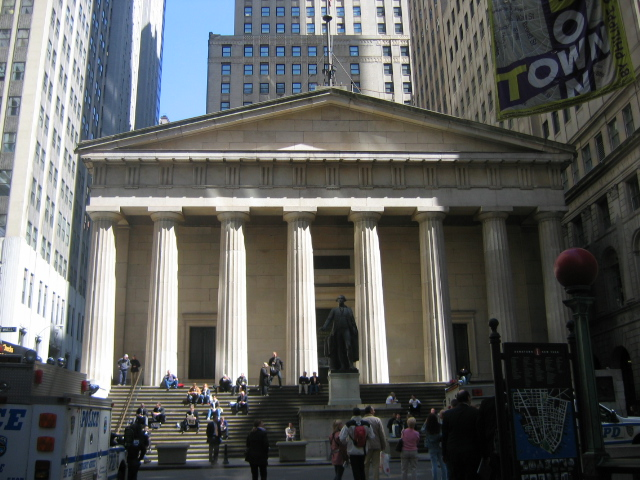
華爾街上的聯邦國家紀念堂
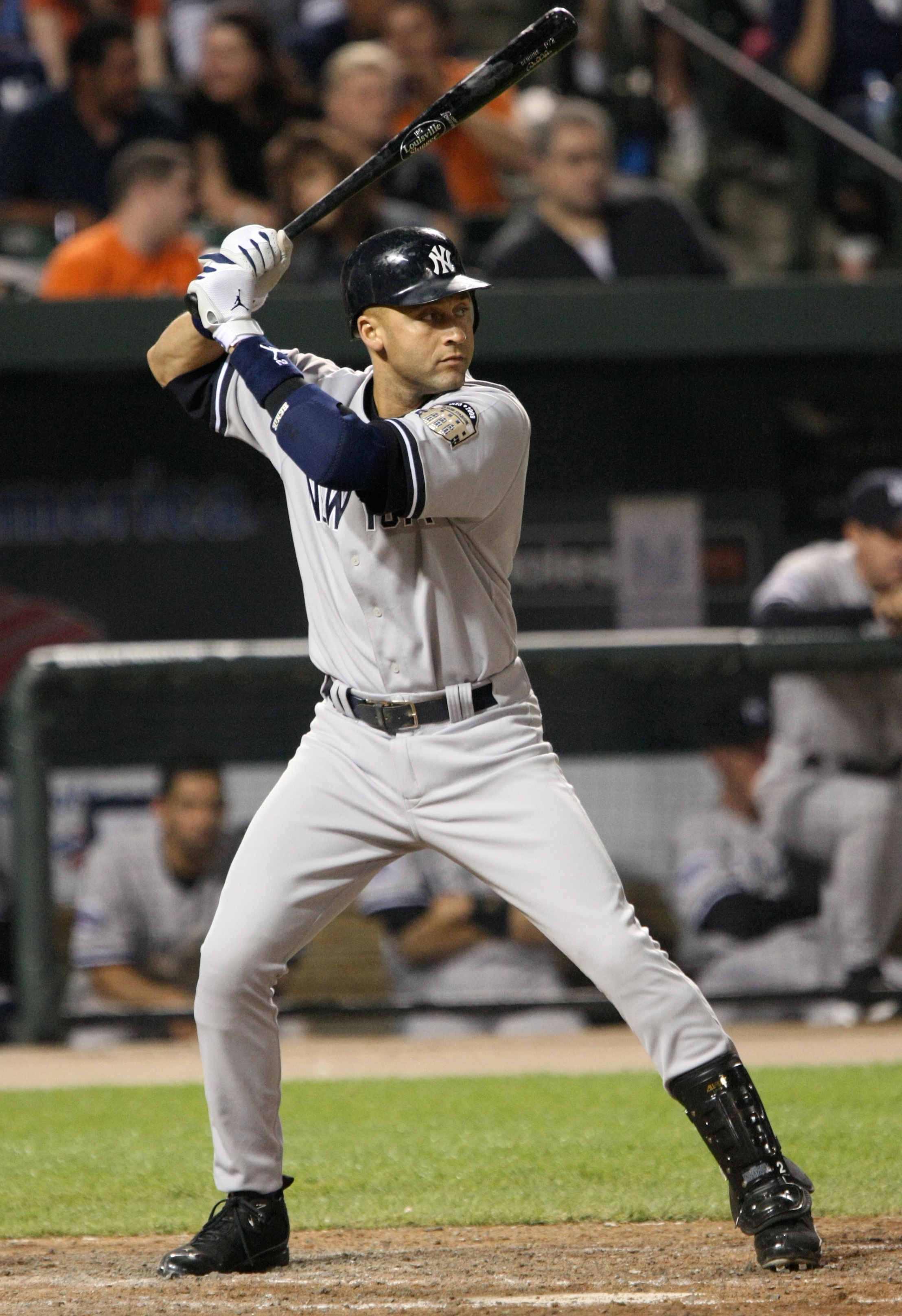
棒球紐約洋基隊
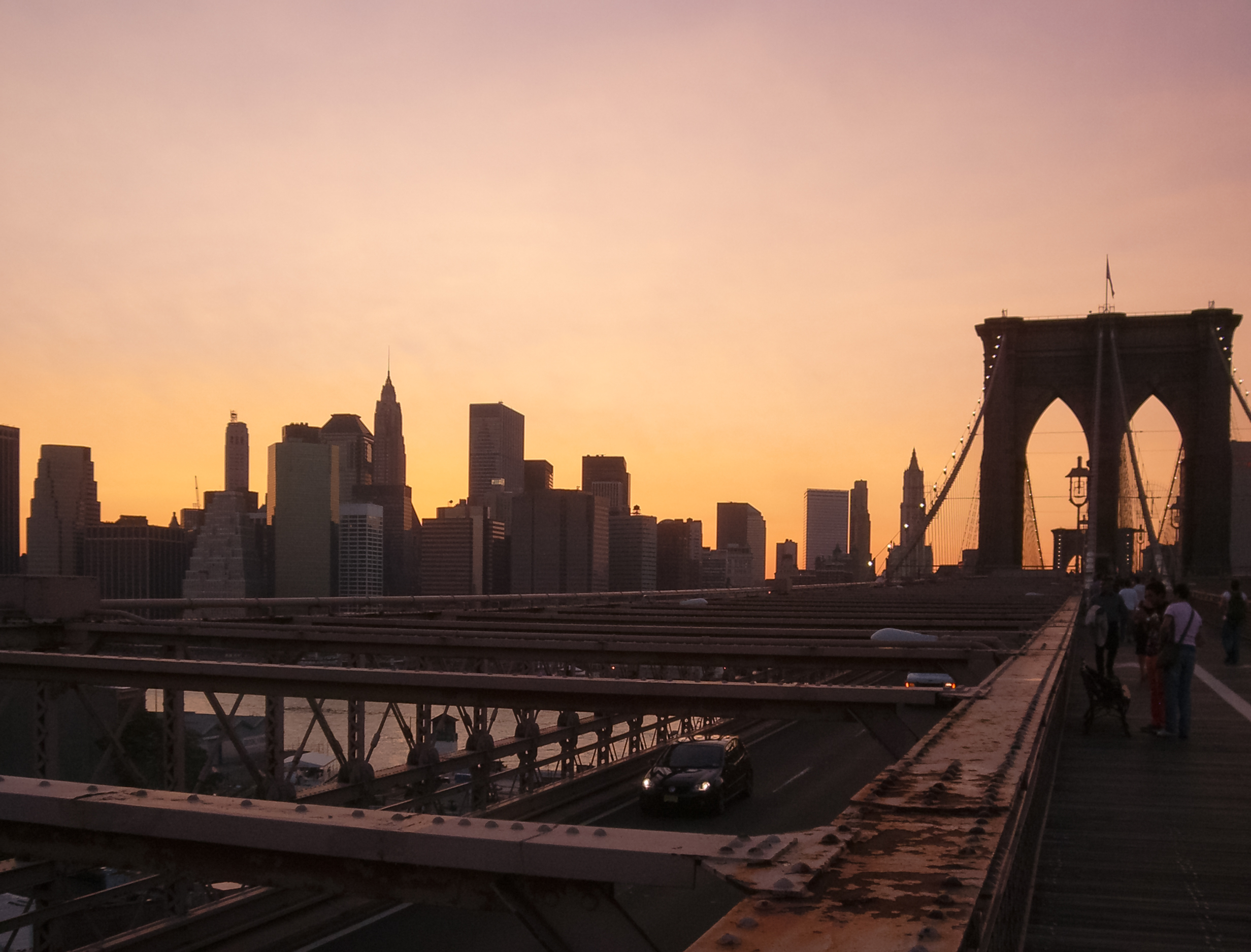
布魯克林大橋，纽约
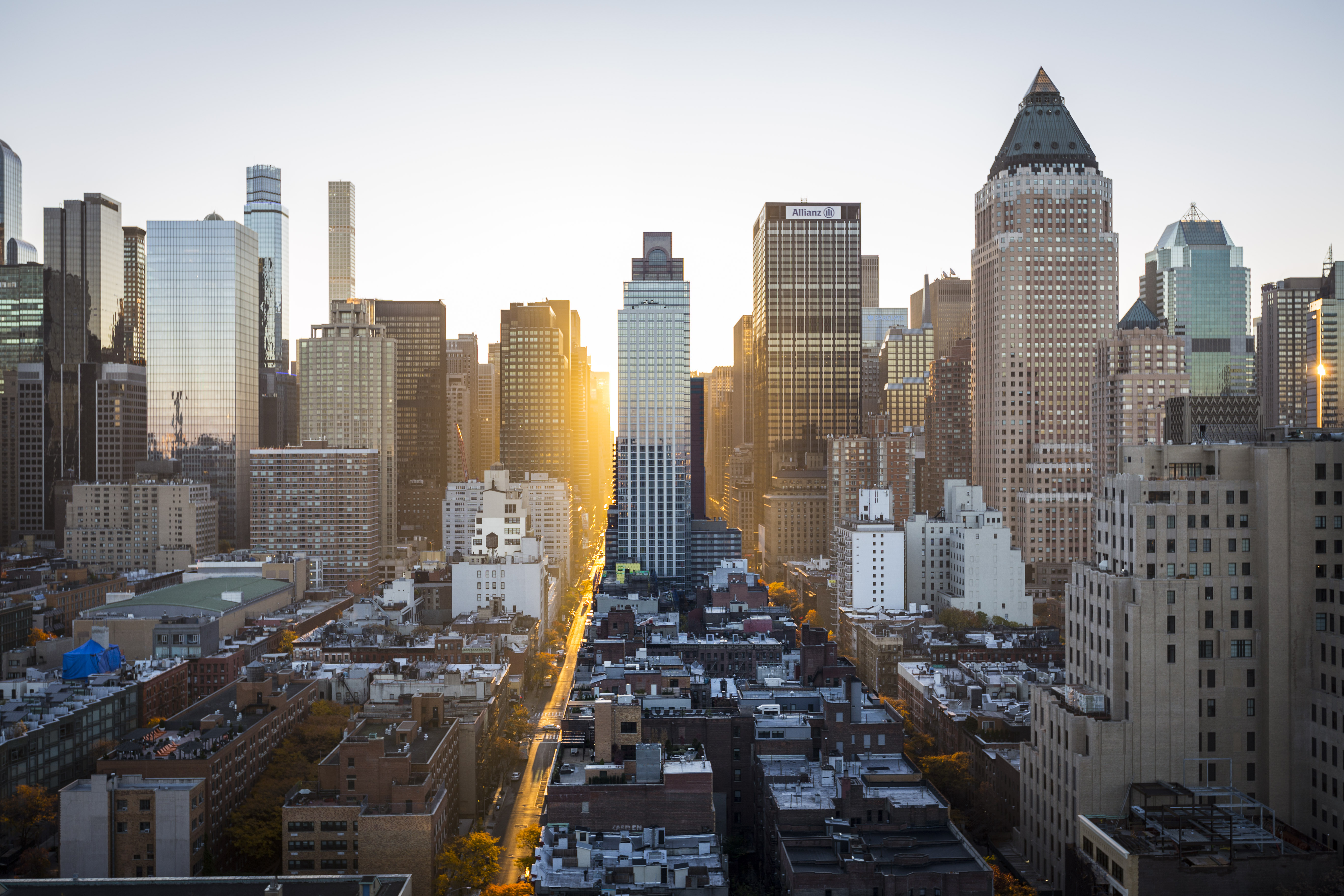
曼哈頓中城西區的景觀